# Historia de las cúpulas romanas y bizantinas

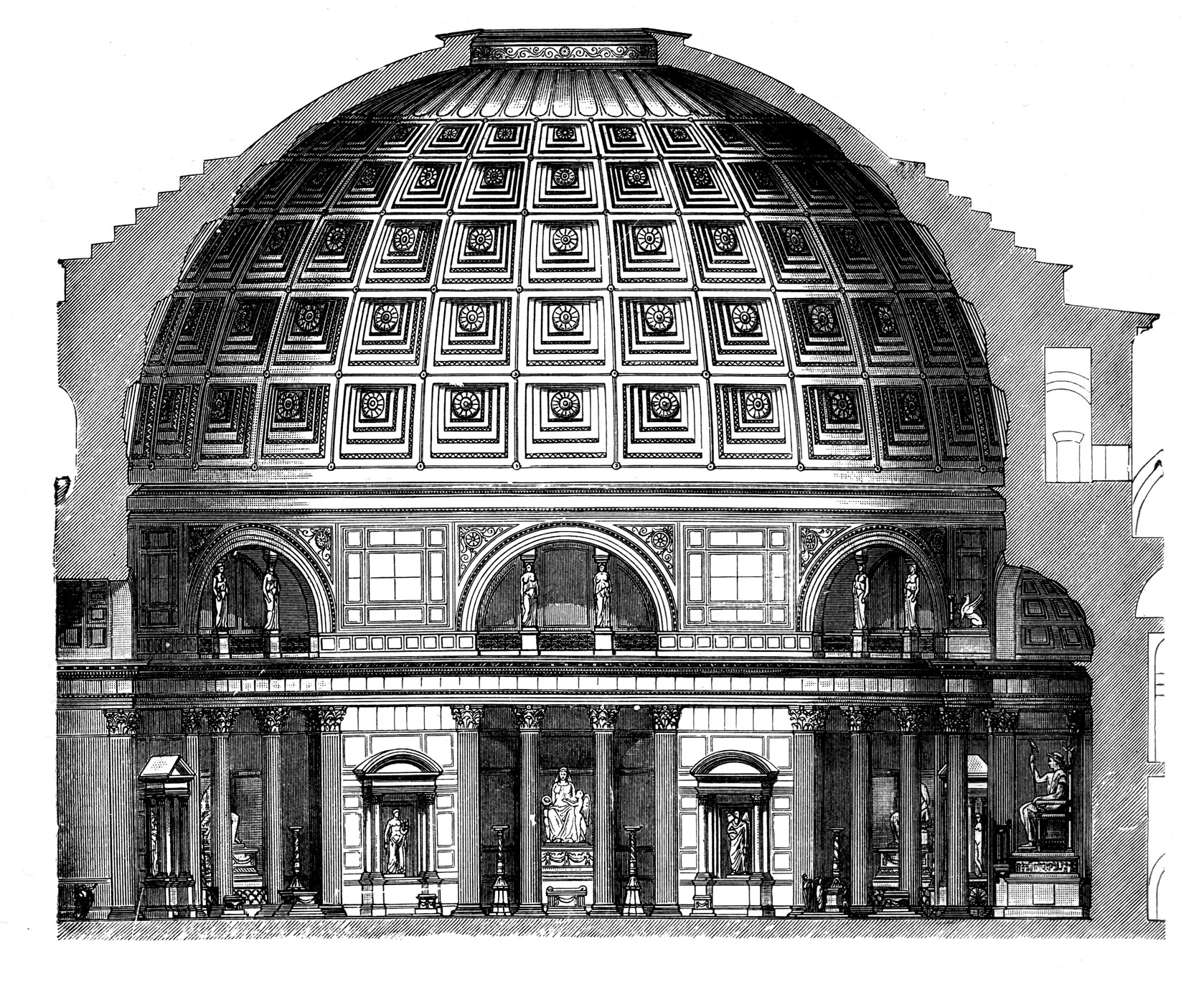
Sección del panteón de Agripa, en Roma.

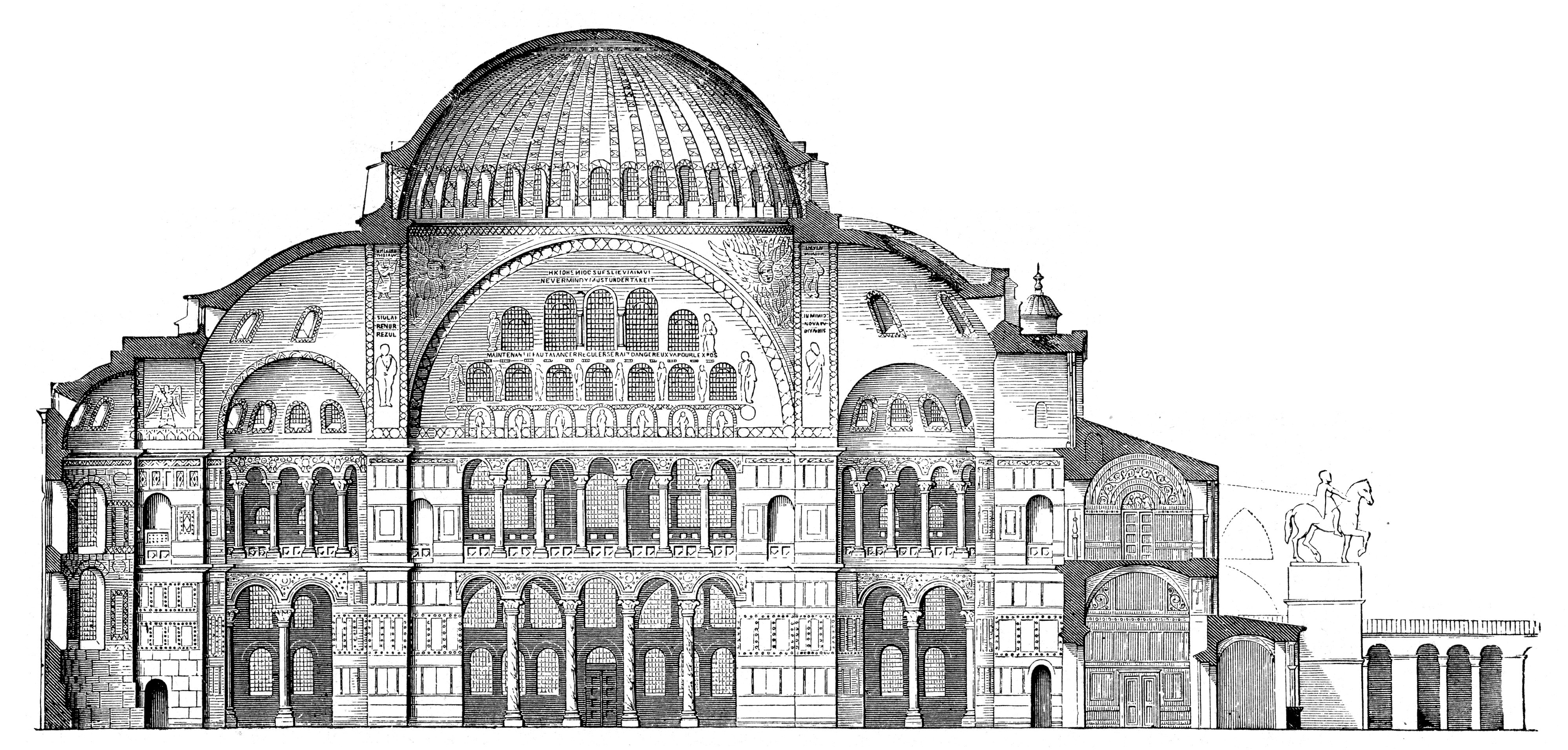
Cúpula de Santa Sofía, Estambul, construida entre 532 y 537.

Las cúpulas fueron un elemento característico de la arquitectura de la Antigua Roma y de su continuación medieval, el Imperio bizantino. Tuvieron una amplia influencia en los estilos contemporáneos y posteriores, desde la arquitectura rusa y otomana hasta la renacentista italiana y los historicismos modernos. Las cúpulas eran habitualmente hemisféricas, aunque también se conocen formas octogonales y segmentadas, y evolucionaron en forma, uso y estructura a lo largo de los siglos. Los primeros ejemplos descansaban directamente sobre los muros rotonda de las salas redondas y presentaban un óculo central para la ventilación y la luz. Las pechinas se hicieron comunes en el período bizantino, proporcionando el soporte para cúpulas sobre espacios cuadrados.
Las primeras cúpulas de madera se conocen solo a partir de fuentes literarias, pero el uso de encofrados de madera, hormigón y mano de obra no cualificada permitieron construir cúpulas de tamaño monumental a finales de la República y principios del período imperial, como el llamado salón de baños del "Templo de Mercurio" en Bayas. Nerón introdujo la cúpula en la arquitectura de los palacios romanos en el siglo I, en salas que servían como salas de banquetes estatales, salas de audiencia o salas del trono. La cúpula del Panteón, el ejemplo más grande y famoso, se construyó con hormigón en el siglo II y puede haber servido como sala de audiencias para Adriano. Mausoleos imperiales, como el mausoleo de Diocleciano, fueron cupulados a partir del siglo III. Algunas cúpulas más pequeñas se construyeron con una técnica de usar tubos de cerámica en lugar de una cimbra de madera para el hormigón, o como una estructura permanente incrustada en el hormigón, pero el ladrillo ligero se convirtió en el material de construcción preferido en el transcurso de los siglos IV y V. La disposición de nervaduras de ladrillo permitió estructuras más delgadas y facilitó la perforación de ventanas en los muros de soporte, haciendo innecesario el óculo como fuente de luz.
Los baptisterios y santuarios cristianos tenían cúpulas en el siglo IV, como el baptisterio de Letrán y la probable cúpula de madera sobre la iglesia del Santo Sepulcro. La iglesia octogonal en Antioquía de Constantino puede haber sido un precedente para edificios similares durante los siglos posteriores. La primera basílica cupulada puede haber sido construida en el siglo V, siendo una iglesia en el sur de Turquía el primer ejemplo propuesto, pero la arquitectura del siglo VI de Justiniano hizo que la arquitectura de la iglesia cupulada fuera estándar en todo el oriente romano. Su Hagia Sophia y la iglesia de los Santos Apóstoles inspiraron copias en siglos posteriores.
Las iglesias cruciformes con cúpulas en sus cruceros, como las iglesias de Hagia Sophia en Tesalónica y San Nicolás en Myra, fueron típicas de la arquitectura de los siglos VII y VIII y el refuerzo de una cúpula con bóvedas de cañón en los cuatro lados se convirtió en el sistema estructural estándar. Las cúpulas sobre tambores de forma cilíndrica o poligonal con ventanas fueron estándar después del siglo IX. En el período del imperio tardío, se construyeron iglesias más pequeñas con cúpulas de menor diámetro, normalmente de menos de 6 m después del siglo X. Son excepciones los octógonos cupulados del siglo XI de los monasterios de Hosios Loukas y Nea Moni, y la iglesia de Chora del siglo XII, entre otros. La planta de cruz inscrita en un cuadrado, con una única cúpula en el crucero o cinco cúpulas dispuestas en un patrón de quincunx, como en la iIglesia de San Pantaleón, fue el tipo más popular desde el siglo X hasta la caída de Constantinopla en 1453.

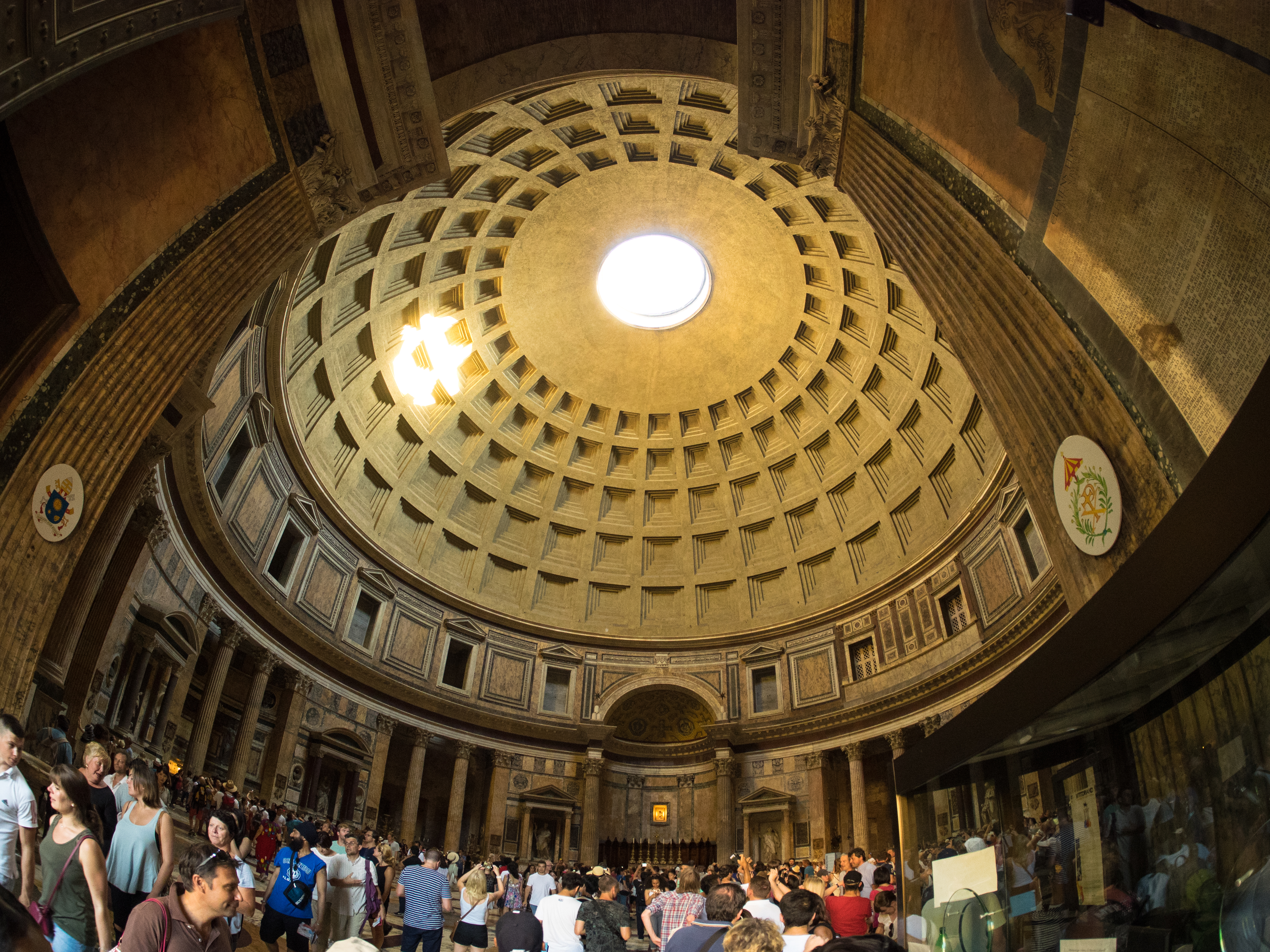
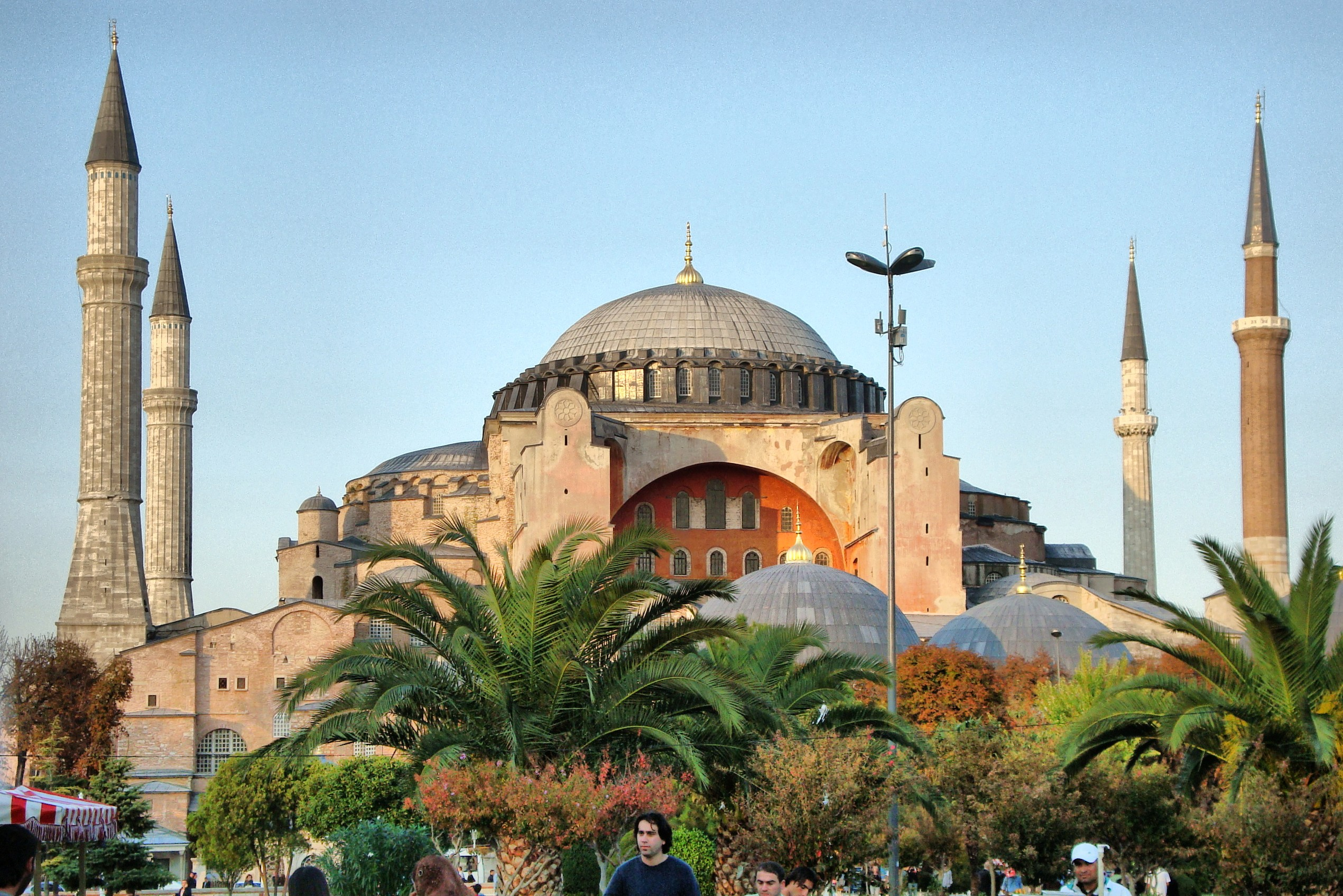
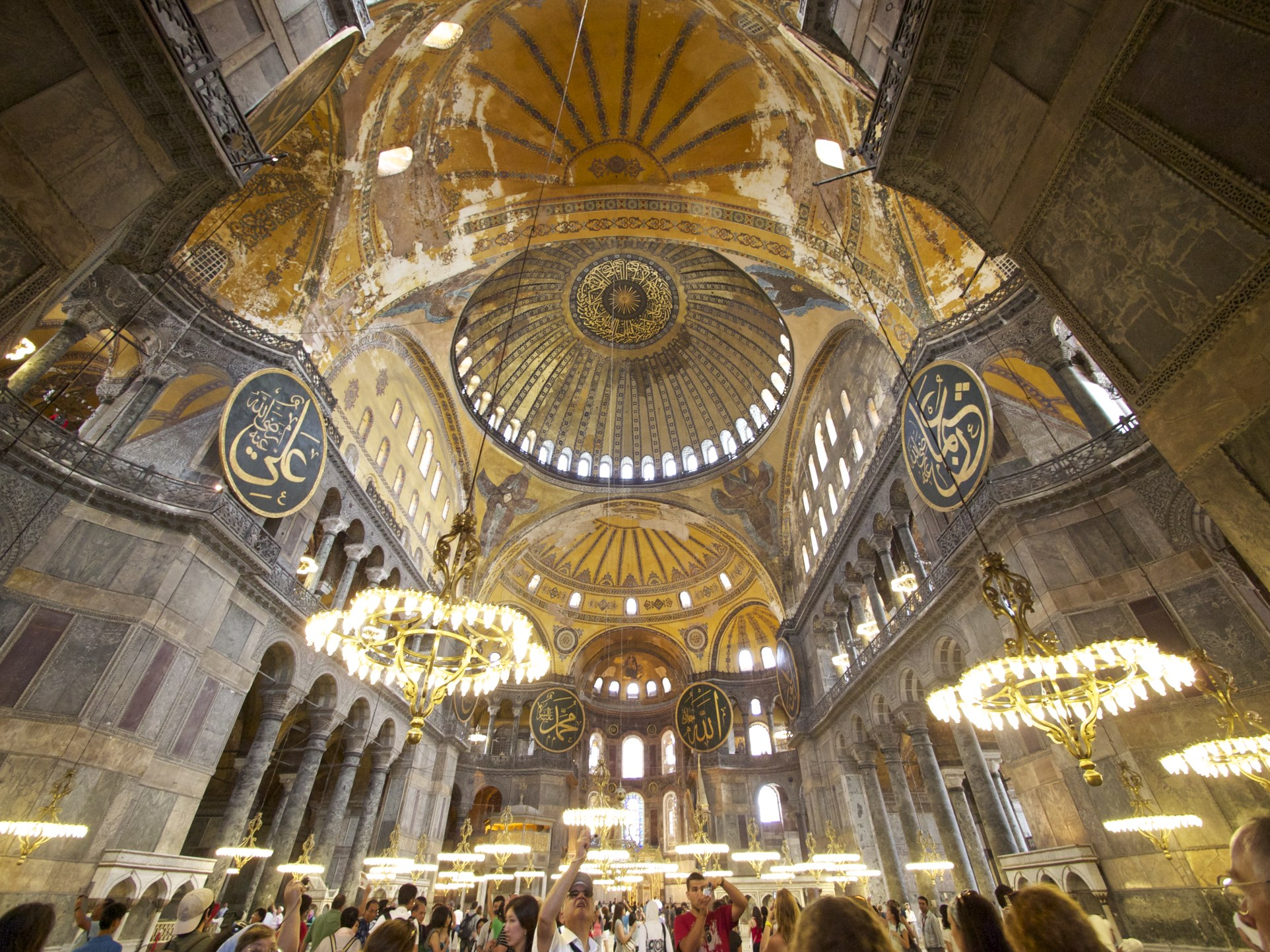

## Visión general
Los arcos, bóvedas y cúpulas de medio punto distinguen la arquitectura romana de la arquitectura griega antiguas y se vieron facilitados por el uso de hormigón y del ladrillo. Variando el peso del material agregado en el hormigón, podía alterarse su peso lo que permitía disponer capas más ligeras en la parte superior de las cúpulas. Pero esas cúpulas de hormigón también requerían costosos encofrados de madera que debían ser construidos y mantenidos en su lugar durante el proceso de curado, y que normalmente tenían que ser destruidos al ser retirados. Sin embargo, el encofrado de las cúpulas de ladrillo no necesitaba mantenerse durante tanto tiempo y podía reutilizarse más fácilmente. El mortero y el agregado de hormigón romano se construyeron en capas horizontales colocadas a mano contra encofrados de madera, determinando el grosor de las capas la duración de la jornada laboral. No se vertían en un molde como se hace con el hormigón en la actualidad. Por ello las cúpulas romanas de hormigón se construyeron de manera similar a como se hacían las cúpulas en ménsula anteriores de la región mediterránea, aunque ya tenían características estructurales diferentes. El material agregado usado por los romanos a menudo eran cascotes o escombros, aunque se usaban otros agregados más livianos en los niveles superiores que servían para reducir las solicitaciones. Las "ánforas y jarras" vacías podían introducirse en el interior para reducir el peso. Las mezclas de hormigón seco utilizadas por los romanos se compactaban con picas para eliminar los huecos, y se añadía sangre animal que actuaba como un reductor del agua. Debido a que el hormigón romano era débil a la tracción, estructuralmente no proporcionaba ninguna ventaja sobre el uso del ladrillo o de la piedra. Pero si proporcionaba una ventaja constructiva debido a que podía construirse con mano de obra esclava no cualificada,  lo que facilitaba la construcción de cúpulas a gran escala.
Las cúpulas se utilizaron en baños, villas, palacios y tumbas y los óculos fueron elementos comunes en ellas. Eran habitualmente de forma hemisférica y estaban, parcial o totalmente, ocultas en el exterior. Para contrarrestar los empujes horizontales de una gran cúpula de mampostería, los muros de soporte se construían más allá de la base hasta al menos las caderas de la cúpula y, a veces, la propia cúpula se cubría con un techo cónico o poligonal. También se usaron otras formas, incluidas las cúpulas de rebajadas o de platillo poco profundas, las segmentadas y las acanaladas. Las salas de audiencias de muchos palacios imperiales estaban cupuladas. Las cúpulas también eran muy comunes sobre pabellones de jardín poligonales. Las cúpulas estaban «estrechamente asociadas con patronos senatoriales, imperiales y patrocinados por el estado» y proliferaron en las ciudades capitales y otras ciudades con afiliaciones imperiales. La construcción y el desarrollo de cúpulas disminuyó en el oeste con el declive y la caída de la parte occidental del imperio.
En la arquitectura bizantina, una estructura portante de cuatro arcos con pechinas entre ellos permitía abrir los espacios bajo las cúpulas. Las pechinas permitieron que las cargas gravitatorias se concentraran en solo cuatro puntos en una planta cuadrada más práctica, en lugar de en un círculo. Hasta el siglo IX, las cúpulas eran bajas con contrafuertes gruesos y no sobresalían mucho hacia el exterior de sus edificios. Los tambores eran cilíndricos cuando se usaban y también bajos y gruesos. Después del siglo IX, se construyeron cúpulas más altas y se utilizaron tambores poligonales decorados con columnas y arcadas empotradas. La decoración exterior de la cúpula era más elaborada en el siglo XII e incluía columnas adosadas junto con nichos, arcadas ciegas y hileras de cuerdas. También eran normales los edificios con múltiples cúpulas.
Las cúpulas eran elementos importantes de los baptisterios, iglesias y tumbas. Normalmente eran hemisféricas y tenían, con excepciones ocasionales, tambores con ventanas. Las cubiertas de las cúpulas iban desde simples tejas de cerámica hasta láminas de plomo más caras, más duraderas y más adaptables a la forma. Las cúpulas y los tambores normalmente incorporaban anillos de tracción de madera en varios niveles para resistir la deformación en el mortero y permitir una construcción más rápida. También se usaron abrazaderas de metal entre bloques de cornisa de piedra, tirantes y cadenas de metal para estabilizar edificios cupulados. Los cinturones de madera en las bases de las cúpulas ayudaron a estabilizar los muros bajo ellas durante los terremotos, pero las cúpulas en sí permanecieron vulnerables al colapso. Los ejemplos de cúpula acanalada o de calabaza supervivientes en Constantinopla son estructuralmente equivalentes y esas técnicas se usaron indistintamente, correspondiendo el número de divisiones con el número de ventanas. Gracias a la pequeña escala de las iglesias posteriores al siglo VI, tales cúpulas nervadas podían construirse con encofrados solo para las nervaduras. Las cúpulas de calabaza pudieron haberse construido en anillos autoportantes y las pequeñas bóvedas cupuladas fueron dispuestas en ménsula de manera efectiva, prescindiendo por completo del encofrado.

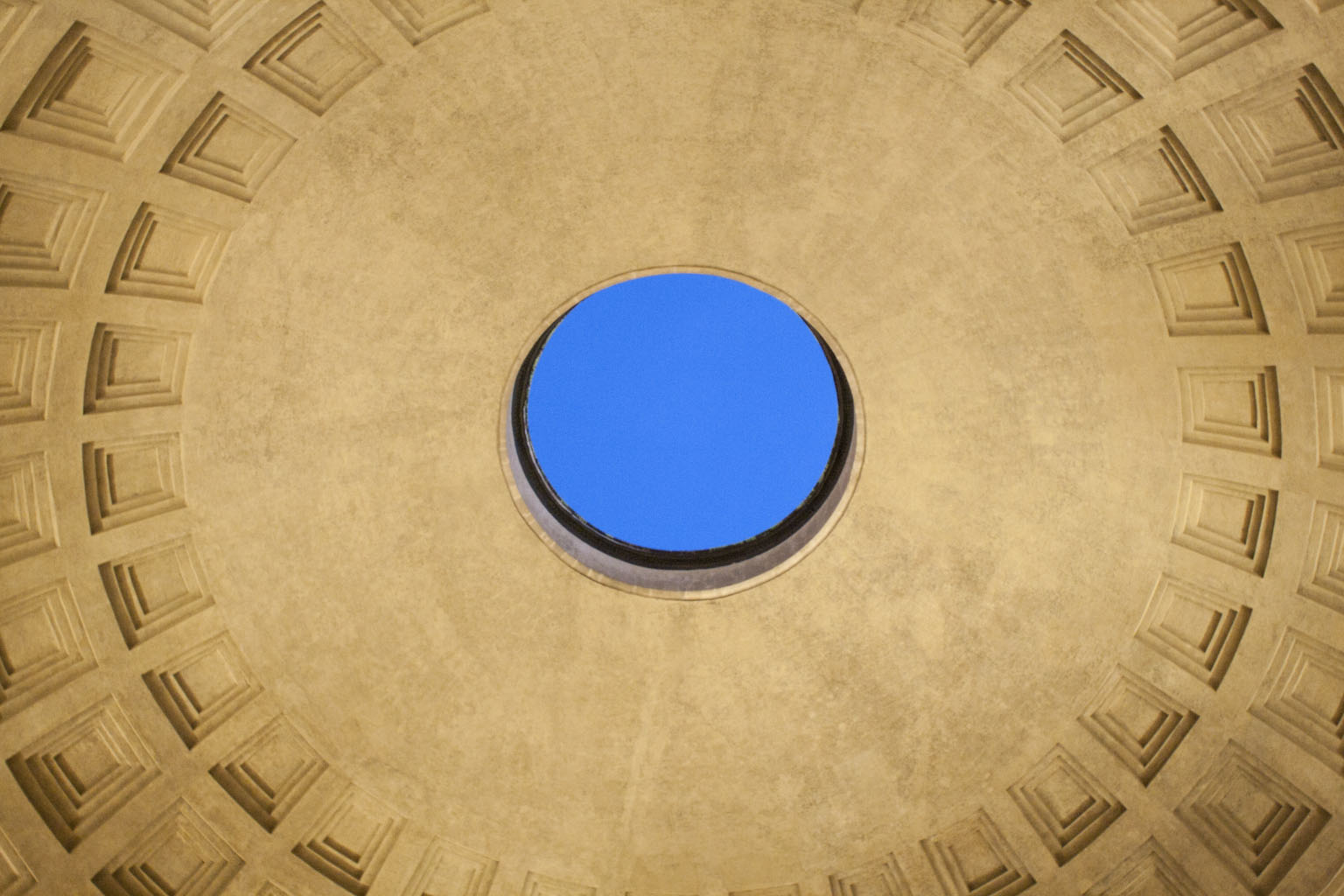
El óculo circular del Panteón, en el centro del techo cupulado
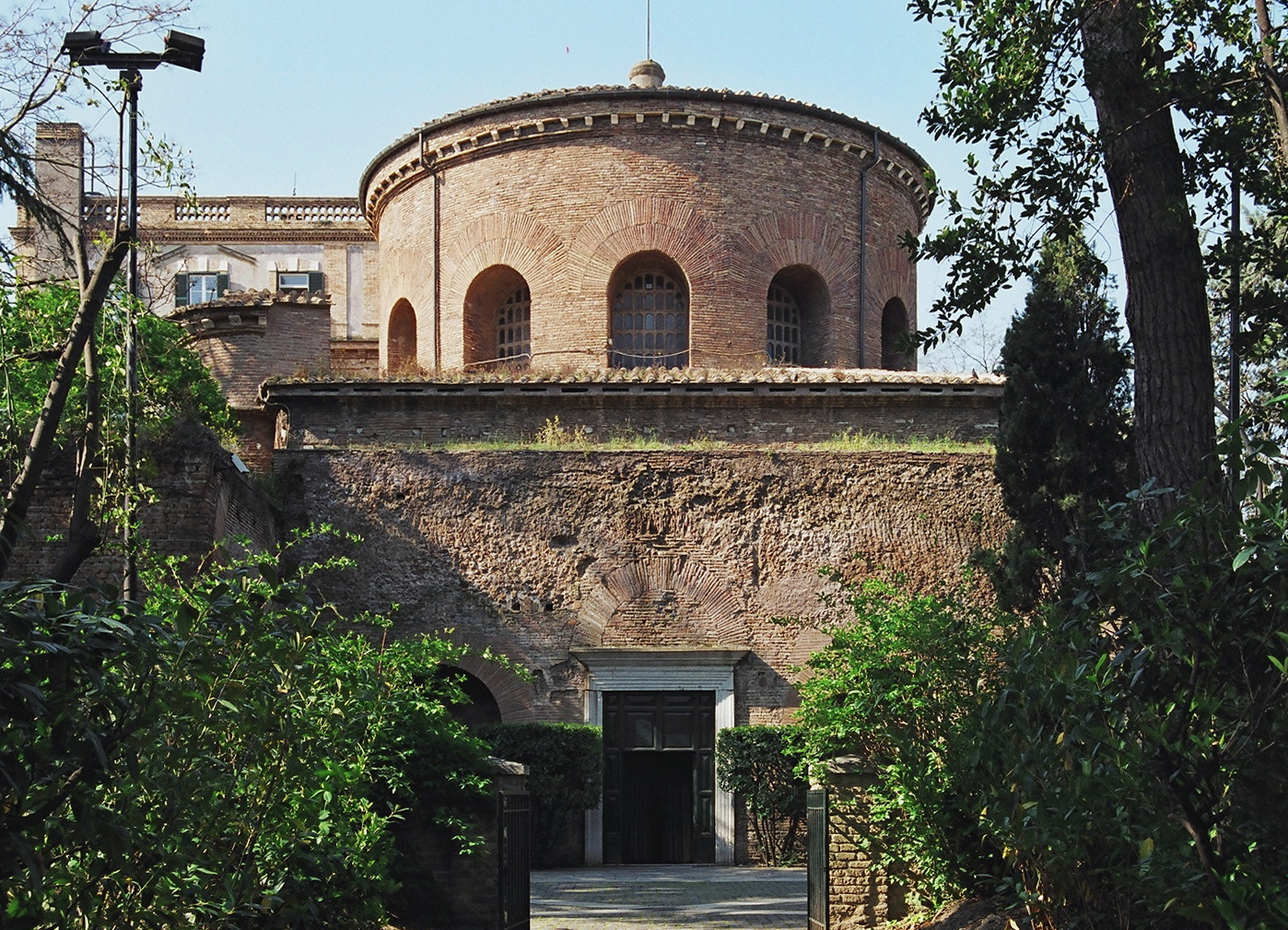
La cúpula de Santa Constanza queda oculta exteriormente por los contrafuerte de su tambor cilíndrico
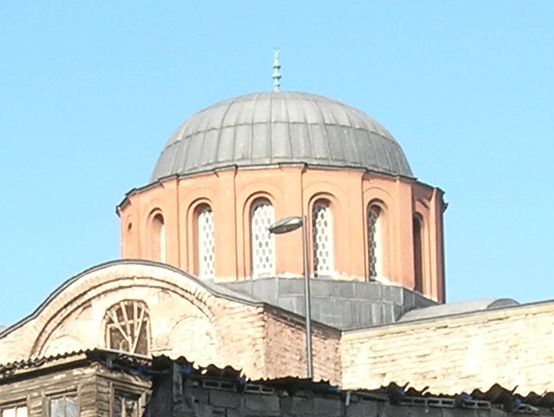
Una cúpula del antiguo Monasterio Pantokrator, que muestra un perfil externo expuesto y un techo de plomo
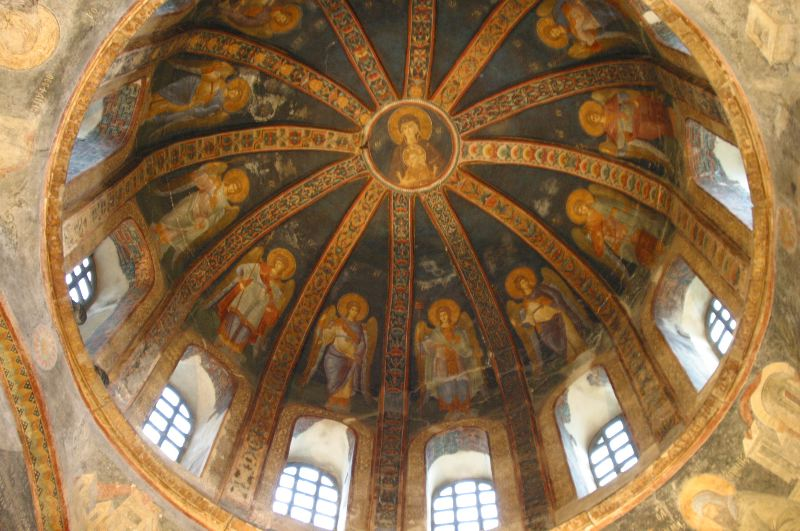
Una cúpula en la iglesia de Chora, con nervaduras entre las ventanas del tambor que convergen en una imagen circular al fresco

## Historia

### República tardía y período imperial temprano

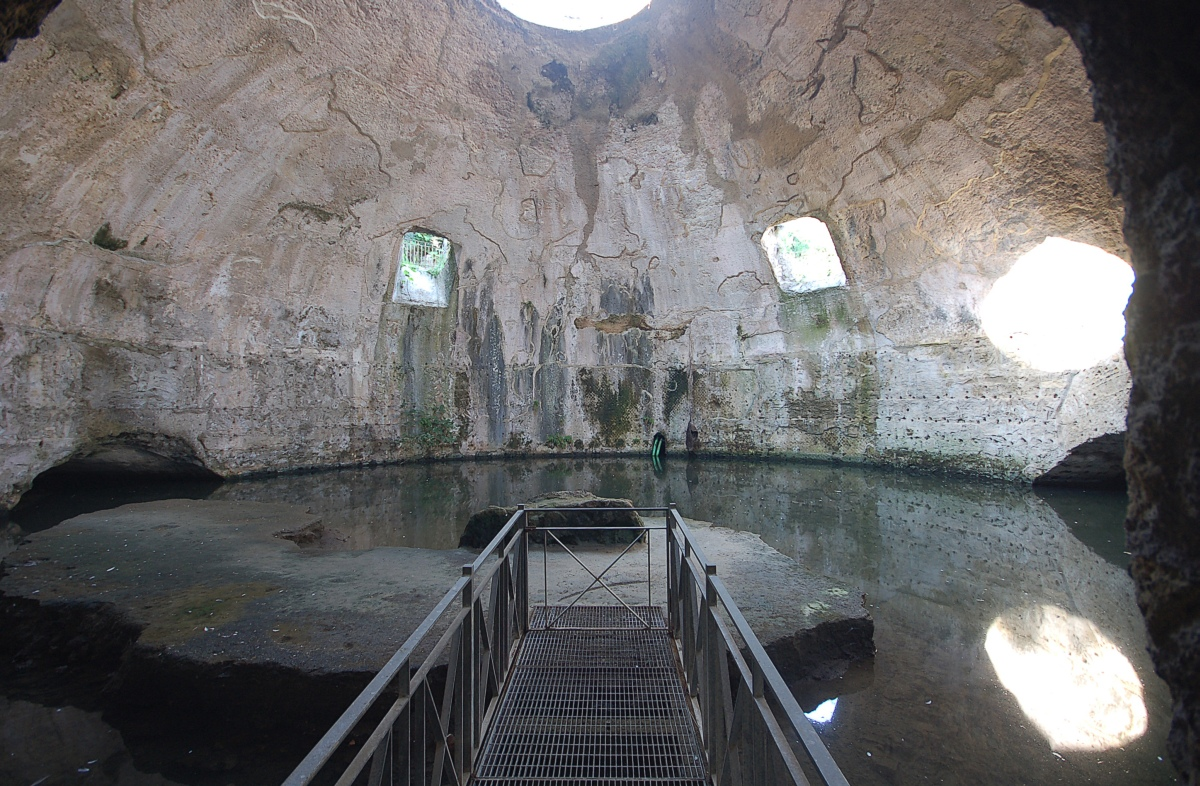
Ruinas inundadas del llamado "Templo de Mercurio" en Baiae

Las termas romanas desempeñaron un papel destacado en el desarrollo de la construcción de las cúpulas en general y de las cúpulas monumentales en particular. En Pompeya, en las salas frías de las termas Stabiane y de las termas del Foro, se ven cúpulas modestas en baños que datan de los siglos II y I a.C.. Esas cúpulas tienen una forma muy cónica, similar a las de un bajorrelieve asirio encontrado en Nínive. En un tepidarium de la época romana en Cabrera de Mar, España, se ha identificado una cúpula de mediados del siglo II a. C. que utilizó una versión refinada de la construcción de arcos paralelos encontrada en una cúpula de baño helenística anterior en Sicilia. Según Vitruvio, la temperatura y la humedad de las habitaciones caldeadas cupuladas se podían regular levantando o bajando discos de bronce dispuestos bajo un óculo. Las cúpulas se adaptaban particularmente bien a las salas calientes de los baños de planta circular para facilitar el calentamiento uniforme de los muros. Sin embargo, el uso general de cúpulas no ocurrió antes del siglo I d. C..
Rerum rusticarum libri, el libro de Varro sobre agricultura del siglo I a. C. ya describe un aviario con una cúpula de madera decorada con los ocho vientos que se compara, por analogía, con los ocho vientos representados en la Torre de los Vientos, que se construyó en Atenas aproximadamente al mismo tiempo. Ese aviario con su cúpula de madera pudiera representar un tipo ya completamente desarrollado. Las cúpulas de madera en general habrían permitido luces muy amplias. Su uso anterior puede haber inspirado el desarrollo y la introducción de grandes cúpulas de piedra de un tamaño sin precedentes. Se necesitaron formas complejas de madera para cimbrar y sostener la cúpula durante la construcción, y parece que finalmente se volvieron más eficientes y estandarizadas con el tiempo.
Las cúpulas finalmente alcanzaron un tamaño monumental en el período imperial romano. Aunque las huellas del encofrado en sí no han sobrevivido, las deformaciones del ideal de hasta 22 cm en el llamado  templo de Mercurio en Baiae sugieren un cimbrado de ocho marcos radiantes, con conectores horizontales que soportarían un encofrado radial para la cúpula poco peraltada. El edificio, en realidad una piscina frigidarium de hormigón para una casa de baños, data de la época de la República tardía, o del reinado del primer emperador Augusto (27 a. C.–14 d. C.), lo que la convierte en la primera gran cúpula romana. Hay cinco aberturas en la cúpula: un óculo circular y cuatro tragaluces cuadrados. La cúpula tiene una luz de 21,5 m y es la mayor gran cúpula conocida construida antes de la del Panteón. También es la cúpula de hormigón conservada más antigua.

### Siglo I
Si bien hay ejemplos anteriores de los períodos republicano e imperial temprano, la construcción de cúpulas aumentó bajo el emperador Nerón y los Flavios durante el siglo I d. C. y el siglo II. Las salas de planta central se convirtieron en partes cada vez más importantes de los diseños de los palacios y las villas palaciegas a partir del siglo I, sirviendo como salas para banquetes estatales, salas de audiencia o salas del trono. El encofrado se dispuso horizontal o radialmente, pero no hay suficientes evidencias sobrevivientes de los siglos I y II para decir cual de ellos era el más habitual.

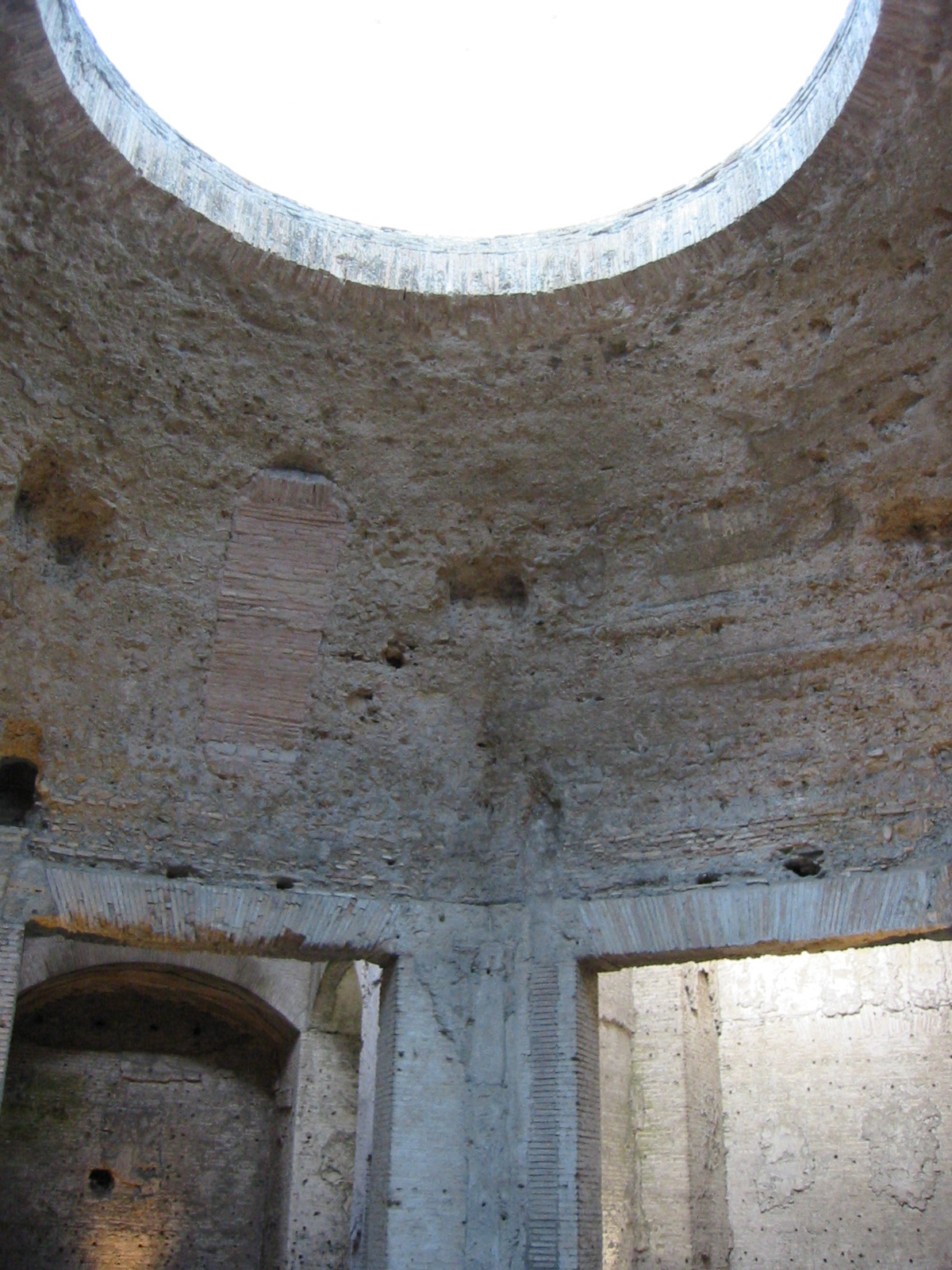
La sala cupulada octogonal que se encuentra en la Domus Aurea de Nerón

La opulenta arquitectura del palacio del emperador Nerón (54-68 d. C.) marca un desarrollo importante. Hay evidencia de una cúpula en su Domus Transitoria en la intersección de dos corredores, descansando sobre cuatro grandes pilastras, que pueden haber tenido un óculo en el centro. En la Domus Aurea de Nerón, o Casa Dorada, planeada por Severus y Celer, los muros de una gran sala octogonal hacen la transición a una cúpula octogonal, que luego pasa a ser una cúpula con un óculo. Este es el ejemplo más antiguo conocido de una cúpula en la propia ciudad de Roma.
La Domus Aurea se construyó después del 64 d. C. y la cúpula tenía más de 13 m de diámetro. Esta cúpula octogonal y semicircular es de hormigón y el óculo es de ladrillo. Los muros radiales de las habitaciones circundantes contrarrestan el empuje de la cúpula, lo que permite que los muros octogonales directamente bajo ella tengan grandes aberturas bajo arcos planos y que la habitación misma esté excepcionalmente bien iluminada. Debido a que no hay indicios de que se hayan tenido mosaicos u otro material de revestimiento en la superficie de la cúpula, es posible que haya estado escondida detrás de un dosel de tela similar a una tienda de campaña como las tiendas de pabellón de los gobernantes helenísticos (y persas anteriores). El óculo es inusualmente grande, más de dos quintas partes del espacio de la habitación, y puede haber servido para sostener una estructura ligera de linterna o tholos, que habría cubierto la abertura. Los canales circulares en la superficie superior del óculo también apoyan la idea de que esa linterna, quizás en sí misma cupulada, era la cúpula giratoria a la que harían referencia los relatos escritos.
Según Suetonio, la Domus Aurea tenía una cúpula que giraba perpetuamente sobre su base a imitación del cielo. En 2009 se informó que los cimientos recién descubiertos de una sala redonda podían ser los de un comedor cupulado giratorio. También se informaba en fuentes contemporáneas de que en el palacio habría un techo sobre un comedor equipado con tuberías para que el perfume pudiera llover desde el techo, aunque no se sabe si eso sería una característica de la misma cúpula. La costosa y lujosa decoración del palacio causó tal escándalo que fue abandonado poco después de la muerte de Nerón y se construyeron en el lugar varios edificios públicos como las Termas de Tito y el Coliseo.
La única cúpula intacta del reinado del emperador Domiciano es un ejemplo de 16,1 m de luz en lo que pudo haber sido un ninfeo en su villa en Albano. Ahora es la iglesia de Santa Maria de la Rotonda. La Domus Augustana del año 92 d. C. de Domiciano estableció el uso de una semicúpula sobre un ábside como un motivo imperial. Las cámaras cuadradas de su palacio en la colina Palatina usaban pechinas para sostener las cúpulas. Su palacio tenía tres cúpulas que descansaban sobre muros con ábsides alternados y aberturas rectangulares. Tenía una sala cupulada octogonal en el ala doméstica. A diferencia de la cúpula octogonal similar de Nerón, sus segmentos se extendían hasta el óculo. El comedor de este palacio privado, llamado Coenatio Jovis o comedor de Júpiter, tenía un techo giratorio como el que había construido Nerón, pero con estrellas dispuestas en el cielo simulado.

### Siglo II

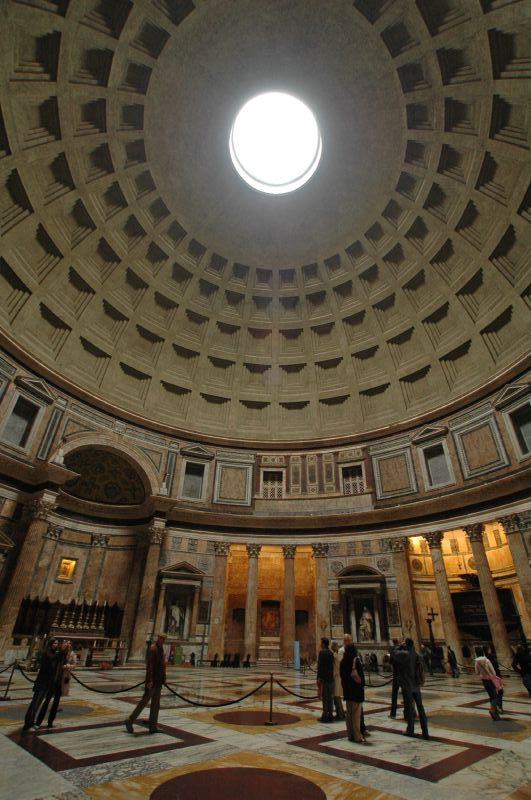
El Panteón en Roma

Durante el reinado del emperador Trajano (r. 98-117), las cúpulas y semicúpulas sobre exedras fueron elementos habituales de la arquitectura romana, posiblemente debido a los esfuerzos del arquitecto de Trajano, Apolodoro de Damasco, famoso por su capacidades de ingeniería. En el año 109 d. C. se terminaron dos rotondas de 20 m de diámetro como parte de las Termas de Trajano, construidas sobre la Domus Aurea, y se construyeron otras dos exedras de 13 y 18 m de diámetro como parte de los mercados al noreste de su foro. La arquitectura del sucesor de Trajano, el emperador Adriano (r. 117-138, continuó con ese estilo. Tres exedras de 30 m de diámetro en las termas de Trajano tienen patrones de artesonado que, como en el Panteón posterior, se alinean con nichos inferiores solo en los ejes y en los diagonales y, también como en el Panteón, esa alineación es a veces con las nervaduras entre los casetones, en lugar de con los propios casetones.
El Panteón de Roma, completado por Adriano como parte de las Termas de Agripa, tiene la cúpula romana más famosa, mejor conservada y más grande. Su diámetro era más del doble de luz que cualquier cúpula anterior conocida. Aunque se considera un ejemplo de la arquitectura de Adriano, hay pruebas de que la reconstrucción del Panteón en su forma actual se inició bajo Trajano. Las especulaciones sobre que el arquitecto del Panteón fuera Apolodoro no han sido probadas, aunque hay similitudes estilísticas entre sus grandes semicúpulas artesonadas en los Baños de Trajano y la cúpula del Panteón. Otros indicadores de que el diseñador pudiera ser Apolodoro o alguien de su círculo que estaba «más cerca en sensibilidad artística de la era de Trajano que de la Adriano» son el tamaño monumental y la incorporación de pequeños pasajes en la estructura. Las dimensiones del edificio parecen hacer referencia al tratado de Arquímedes Sobre la esfera y el cilindro, la cúpula puede usar filas de 28 casetones porque los pitagóricos consideraban que 28 era un número perfecto, y el diseño equilibraba su complejidad con la simplicidad geométrica subyacente. Datada del siglo II, es una cúpula de hormigón no reforzado de 43,4 m de diámetro que descansa sobre un muro circular o rotonda, de 6 m de espesor. Esta rotonda, realizada en hormigón con ladrillo visto, tiene un gran número de arcos de descarga y huecos. Siete nichos interiores y el portal de entrada dividen estructuralmente el muro en ocho pilastras prácticamente independientes. Estas aberturas y vacíos adicionales representan una cuarta parte del volumen del muro de la rotonda. La única abertura en la cúpula es el óculo revestido de ladrillo en la parte superior, de 9 m de diámetro, que proporciona luz y ventilación al interior.
El artesonado poco profundo de la cúpula representa una reducción de menos del cinco por ciento en la masa de la cúpula y es principalmente decorativo. El material agregado colocado a mano en el hormigón es más pesado en la base de la cúpula y cambia a materiales más livianos a medida que aumenta la altura, lo que reduce drásticamente las tensiones en la estructura terminada. De hecho, muchos comentaristas han citado al Panteón como ejemplo de las posibilidades revolucionarias para la arquitectura monolítica proporcionadas por el uso del hormigón de puzolana romana. Sin embargo, las grietas verticales parecen haberse desarrollado muy temprano, de modo que en la práctica la cúpula actúa como un conjunto de arcos con una clave común, en lugar de como una única lámina. Los escalones exteriores utilizados para comprimir los "riñones" de la cúpula, que no serían necesarios si la cúpula actuara como una estructura monolítica, pueden ser un reconocimiento de esto por parte de los propios constructores. Tal contrafuerte era común en la construcción de los arcos romanos. Las grietas en la cúpula se pueden ver desde las salas internas superiores de la rotonda, pero se cubrieron con un revoco de cemento en la superficie interior de la cúpula y con parches en el exterior del edificio. El techo del Panteón estaba originalmente cubierto con tejas de bronce dorado, pero el emperador Constante II las retiró en 663 y las reemplazó con techos de plomo.
La función del Panteón sigue siendo una pregunta abierta. Extrañamente para un templo, su inscripción, que atribuye este tercer edificio en el sitio al constructor del primero, Marcus Agrippa, no menciona a ningún dios o grupo de dioses. Su nombre, Pantheon, proviene del griego para «todos los dioses», pero no es oficial, y no se incluyó en la lista de templos restaurados por Adriano en la Historia Augusta. Los templos circulares eran pequeños y raros, y los templos romanos tradicionalmente permitían solo una divinidad por sala. El Panteón se parece más a las edificaciones que se encuentran en los palacios y baños imperiales. Se cree que Adriano celebraba la corte en la rotonda usando el ábside principal frente a la entrada como tribuna, lo que podría explicar su gran tamaño. Edificios romanos posteriores similares al Panteón son un templo a Asklepios Soter (c. 145) en la antigua ciudad helenística de Pérgamo y el llamado Templo Redondo en Ostia (c. 230-240), que puede haber estado relacionado con el culto imperial. La cúpula de Pérgamo tenía unos 80 pies romanos de diámetro, frente a los 150 del Panteón, y estaba hecha de ladrillo sobre una rotonda de piedra tallada. La cúpula de Ostia tenía 60 pies romanos de diámetro y estaba hecha de hormigón con revestimiento de ladrillo. Ninguna cúpula posterior construida en la era imperial se acercó a la luz del Panteón. Siguió siendo el domo más grande del mundo durante más de un milenio y sigue siendo el domo de hormigón no reforzado más grande del mundo.

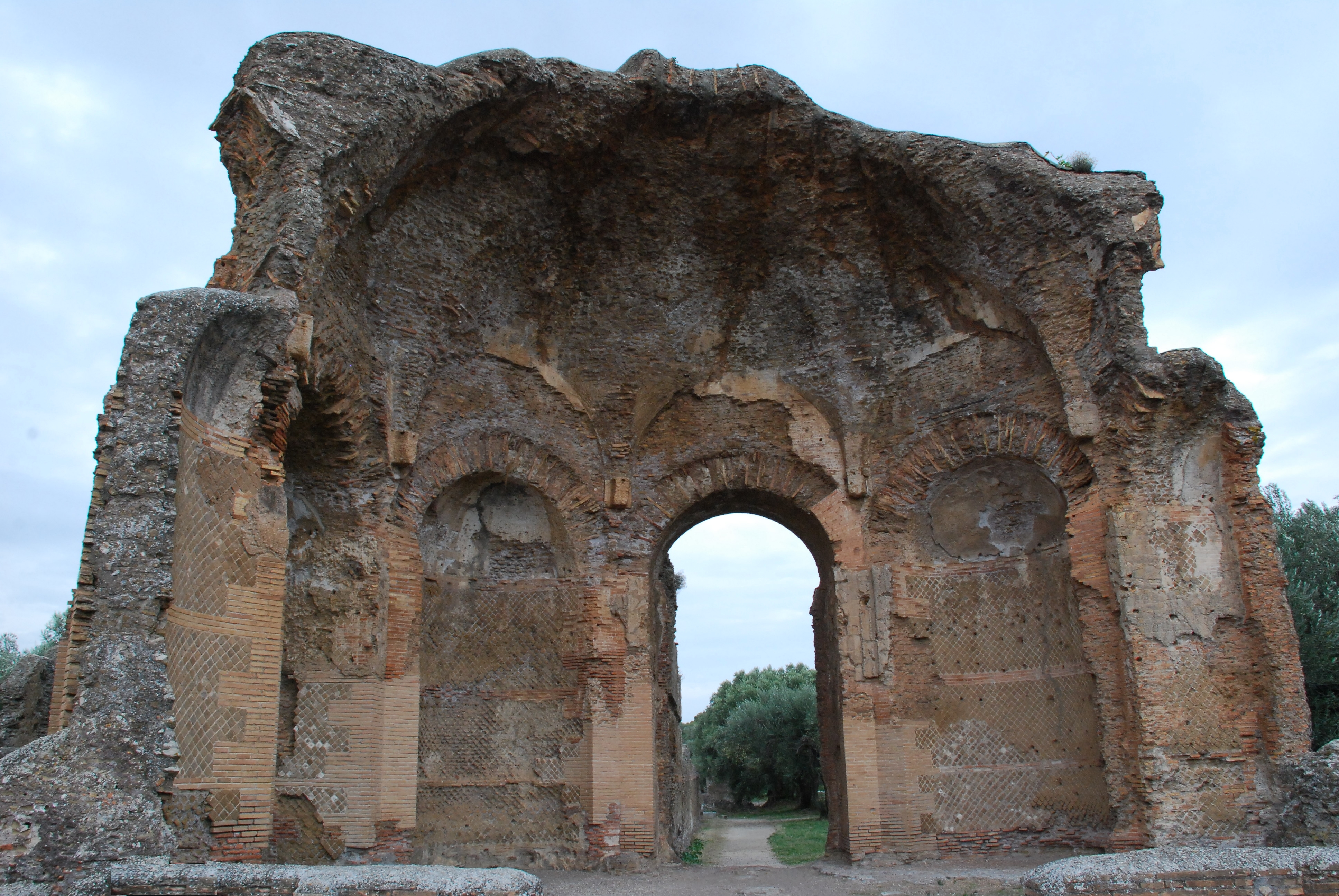
Ruinas en la Piazza D'Oro en la Villa Adriana

El uso del hormigón facilitó la geometría compleja de la sala cupulada octogonal en los Pequeños Baños Termales de la Villa de Adriano en Tivoli, del siglo II. Los abovedamientos se han derrumbado, pero una reconstrucción virtual sugiere que los muros de la sala octogonal, que alternan paños planos y convexos, se fusionaban en un casquete esférico. Las cúpulas segmentadas hechas de cuñas cóncavas radialmente, o de cuñas cóncavas y planas alternas, aparecieron bajo Adriano en el siglo II y la mayoría de los ejemplos conservados del estilo datan de ese período. La villa de Adriano tiene ejemplos en la Piazza D'Oro y en la semicúpula del Serapeum. Los detalles registrados de la decoración de la cúpula segmentada en la Piazza D'Oro sugieren que se hizo para evocar una carpa ondulante, quizás una imitación de los canopios usados por los reyes helenísticos. Hay otros ejemplos en los baños de Adriano de Otricoli y el llamado «Templo de Venus» en Baiae. Este estilo de cúpula requería un cimbrado complejo y un encofrado orientado radialmente para crear sus curvas cerradas, y la evidencia directa más antigua que se conserva de un encofrado radial se encuentra en el caldarium de los Grandes Baños en la villa de Adriano. Adriano era un arquitecto aficionado y aparentemente fueron las cúpulas de Adriano como estas a las que el arquitecto de Trajano, Apolodoro de Damasco, llamó burlonamente "calabazas" antes de que Adriano se convirtiera en emperador. Según Dión Casio, el recuerdo de ese insulto contribuyó a que Adriano, como emperador, hiciera exiliar y matar a Apolodoro.
A mediados del siglo II, cerca de la actual Nápoles, se construyeron algunas grandes  cúpulas como parte de grandes complejos de baños aprovechando las aguas termales volcánicas de la zona. En el complejo de baños de Baiae, hay restos de una cúpula colapsada de 26,3 m, llamada «Templo de Venus», y una cúpula medio colapsada mayor de 29,5 m llamada «Templo de Diana». Esa cúpula del «Templo de Diana», que pudo haber sido un ninfeo como parte del conjunto de baños, se aprecia que tenía una sección ojival formada por capas horizontales de ladrillo con mortero y rematado con toba liviana. Data de la segunda mitad del siglo II y es la tercera cúpula mayor conocida del mundo romano. La segunda mayor es la del colapsado «Templo de Apolo», construido cerca, a lo largo de la orilla del lago del Averno. La luz no se puede medir con precisión debido a su estado ruinoso, pero tenía más de 36 m de diámetro.
También las habitaciones octogonales de las Termas de Antonino en Cartago estaban cubiertas con bóvedas de claustro y han sido datadas en 145-160.
En la segunda mitad del siglo II, en el norte de África, se desarrolló un tipo particular de forma de tubo de boquilla en la tradición de la cúpula de tubo de terracota de los baños de la era helenística de Morgantina, una idea que se había conservado en el uso de vasijas de terracota entrelazadas para los techos de hornos. Este tubo podía fabricarse en masa en los tornos de alfarero y entrelazarse para formar un cimbrado permanente para cúpulas de hormigón, evitando por completo el uso de cimbrados de madera. Esta se extendió principalmente en el Mediterráneo occidental.
Aunque raramente usada, la cúpula sobre pechinas se conocía en la Roma del siglo II y posiblemente antes, en monumentos funerarios como la Sedia dei Diavolo y el Torracio della Secchina en la via Nomentana. Las cúpulas con pechinas se usarían mucho más en el período bizantino. Una «tumba romana en Palestina en Kusr-en-Nêuijîs» tenía una cúpula con pechinas sobre la intersección cuadrada de bóvedas de cañón cruciforme y data del siglo II. Una pequeña cúpula sobre pechinas esféricas en Beurey-Bauguay en el departamento de Côte-d'Or de Francia ha sido datada en el siglo II o III.

### Siglo III

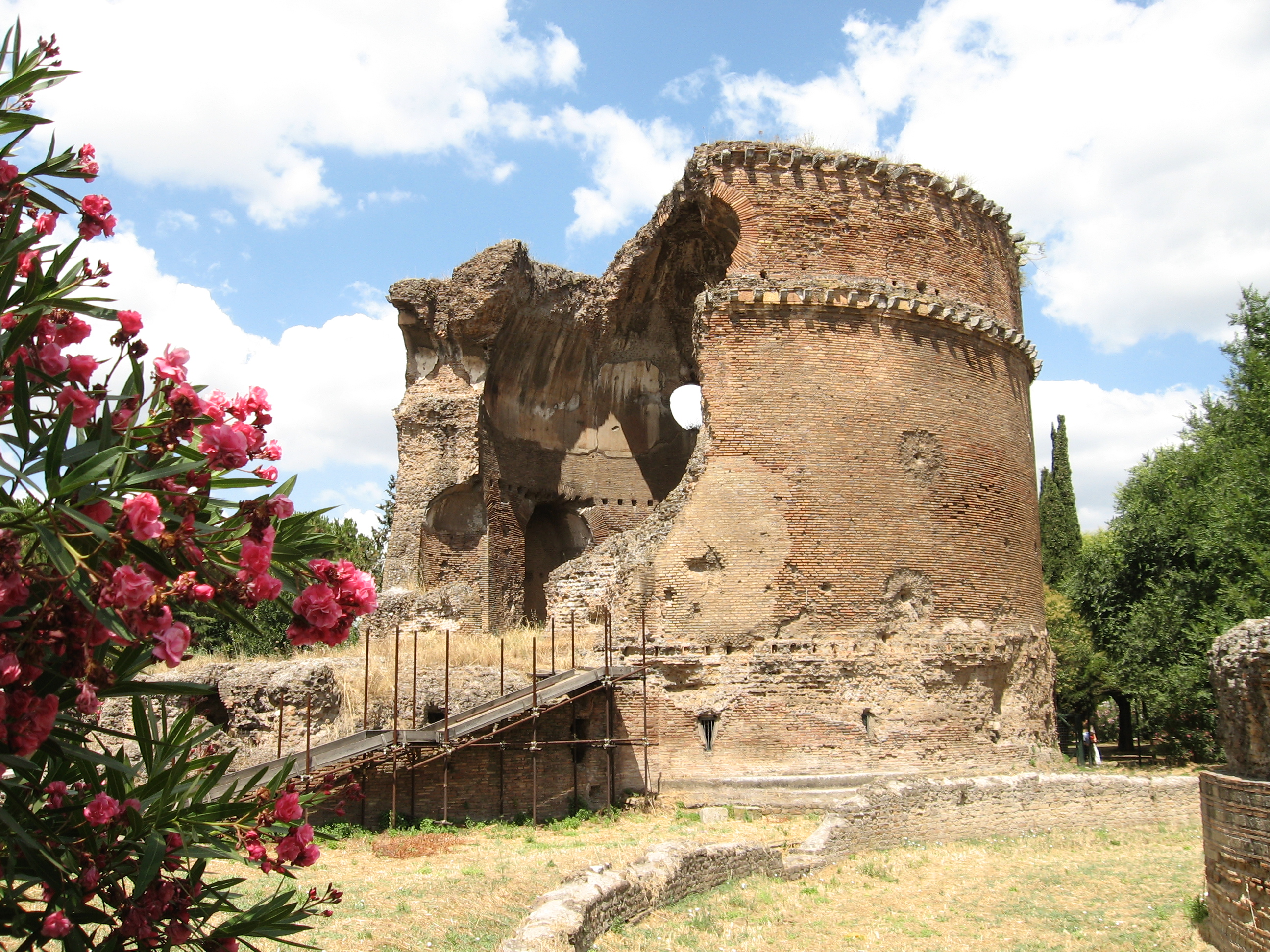
Ruinas de Villa Gordiani

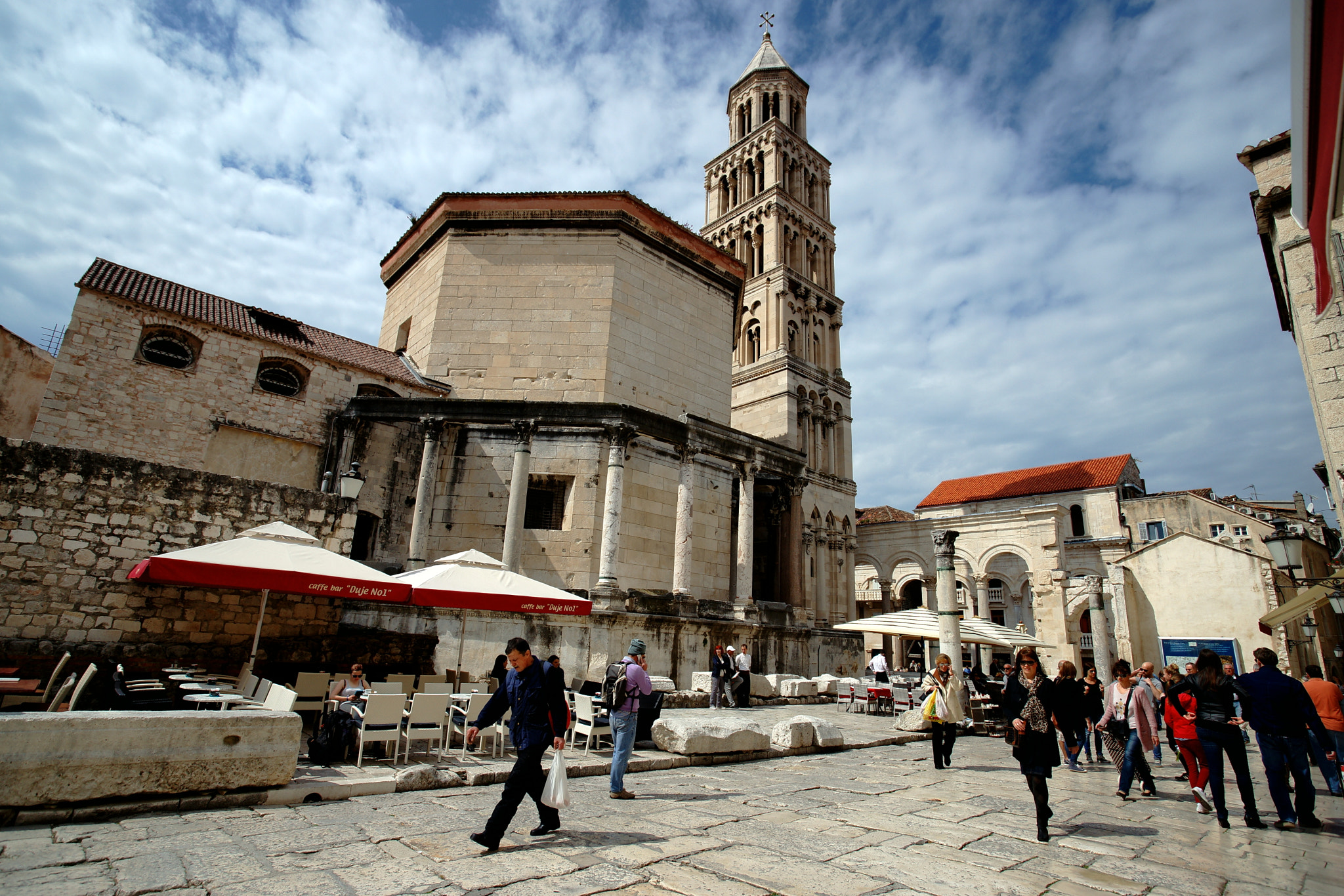
Mausoleo de Diocleciano, muy modificado, hoy parte de la catedral de Split

La gran rotonda de las termas de Agripa, los baños públicos más antiguos de Roma, se ha fechado en el período de los Severos a principios del siglo III, pero no se sabe si se trataría de una adición o simplemente de una reconstrucción de una rotonda cupulada anterior.
En el siglo III, comenzaron a construirse mausoleos imperiales como rotondas cupuladas en lugar de estructuras de túmulos o de otros tipos, siguiendo el ejemplo de monumentos similares erigidos por ciudadanos particulares. Los mausoleos cupulados paganos y cristianos de esa época se pueden diferenciar en que las edificaciones también reflejan sus funciones religiosas. Los edificios paganos suelen ser construcciones exentas de dos pisos, con poca luz, con un área de cripta inferior para los restos y un área superior para el sacrificio devocional. Los mausoleos cupulados cristianos disponen de un único espacio bien iluminado y generalmente están adyacentes a una iglesia. La antigua basílica de San Pedro se construiría más tarde cerca de una rotonda cupulada preexistente de principios del siglo III que pudo haber sido un mausoleo. En el siglo V esa rotonda sería dedicada a san Andrés Apóstol y se uniría al Mausoleo de Honorio.
Entre los ejemplos del siglo III destacan la cúpula de ladrillo del mausoleo de Diocleciano y el mausoleo de Villa Gordiani. La Villa Gordiani también conserva restos de una cúpula corneada ovalada. El mausoleo de Diocleciano utiliza pequeñas trompas arqueadas de ladrillo construidas a partir de una base circular en un patrón de escamas superpuestas, llamado "cúpula de trompas escalonadas". El patrón de escamas fue un motivo helenístico popular adoptado por los partos y los sasánidas, y tales cúpulas probablemente estuvieran relacionadas con las "bóvedas de trompa" persas. Además del mausoleo, el Palacio de Diocleciano también tiene una rotonda cerca del centro del complejo que pudo haber servido como sala del trono. Tiene nichos laterales similares a los de un mausoleo octogonal, pero estaban ubicados al final de una sala aparentemente con bóveda de cañón como la disposición que se encuentra en los palacios sasánidas posteriores.
Las cúpulas de mampostería fueron menos comunes en las provincias romanas, aunque el "Templo de Venus" del siglo III en Baalbek se construyó con una cúpula de piedra de 10 m de diámetro. Una cúpula de piedra en voladizo de 5,806 m de diámetro, más tarde conocida como "Arthur's O'on", estaba ubicada en Escocia, tres kilómetros al norte del fuerte de Falkirk en el Muro de Antonino, y puede haber sido un monumento de victoria romano del reinado de Carausio. Fue destruido en 1743.
La técnica de construir cúpulas livianas con tubos de cerámica huecos entrelazados se desarrolló aún más en el norte de África e Italia a fines del siglo III y principios del IV. En el siglo IV, la bóveda de tubo delgada y liviana se había convertido en una técnica de abovedamiento por derecho propio, en lugar de servir simplemente como un cimbrado permanente para el hormigón. Fue utilizado en los primeros edificios cristianos en Italia. La disposición de estos tubos de terracota en una espiral continua creó una cúpula que no era lo suficientemente fuerte para luces muy grandes, pero que solo requería un cimbrado y un encofrado mínimos. La posterior cúpula del baptisterio de Neon en Rávena es un ejemplo..

### Siglo IV

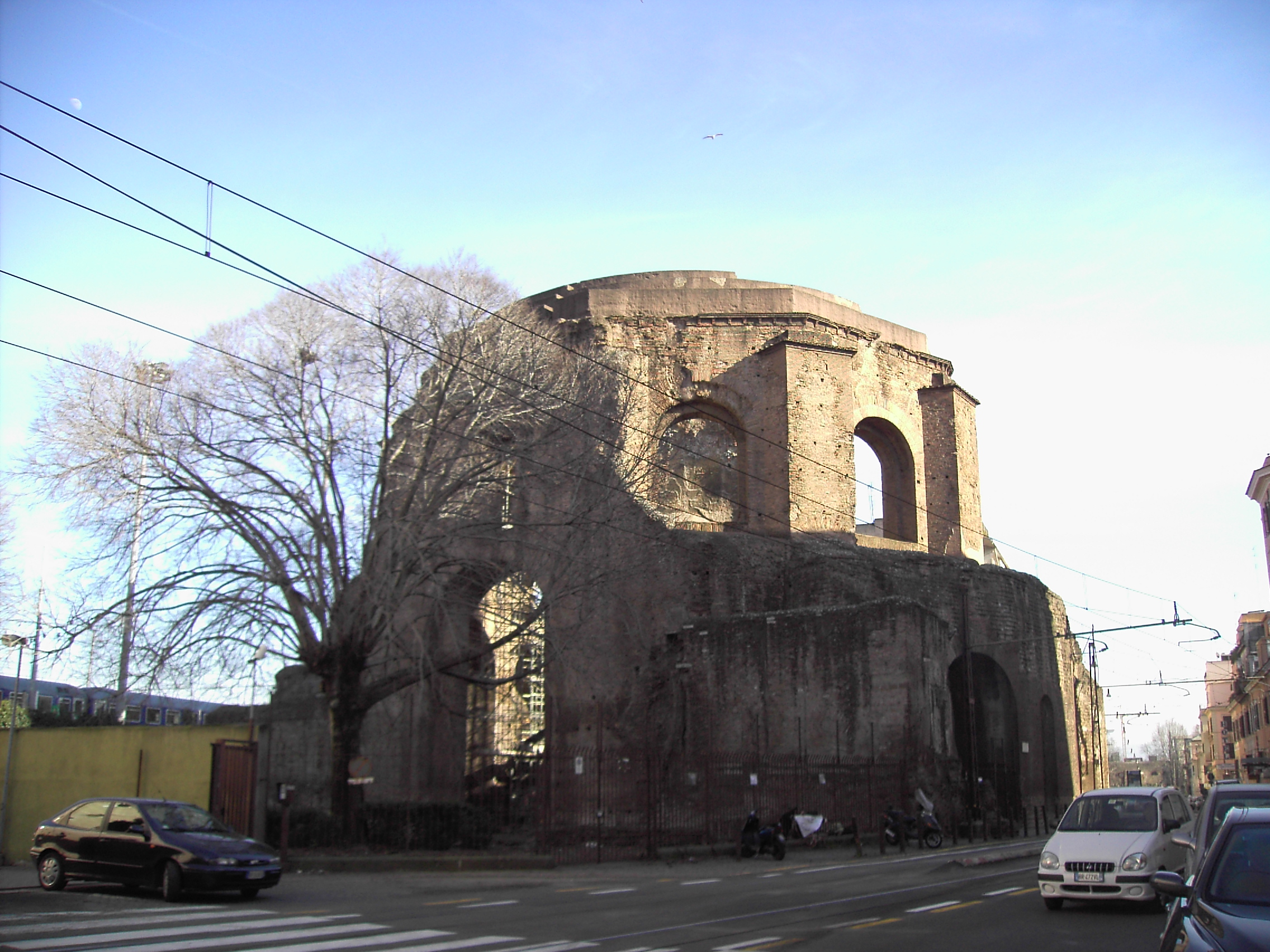
El llamado "Templo de Minerva Medica" en Roma

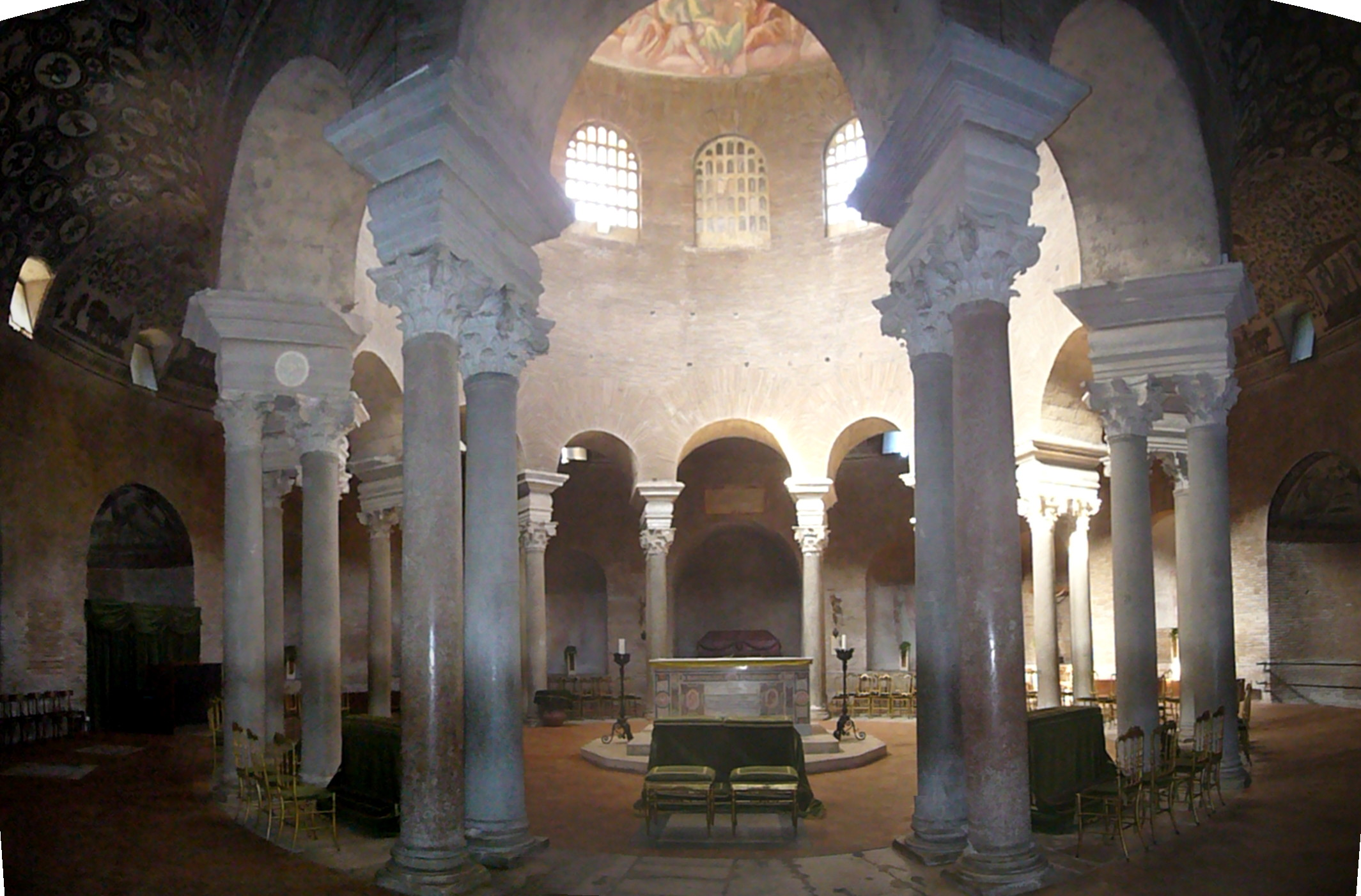
Mausoleo de Santa Constanza

En el siglo IV, las cúpulas romanas proliferaron debido a los cambios en la forma en que se construían, incluidos los avances en las técnicas de cimbrado y en el uso de nervaduras de ladrillo. El llamado Templo de Minerva Medica, por ejemplo, utilizó nervaduras de ladrillo junto con anillos escalonados y hormigón ligero con añadido de piedra pómez para formar una cúpula decagonal. El material elegido en la construcción pasó gradualmente durante los siglos IV y V de la piedra o el hormigón a ladrillos más ligeros en cáscaras delgadas El uso de nervaduras fortaleció la estructura, lo que permitió que las cúpulas fueran más delgadas con muros de soporte menos masivos. Las ventanas se usaban a menudo en esos muros y reemplazaban al óculo como fuente de luz, aunque a veces era necesario reforzar para compensar las grandes aberturas. El Mausoleo de Santa Constanza tiene ventanas bajo la cúpula y nada más que columnas pareadas debajo, usando una bóveda de cañón circundante para estabilizar la estructura.

La cúpula de 24 m del Mausoleo de Galerio se construyó alrededor del año 300 cerca del palacio imperial como mausoleo o sala del trono. Fue convertido en iglesia en el siglo V. También en Tesalónica, en el palacio tetrárquico, se ha excavado un edificio octogonal de 24,95 m de luz que pudo haber sido utilizado como sala del trono. Se sabe que no se usó como iglesia y que no era adecuado como mausoleo, y que estuvo en uso durante algún período entre aproximadamente 311 y cuando fue destruido antes de aproximadamente 450. La octogonal Domus Aurea, u Octágono Dorado, construido por el emperador Constantino en 327 en el palacio imperial de Antioquía también tenía un techo de cúpula, presumiblemente de madera y recubierto con plomo dorado. Fue dedicado dos años después del Primer Concilio de Nicea a la «Armonía, el poder divino que une Universo, Iglesia e Imperio». Pudo haber sido tanto la catedral de Antioquía como la iglesia de la corte de Constantino, y el precedente de las iglesias posteriores de planta octogonal cerca de los palacios de los santos Sergio y Baco y Hagia Sophia de Justiniano y la catedral de Aquisgrán de Carlomagno. La cúpula fue reconstruida por 537-538 con madera de ciprés de Daphne después de ser destruida en un incendio. La mayoría de las cúpulas de las iglesias de la región siria se construyeron con madera, como la posterior Cúpula de la Roca en Jerusalén, y la cúpula de la Domus Aurea que sobrevivió a una serie de terremotos en el siglo VI que destruyeron el resto del edificio. No hay constancia de que la iglesia fuera reconstruida tras el terremoto del 588, quizás por el abandono generalizado de muchos edificios públicos en la que ya no era capital del Imperio.
Constantino construyó la iglesia de la Natividad en Belén alrededor del año 333 como una gran basílica con una estructura octogonal en el extremo este, sobre la cueva que se dice sería el lugar de nacimiento de Jesús. El octágono cupulado tenía un diámetro exterior de 18 metros. Más tarde fue destruido y cuando Justiniano lo reconstruyó, el octágono fue reemplazado por una estructura tri-ábsidal.

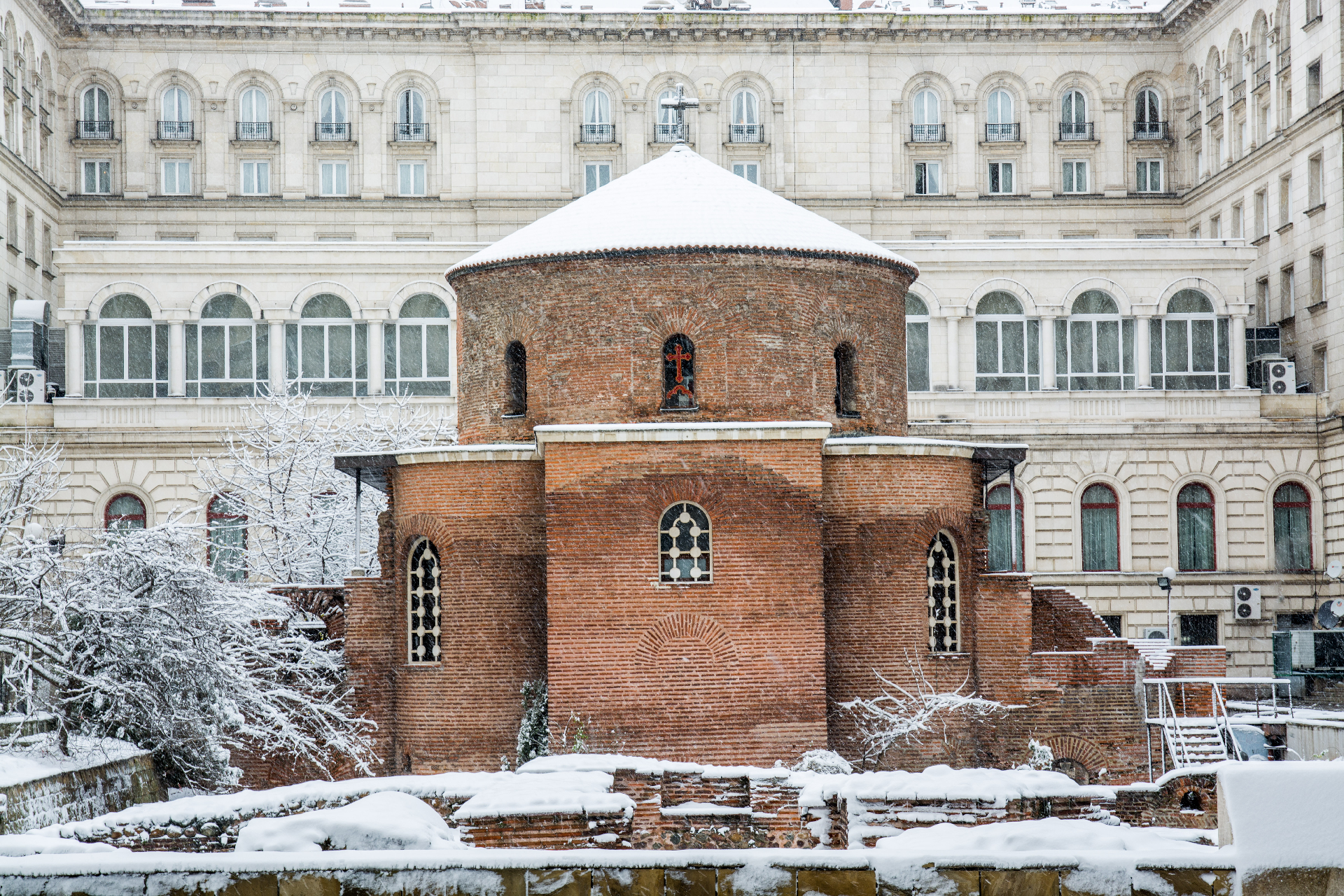
La rotonda de San Jorge y algunos restos de Serdica se pueden ver en primer plano

Los edificios centralizados de planta circular u octogonal también se utilizaron para construir baptisterios y relicarios debido a la idoneidad de esas formas para ensamblarse en torno a un único objeto. Los baptisterios comenzaron a construirse a la manera de mausoleos cupulados durante el siglo IV en Italia. El baptisterio octogonal de Letrán o el baptisterio del Santo Sepulcro puede haber sido el primero, y el estilo se extendió durante el siglo V. En la segunda mitad del siglo IV, se desarrollaron baptisterios octogonales cupulados similares a la forma de los mausoleos imperiales contemporáneos en la región del norte de Italia, cerca de Milán. Son ejemplos el baptisterio de San Giovanni in Fonte en Milán (finales del siglo IV), un baptisterio cupulado en Nápoles (siglos IV al VI) y un baptisterio en Aquileia (finales del siglo IV). Parte de un complejo de baños iniciado a principios del siglo IV, la iglesia de ladrillo de San Jorge en Sofía era un caldarium que se convirtió a mediados del siglo V. Es una rotonda con cuatro nichos absidiales en las esquinas. El ejemplo mejor conservado de la arquitectura romana en la ciudad, se ha utilizado como baptisterio, iglesia, mezquita y mausoleo a lo largo de los siglos. La cúpula se eleva a unos 14 m del suelo con un diámetro de unos 9,5 m. Su función original como sala del hipocausto se disputa y, según su forma, el edificio puede haber sido originalmente un martyrium cristiano. Los hunos la destruyeron a medias en el año 447 y fue reconstruida en el siglo XI.
A mediados del siglo IV en Roma, se construyeron cúpulas como parte de las termas de Constantino y de las termas de Helena. En esa época también se reconstruyeron las cúpulas sobre la caldería, o cuartos calientes, de las antiguas termas de Agripa y las termas de Caracalla. Entre la segunda mitad del siglo IV y mediados del siglo V, se construyeron mausoleos cupulados para familias adineradas adjuntos a un nuevo tipo de basílica martirial antes de que los entierros dentro de la basílica misma, más cerca de los restos del mártir, dejaran obsoletos tales edificios adjuntos. Una rotonda pagana de este período situada en la Vía Sacra se incorporó posteriormente a la basílica de los Santos Cosme y Damián como un vestíbulo alrededor de 526.
Los mausoleos y santuarios cristianos se desarrollaron en el tipo de «iglesia centralizada», a menudo con una cúpula sobre un espacio central elevado. La Iglesia de los Santos Apóstoles, o Apostoleion, probablemente planeada por Constantino pero construida por su sucesor Constancio II en la nueva ciudad capital de Constantinopla, combinaba la basílica congregacional con el santuario centralizado. De planta similar a la de la iglesia de San Simeón Estilita, cuatro naves sobresalen de una rotonda central que alberga la tumba de Constantino y espacios para las tumbas de los doce Apóstoles. Por encima del centro puede haber habido un clerestorio con una cúpula de madera techada con láminas de bronce y detalles dorados. El decágono oblongo de la actual basílica de San Gereón en Colonia, Alemania, se construyó sobre un extraordinario y ricamente decorado edificio romano del siglo IV con un ábside, nichos semicúpulados y una cúpula. Una iglesia construida en el cementerio norte de la ciudad, se desconoce su dedicación original. Puede haber sido construido por Juliano, entonces gobernador de la Galia de 355 a 360 que más tarde se convertiría en emperador, como un mausoleo para su familia. El espacio ovalado puede haber seguido el modelo de las salas de audiencias imperiales o de edificios como el Templo de Minerva Médica.
La iglesia paleocristiana de planta central más grande, San Lorenzo Maggiore de Mediolanum (Milán), se construyó a mediados del siglo IV cuando esa ciudad servía como capital del Imperio de Occidente y puede haber estado cupulada con un material ligero, como madera o caña. Hay dos teorías sobre la forma de esa cúpula: una cúpula de estilo bizantino sobre pechinas esféricas, con un anillo de ventanas similar al de las cúpulas de la época posterior de Justiniano, o una bóveda de claustro octogonal siguiendo las tendencias romanas, como la bóveda contemporánea sobre la capilla de San Aquilino, posiblemente construida con abevedamientos de tubo, cuyos fragmentos se han encontrado en excavaciones. Aunque se ha demostrado que esos tubos datan de una reconstrucción medieval, hay evidencias que respaldan el uso de hormigón romano en el original. Alternativamente, la cubierta central puede haber sido una bóveda de arista cuadrada. El edificio pudo haber sido la iglesia del cercano palacio imperial y una construcción propuesta entre 355-374 bajo el obispo arriano Auxencio de Milán, quien más tarde «sufrió una especie de damnatio memoriae a manos de sus sucesores ortodoxos», lo que puede explicar la falta de registros al respecto. Los incendios de 1071 y 1075 dañaron el edificio y la cubierta central se derrumbó en 1103. Se reconstruyó con una cúpula románica que duró hasta 1573, cuando se derrumbó y fue reemplazada por la estructura actual. El abovedamiento original estaba oculta por un tambor cuadrado en el exterior en lugar del octágono actual, que data del siglo XVI.
La Iglesia del Santo Sepulcro en Jerusalén probablemente se construyó sobre el santuario a fines del siglo IV, con una cúpula de madera. La rotonda, de 33,7 m de diámetro y centrada en la tumba de Cristo, constaba de una sala central cupulada rodeada por un deambulatorio. La cúpula se elevaba sobre una planta baja, una galería y un claristorio y pudo haber tenido un óculo. La cúpula tenía unos 21 m de luz. Demolida en 1009 por el califa fatimí Al-Hakim bi-Amr Allah, fue reconstruido en 1048 por el emperador Constantino IX Monomachos, supuestamente con un mosaico que representa a Cristo y los Doce Apóstoles. La cúpula actual es una renovación de 1977 hecha con una delgada lámina de hormigón.

### Siglo V

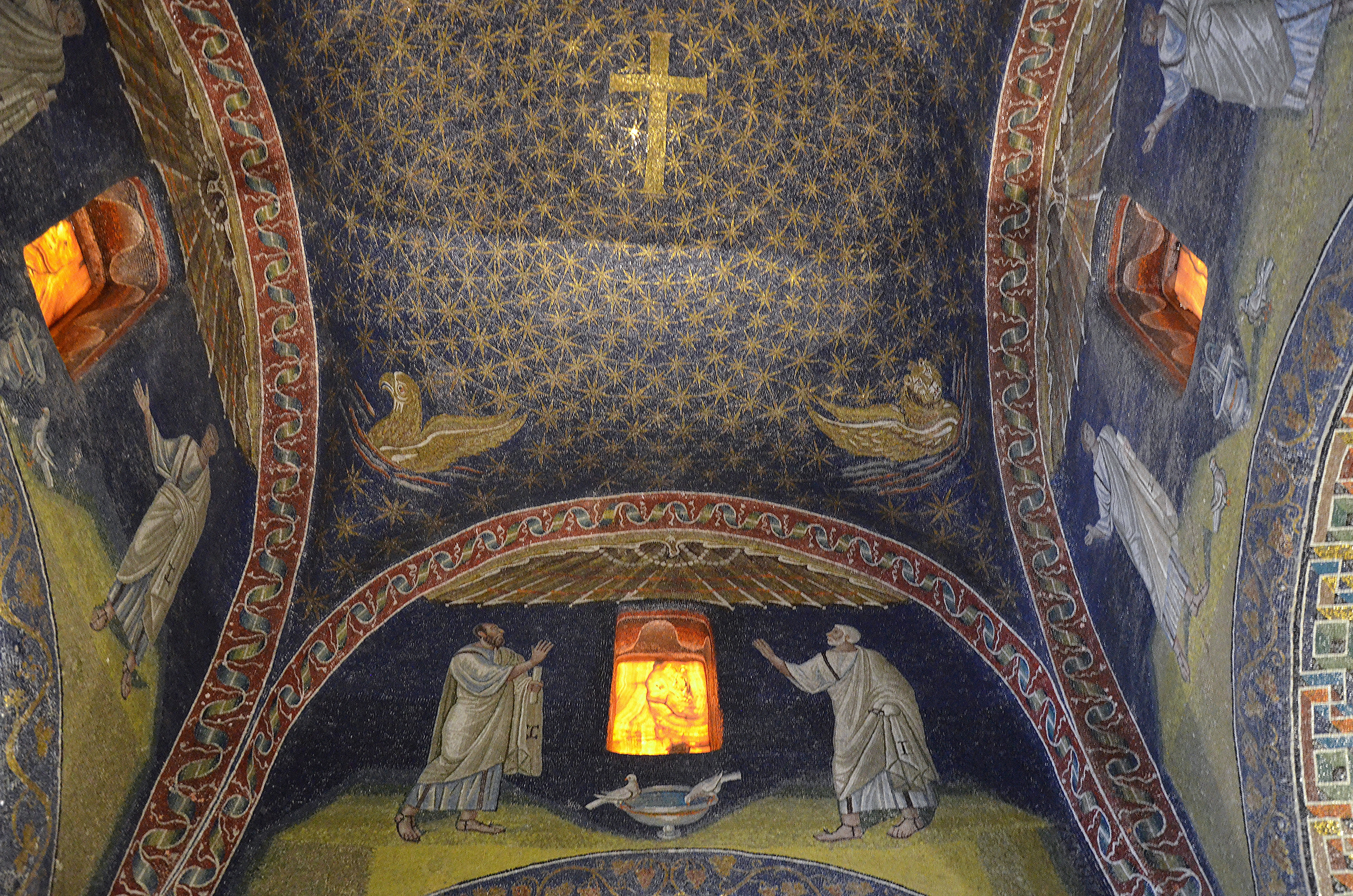
El mausoleo de Gala Placidia en Rávena

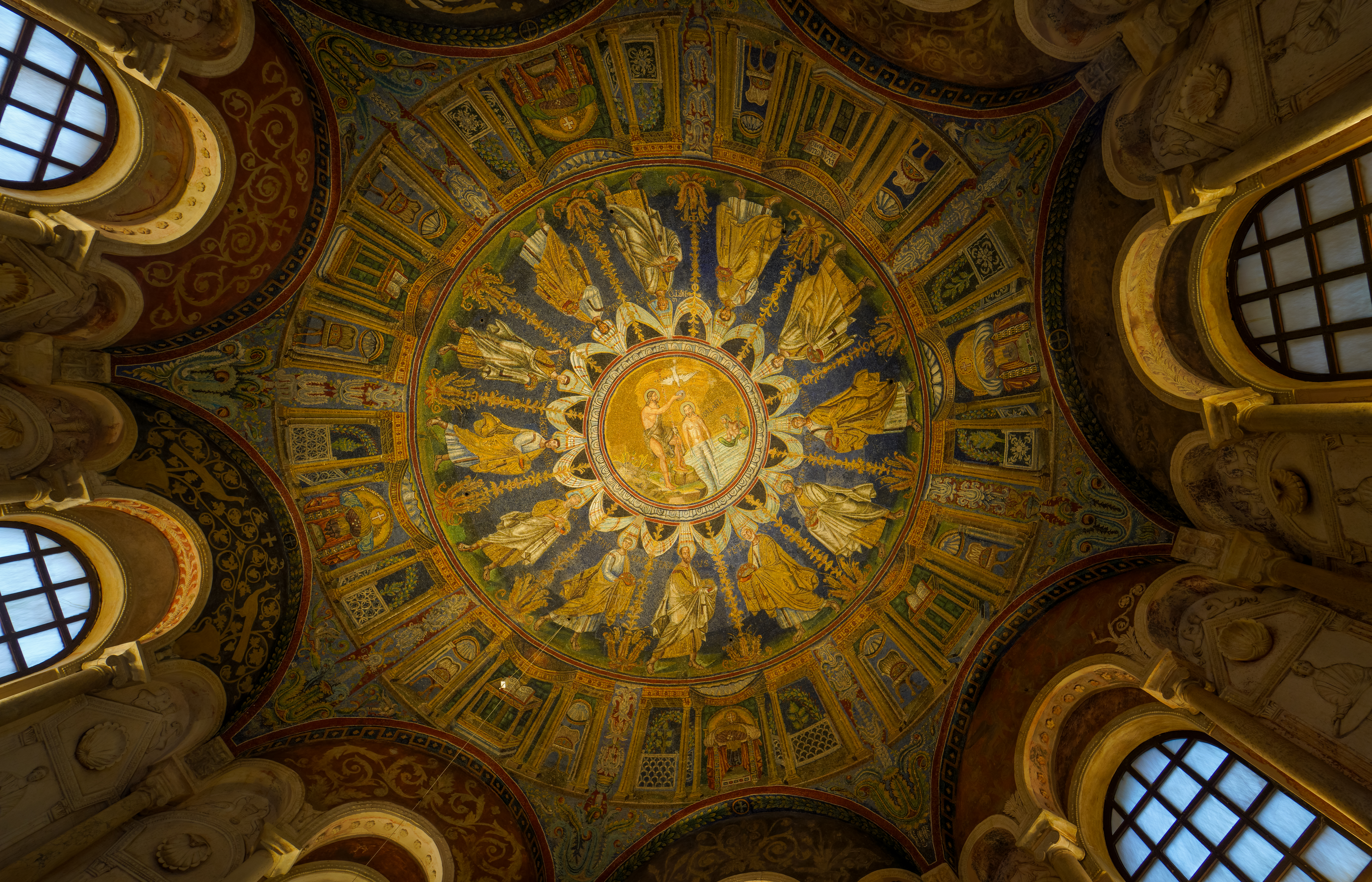
Cúpula del baptisterio de Neon en Rávena, completada a mediados del siglo V

En el siglo V, existían edificios de pequeña escala con plantas en cruz cupuladas en todo el mundo cristiano. Son ejemplos el mausoleo de Gala Placidia, el martyrium adjunto a la basílica de San Simpliciano, e iglesias en Macedonia  y en la costa de Asia Menor. En Italia, el baptisterio de San Giovanni in Fonte en Nápoles y la iglesia de Santa Maria della Croce en Casarano concervan cúpulas cristianas primitivas sobrevivientes. En Tolentino, el mausoleo de Catervus fue modelado según el Panteón, pero a escala de un cuarto y con tres ábsides salientes, hacia 390-410. El baptisterio de Neon en Rávena se completó a mediados del siglo V y había cúpulas en los baptisterios del siglo V de Padula y Novara. También se encuentran pequeñas cúpulas de ladrillo en las torres de las murallas terrestres de principios del siglo V de Constantinopla. Las cisternas subterráneas en Constantinopla, como las de Philoxenos y Basílica, estaban compuestas por una cuadrícula de columnas que sostenían pequeñas cúpulas, en lugar de bóvedas de crucería. La bahía cuadrada con una bóveda de vela superior o cúpula sobre pechinas se convirtió en la unidad básica de la arquitectura en los primeros siglos bizantinos, que se encuentra en una variedad de combinaciones.
```
.The square bay with an overhead sail vault or dome on pendentives became the basic unit of architecture in the early Byzantine centuries, found in a variety of combinations.
```

Los primeros ejemplos de cúpulas bizantinas de los que hay constancia se erigieron sobre la sala hexagonal del palacio de Antíoco, el hexágono en Gülhane, el martyium de los Santos Karpos y Papylos, y la rotonda en el Myrelaion. La iglesia de María en Éfeso, del siglo V, tenía pequeñas salas laterales rectangulares con bóvedas de vela hechas de hileras de ladrillos arqueados. La cúpula de ladrillo del baptisterio de de Santa María estaba compuesta por una serie de secciones meridionales fuertemente arqueadas. La iglesia de San Simeón Estilita probablemente tenía una cúpula poligonal de madera sobre su octágono central de 27 m de diámetro.
```
The 5th century 
St. Mary's church in Ephesus
 had small rectangular side rooms with sail vaults made of arched brick courses. The brick dome of the baptistery at St. Mary's was composed of a series of tightly arched 
meridional
 sections.
```

En la ciudad de Roma, se sabe que se construyeron al menos 58 cúpulas sobre 44 edificios antes de que terminara la construcción de cúpulas a mediados del siglo V. El último mausoleo cupulado imperial en la ciudad fue el del emperador Honorio, construido en 415 junto a la antigua basílica de San Pedro. Fue demolido en 1519 como parte de la reconstrucción de San Pedro, pero tenía una cúpula de 15,7 metros de luz y se conoce su aspecto por algunas imágenes. La última iglesia cupulada en la ciudad de Roma durante siglos fue la de Santo Stefano al Monte Celio alrededor del año 460. Tenía una planta central inusual y una cúpula de 22 metros de luz hecha con Tubi fittili (tubos cupulados), una técnica que puede haber sido importada de la nueva capital occidental de Rávena. Aunque continuaron construyéndose en otras partes de Italia, las cúpulas no se volverían a construir en la misma Roma hasta 1453. Otras cúpulas italianas del siglo V son una iglesia de Santa Maria de la Cruz en Casaranello (primera mitad del siglo V), la capilla de San Vittore in ciel d'oro en la basílica de San Ambrosio en Milán, la capilla de Santa María Mater Domini en la iglesia de San Felice y Fortunato en Vicenza y la Cuba bizantina de Malvagna, Sicilia (siglo V o VI) y San Pietro ad Baias (siglo V o VI).
La iglesia del Trono de María (o Kathisma) fue construida a lo largo del camino de Jerusalén a Belén alrededor del año 456 con una planta octogonal. Fue construida sobre el sitio de una roca que se decía habría utilizada como asiento por la Virgen María cuando viajaba a Belén mientras estaba embarazada de Jesús, lo que corresponde a una historia contada en el Protoevangelio de Santiago. El diámetro exterior era similar al de la iglesia del Santo Sepulcro, de 26/27 metros, y el octágono más interior sostenía una cúpula de 15,5 metros de luz.
Con el fin del Imperio romano de Occidente, las cúpulas se convirtieron en una característica propia de la arquitectura de la iglesia del Imperio Romano Oriental sobreviviente. Una transición de basílicas con techo de madera a iglesias cupuladas parece haber ocurrido allí entre finales del siglo V y el siglo VII, con ejemplos tempranos en Constantinopla, Asia Menor y Cilicia. La primera basílica cupulada conocida puede haber sido una iglesia en Meriamlik, en el sur de Turquía, que data de entre 471 y 494, aunque las ruinas no brindan una respuesta definitiva. Es posible que existieran ejemplos anteriores en Constantinopla, donde se ha sugerido que se habría diseñado la planta de la iglesia de Meriamlik, pero no se ha encontrado ninguna basílica con cúpula antes del siglo VI.

### Siglo VI

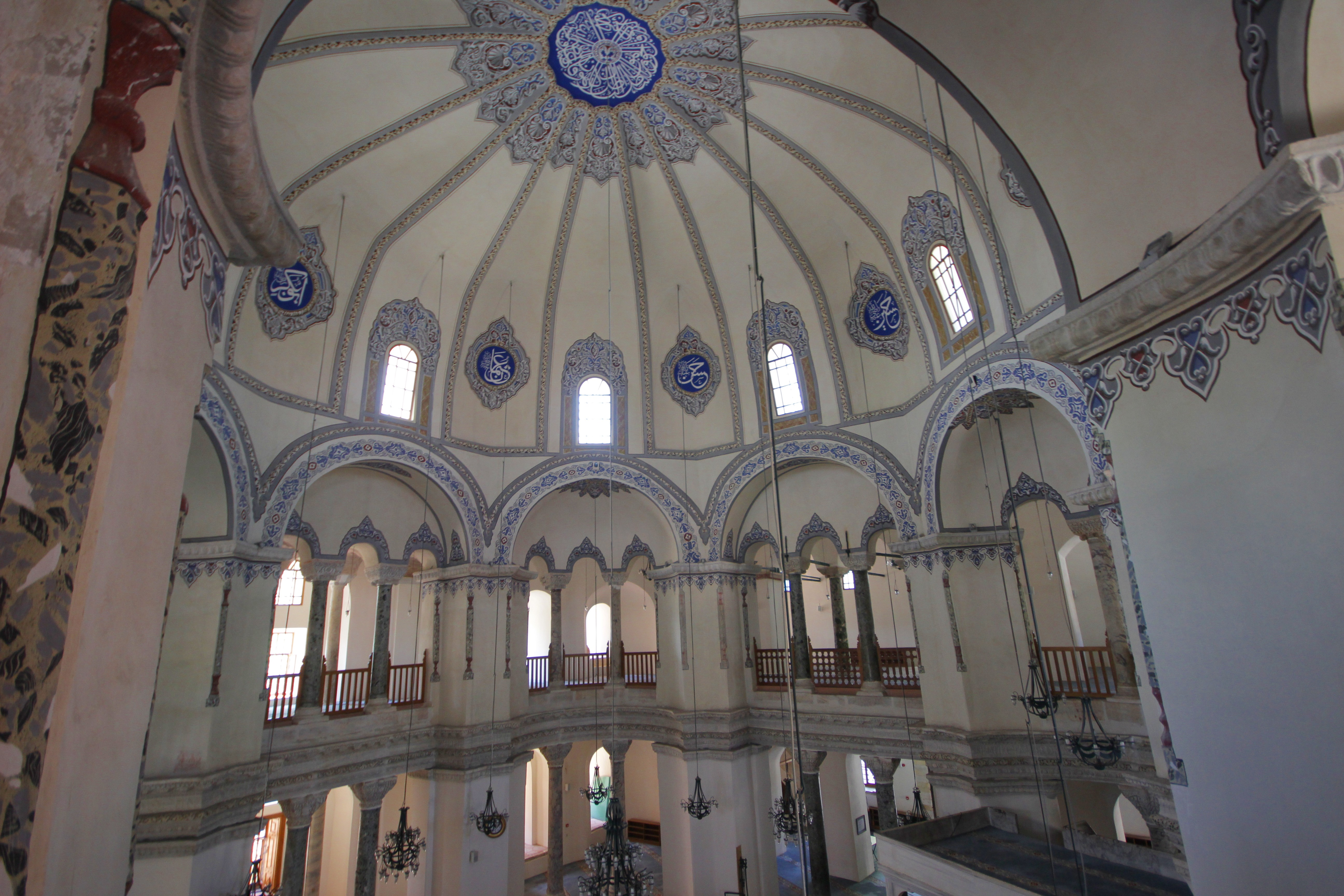
Interior de Santos Sergio y Baco

El siglo VI marcó un punto de inflexión para la arquitectura de las iglesias cupuladas. Desde el siglo IV se habían construido iglesias de planta central con cúpulas para funciones muy particulares, como iglesias palaciegas o martyria, con una ligera ampliación de su uso alrededor del año 500, pero la mayoría de los edificios de las iglesias eran salones con techo de madera de planta basílical. La iglesia de San Polieucto en Constantinopla (524-527) puede haber sido construida como una gran basílica lujosa con cúpula similar a la iglesia de Meriamlik de cincuenta años antes —y a la posterior Hagia Irene del emperador Justiniano— por Anicia Juliana, descendiente de la antigua casa imperial, aunque los muros lineales sugieren un techo de madera, en lugar de una cúpula de ladrillo. Hay una historia de que usó la contribución a los fondos públicos que le había prometido a Justiniano en su ascensión al trono para techar su iglesia con oro. La iglesia incluía una inscripción que alababa a Juliana por haber «superado a Salomón» con el edificio, y es posible que teniendo esto en cuenta, Justiniano diría más tarde de su Hagia Sophia: «¡Salomón, te he vencido!».
En el segundo tercio del siglo VI, la construcción de la iglesia por parte del emperador Justiniano utilizó la unidad de cruz cupulada en una escala monumental, de acuerdo con el énfasis de Justiniano en la innovación arquitectónica audaz. La arquitectura de su iglesia enfatizó la cúpula central y sus arquitectos hicieron que la planta central con cupula de ladrillo fuera la habitual en todo el oriente romano. Esta divergencia con el occidente romano a partir del segundo tercio del siglo VI puede considerarse el inicio de una arquitectura propiamente «bizantina». Las basílicas con techos de madera, que anteriormente habían sido la forma de iglesia habitual, continuarían siéndolo en el occidente medieval.
El más antiguo de los edificios cupulados de Justiniano puede ser la iglesia de planta central de los Santos Sergio y Baco en Constantinopla, terminada en 536. Hoy se le llama la mezquita «Pequeña Hagia Sophia», pero puede haber sido iniciada cinco años antes que ese edificio. La cúpula descansa sobre una base octogonal creada por ocho arcos sobre pilastras y está dividida en dieciséis secciones. Esas secciones sobre los lados planos del octágono son planas y tienen una ventana en su base, alternando con secciones de las esquinas del octágono que están festoneadas, creando un tipo inusual de cúpula de calabaza. La fecha de construcción está en disputa y puede haber comenzado en 532. Las superficies festoneadas y planas alternas de la cúpula actual se asemejan a las de la media cúpula Serapeum de Adriano en Tivoli, pero pueden haber reemplazado a un tambor original y a una cúpula similar a la de la iglesia de San Vital de Rávena. El edificio fue construido dentro del recinto del palacio de los Hormistas, la residencia de Justiniano antes de su ascenso al trono en 527, e incluye una inscripción que menciona al «Justiniano con cetro» y a la «Teodora coronada por Dios».

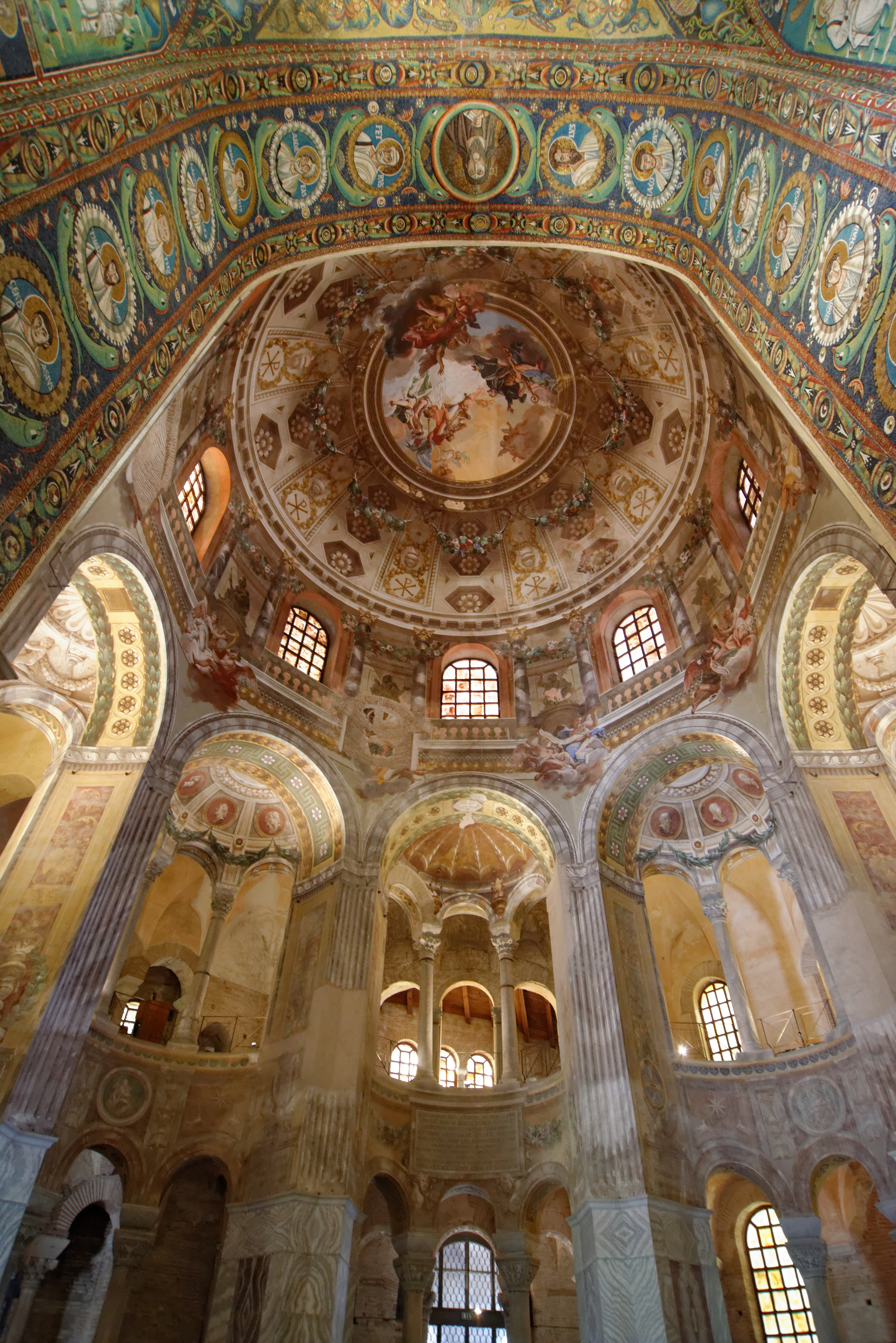
La basilica de San Vitale en Rávena

La ciudad de Rávena, Italia, había sido desde 402 la capital del Imperio Romano de Occidente, después de Milán, y luego sería la capital de los reinos posteriores de Odoacro (r. 476-493) y de Teodorico el Grande (r. 493-526) hasta la reconquista de Justiniano en 540. La conocida ahora como Basílica de San Vitale, un edificio octogonal en Rávena con una cúpula de terracota, se inició bajo Teodorico en 525 y se completó bajo los bizantinos en 547. Puede pertenecer a una escuela de arquitectura de los siglos IV y V de Milán. El edificio es similar a la iglesia bizantina de los santos Sergio y Baco y al posterior Chrysotriklinos, o salón del trono e iglesia del palacio de Constantinopla, y se usaría como modelo para la capilla palatina de Carlomagno en Aix-la-Chapelle. Se colocaron ánforas huecas una dentro de la otra para proporcionar una estructura ligera para la cúpula y evitar tener que disponer contrafuertes adicionales. Tiene 18 m de diámetro. Las ánforas estaban dispuestas en espiral continua, lo que requería un mínimo de cimbrado y encofrado, pero no era lo suficientemente resistente para grandes luces. La cúpula estaba cubierta con un techo de madera, que sería la práctica favorita de los arquitectos medievales posteriores en Italia, aunque era inusual en ese momento..

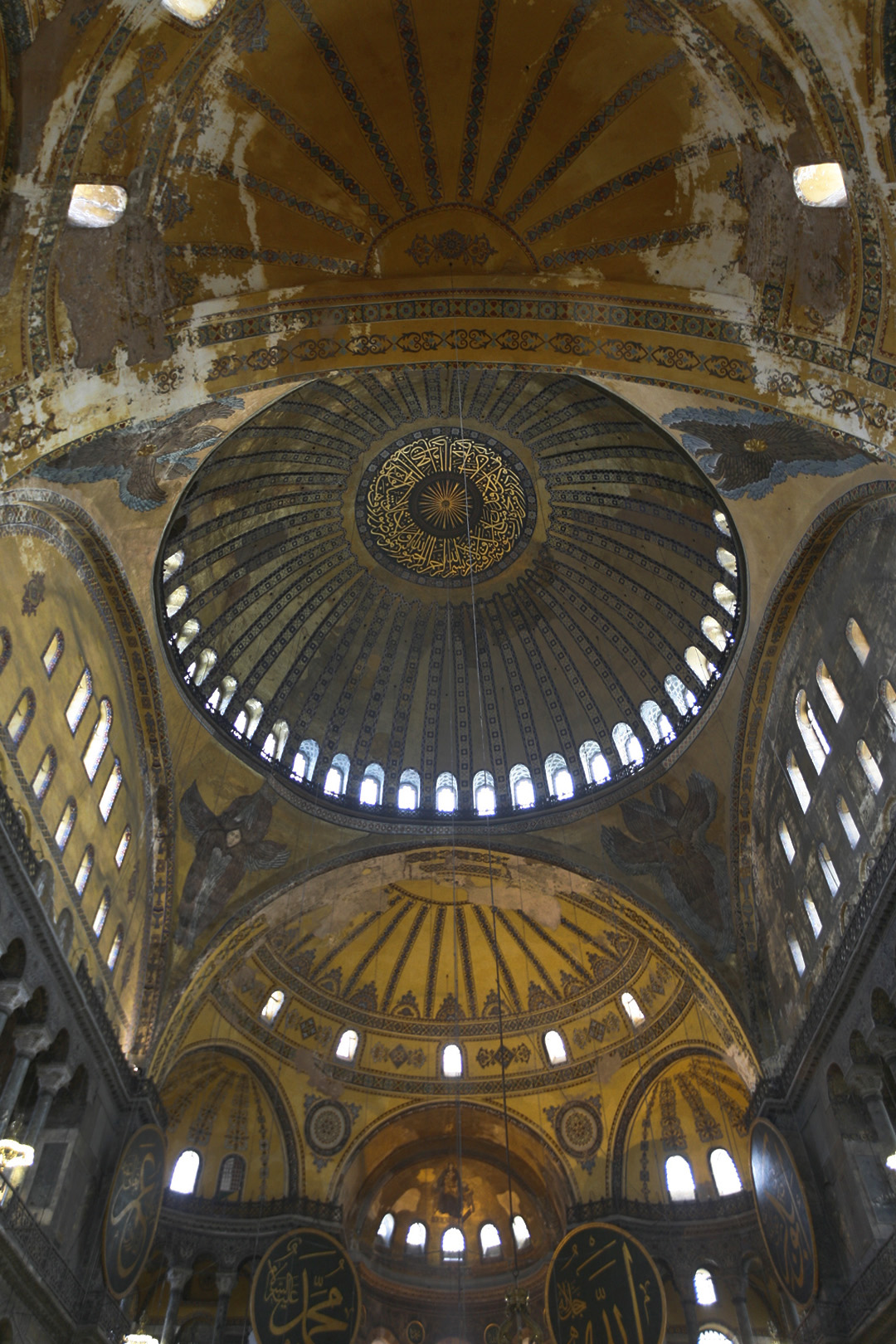
Hagia Sophia en Estambul. Cúpula central de crucería con un anillo de ventanas en su base, cuatro pechinas entre los cuatro grandes arcos que sostienen la cúpula principal, dos grandes semicúpulas que llenan los arcos cercano y lejano (los otros dos arcos están rellenos de paredes planas con ventanas y semicúpulas de nicho más pequeñas en la semicúpula más grande the central ribbed dome with a ring of windows at its base.

Después de que la revuelta de Nika destruyera gran parte de la ciudad de Constantinopla en 532, incluidas las iglesias de Hagia Sophia ("Santa sabiduría") y Hagia Irene ("Santa paz"), Justiniano tuvo la oportunidad de reconstruir la capital. Ambas iglesias habían sido iglesias de planta basílica y ambas fueron reconstruidas como basílicas cupuladas, aunque Hagia Sophia fue reconstruida a una escala mucho mayor. Construida por Antemio de Tralles e Isidoro de Mileto en Constantinopla entre 532 y 537, Hagia Sophia habría sido llamada el edificio más grande del mundo. Se trata de un diseño original e innovador sin precedentes conocidos en la forma de cubrir una planta basilical con cúpula y semicúpulas. Los terremotos periódicos en la región han causado tres colapsos parciales de la cúpula y han requerido reparaciones. La forma precisa de la cúpula central original completada en 537 era significativamente diferente de la actual y, según relatos contemporáneos, mucho más audaz.
Procopio de Cesarea escribió que la cúpula original parecía «no descansar sobre mampostería sólida, sino cubrir el espacio con su cúpula dorada suspendida del cielo». El cronista bizantino John Malalas informó que esta cúpula era 20 pies bizantinos más baja que su reemplazo. Una teoría es que la cúpula original continuaría la curva de las pechinas existentes (que fueron parcialmente reconstruidas después de su colapso), creando una enorme bóveda vaída perforada por un anillo de ventanas. Esta cúpula habría sido parte de una esfera teórica de 46 m de diámetro (la distancia desde la base de una pechina hasta la base de la opuesta), un 7% mayor que la luz de la cúpula del Panteón. Otra teoría eleva la tapa poco profunda de esta cúpula (la parte por encima de lo que hoy son las pechinas) sobre un tambor empotrado relativamente corto que contendría las ventanas. Esta primera cúpula colapsó parcialmente debido a un terremoto en 558 y luego se revisó el diseño al perfil actual. Los terremotos también provocaron colapsos parciales de la cúpula en 989 y 1346, de modo que la cúpula actual consta de porciones que datan del siglo VI, en los lados norte y sur, y porciones de los siglos X y XIV en los lados oeste y este, respectivamente. Hay irregularidades donde se juntan esos sectores.
La cúpula central actual, sobre las pechinas, tiene un grosor de unos 75 cm. Tiene unos 32 m de diámetro y contiene 40 nervaduras radiales que brotan de entre las 40 ventanas en su base. Cuatro de las ventanas fueron cegadas como parte de las reparaciones en el siglo X. El anillo de ventanas en la base de la cúpula central se encuentra en la parte donde se habría esperado la mayor tensión circular y, por lo tanto, es posible que se hayan utilizado para ayudar a aliviar las grietas a lo largo de los meridianos. Las llaves de hierro entre los bloques de mármol de su cornisa ayudaron a reducir los empujes hacia afuera en la base y limitaron el agrietamiento, como hacían los anillos de tensión de madera que se usaban en otras cúpulas bizantinas de ladrillo. La cúpula y las pechinas están sostenidas por cuatro grandes arcos que parten de cuatro pilastras. Además, dos enormes semicúpulas de proporciones similares se disponen en los lados opuestos de la cúpula central y contienen semicúpulas más pequeñas entre cuatro pilastras adicionales. Hagia Sophia, así como la catedral de Constantinopla y la iglesia del adyacente del Gran Palacio de Constantinopla, tiene una forma de planta octogonal.
En Constantinopla, Justiniano también derribó la envejecida Iglesia de los Santos Apóstoles y la reconstruyó a mayor escala entre 536 y 550. El edificio original era una basílica cruciforme con un mausoleo cupulado central. El reemplazo de Justiniano aparentemente también fue cruciforme pero con una cúpula central y cuatro cúpulas laterales. La cúpula central sobre el crucero tenía pechinas y ventanas en su base, mientras que las cuatro cúpulas sobre los brazos de la cruz tenían pechinas pero no ventanas. Las cúpulas parecen haber sido radicalmente alteradas entre 944 y 985 mediante la adición de tambores con ventanas debajo de las cinco cúpulas y elevando la cúpula central más alta que las demás. La segunda iglesia más importante de la ciudad después de Hagia Sophia, se deterioró después de la ocupación latina de Constantinopla entre 1204 y 1261 y fue demolida por Mehmed el Conquistador en 1461 para construir en el sitio su Mezquita Fatih. La basílica de San Juan (Éfeso ) de Justiniano en Éfeso y la basílica de San Marcos de Venecia son derivados de los Santos Apóstoles. Más libremente, la catedral de St. Front de Périgueux y la Basílica de San Antonio de Padua también se derivan de esta iglesia.
Justiniano y sus sucesores modernizaron las fortificaciones fronterizas a lo largo del siglo. El ejemplo de Qasr ibn Wardan (564) en el desierto del este de Siria es particularmente impresionante, ya que tiene un palacio del gobernador, cuarteles y una iglesia construida con técnicas y plantas posiblemente importados de Constantinopla. La cúpula de la iglesia es inusual porque las pechinas surgiían de un tambor octogonal, en lugar de desde los cuatro arcos principales, y porque estaba hecha de ladrillo, lo cual era raro en Siria.
El Golden Triclinium, o Chrysotriklinos, del Gran Palacio de Constantinopla sirvió como sala de audiencias para el emperador y como capilla del palacio. No ha sobrevivido nada de él, excepto las descripciones, que indican que tenía una cúpula de calabaza que contenía dieciséis ventanas en sus redes y que la cúpula estaba sostenida por los arcos de ocho nichos que se conectaban a las habitaciones contiguas en la probable planta circular del edificio. Alternativamente, el edificio puede haber sido de planta octogonal, en lugar de circular. El edificio no era independiente y estaba ubicado en la intersección de las partes pública y privada del palacio. Ventanas más pequeñas cerradas con finas láminas de alabastro pueden haber existido sobre cada uno de los nichos laterales cubiertos por cortinas y debajo de la cornisa en la base de la cúpula. La cúpula parece haber tenido redes que alternaban rectas y cóncavas, como las de la cúpula de la iglesia de los santos Sergio y Baco de Justiniano, y puede haber sido construida unos 40 años después de esa iglesia. Fue comenzado bajo el emperador Justino II, completado por su sucesor Tiberio II, y continuó siendo mejorado por los gobernantes posteriores. Estaba conectado con las habitaciones imperiales y era un espacio utilizado para reuniones antes de los festivales religiosos, para celebrar altas promociones y consultas, y también como salón de banquetes, capilla para el emperador y salón del trono. Nunca descrita completamente en ninguna de sus frecuentes menciones en los textos bizantinos, la sala estaba restringida a los miembros de la corte y a los "extranjeros más destacados". En el siglo X, el trono en la cámara del nicho oriental estaba directamente debajo de un icono de un Cristo entronizado.
Otros ejemplos de construcciones cupuladas del siglo VI son Nostra Segnora de Mesumundu en Siligo, Cerdeña (antes de 534), Sant’Angelo en Perugia, Tempietto di San Miserino cerca de San Donaci (siglo VI o VII) y la Trigona de Cittadella cerca de Noto (siglo VI o VII).

### Siglo VII

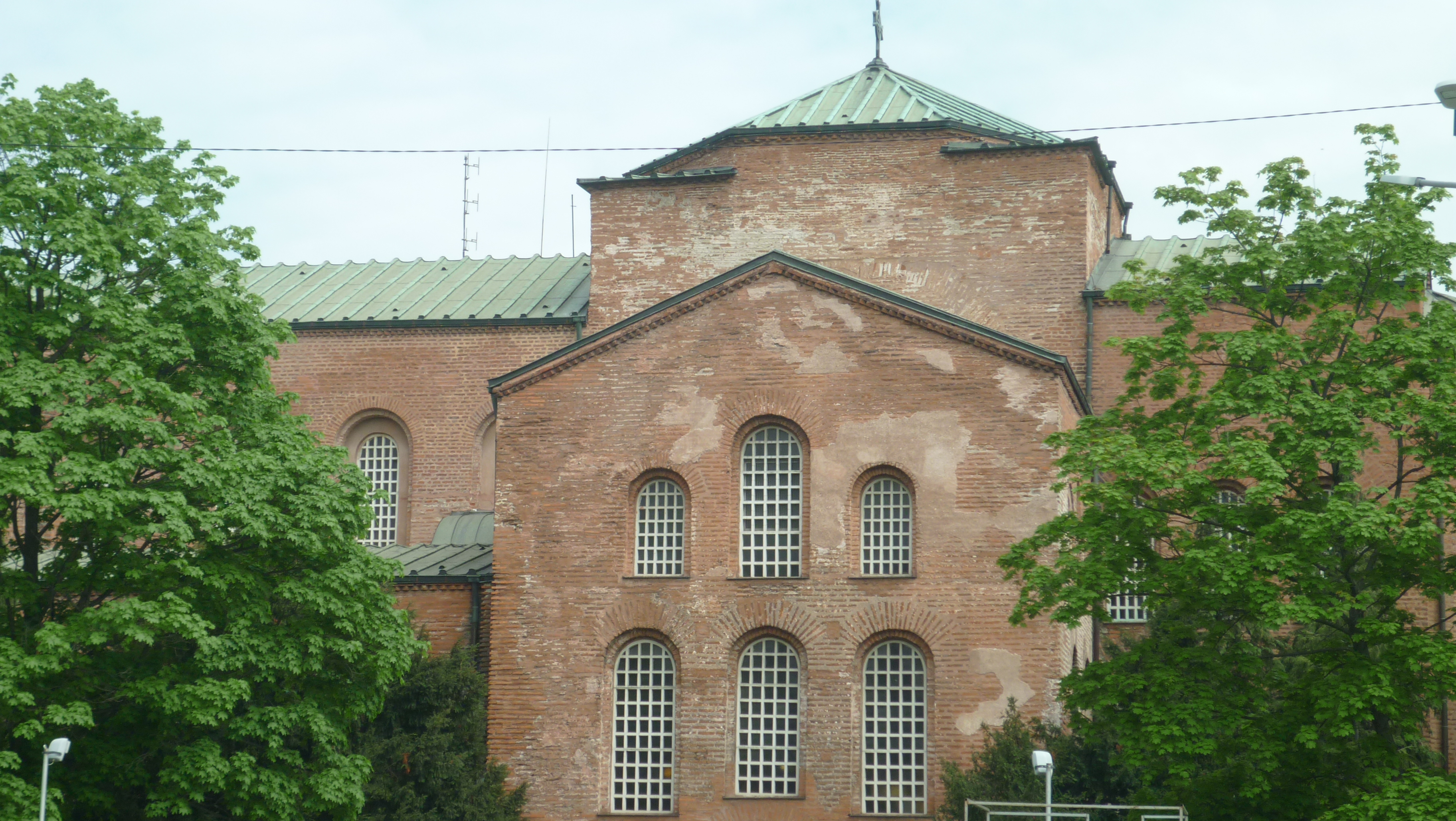
Iglesia de Hagia Sofía

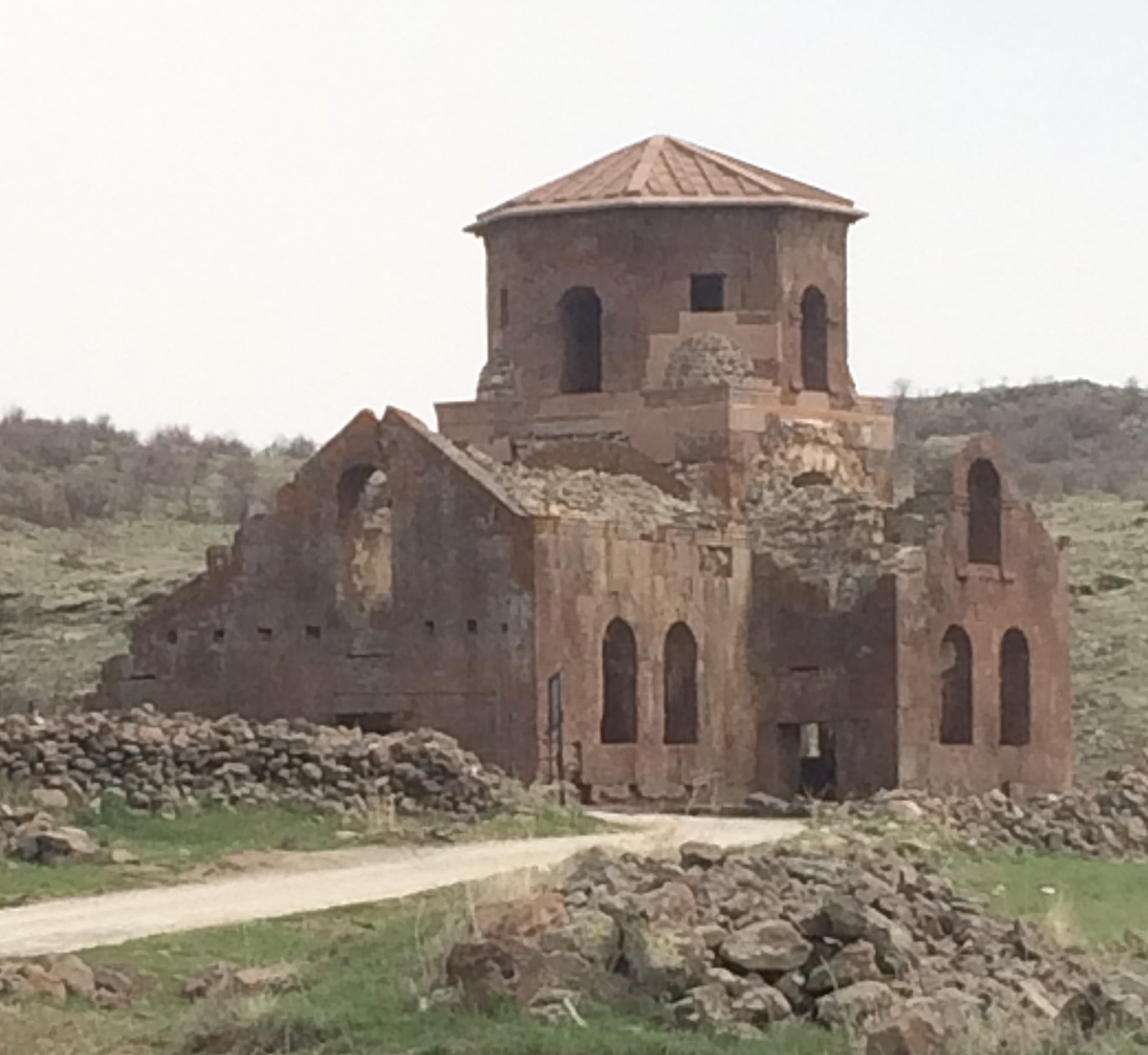
Kizil Kilise, la iglesia roja, después de la restauración de 2011.

El período de la iconoclasia, que corresponde aproximadamente a los siglos VII al IX, está poco documentado, pero puede considerarse un período de transición. La catedral de Sofía tiene una fecha de construcción incierta, que va desde los últimos años de Justiniano hasta mediados del siglo VII, cuando los Balcanes se perdieron ante los eslavos y los búlgaros. Combina una planta basilical cruciforme con bóveda de cañón con una cúpula de crucero oculta exteriormente por el tambor. Se parece a algunas iglesias románicas de siglos posteriores, aunque el tipo no sería popular en la arquitectura bizantina posterior.
Las destrucciones causadas por los terremotos o por los invasores en los siglos VII al IX parecen haber fomentado el desarrollo de cúpulas de mampostería y experimentación con bóvedas sobre basílicas en Anatolia. El Sivrihisar Kizil Kilise tiene una cúpula sobre un tambor octogonal con ventanas sobre una plataforma cuadrada y fue construido alrededor del año 600, antes de las batallas en la región en la década de 640. La cupulada iglesia de María en Éfeso puede haber sido construida a finales del siglo VI o en la primera mitad del siglo VII con ladrillos reutilizados. La iglesia más pequeña de la Dormición del monasterio de Jacinto en Nicea tenía una cúpula sostenida por cuatro arcos estrechos y data de antes de 727. La cúpula lobulada de la Iglesia de San Clemente en Ancira estaba sostenidz por pechinas que también incluían arcos en forma de trompetas, una posible indicación de la falta de familiaridad con las pechinas por parte de los constructores. La parte superior de la San Nicolás en Myra en Myra fue destruida, pero tenía una cúpula sobre pechinas sobre la nave que pudo haber sido construida entre 602 y 655, aunque se ha atribuido a finales del siglo VIII o principios del IX.

### Siglo VIII
Parte de la basílica de Santa María en Éfeso del siglo V parece haber sido reconstruida en el siglo VIII como una iglesia con cúpula cruzada, un desarrollo habitial de los siglos VII y VIII y similar a los ejemplos con cúpula cruzada de Hagia Sophia en Tesalónica, de San Nicolás en Myra, de San Clemente en Ankara, y de la iglesia de Koimesis en Nicea.

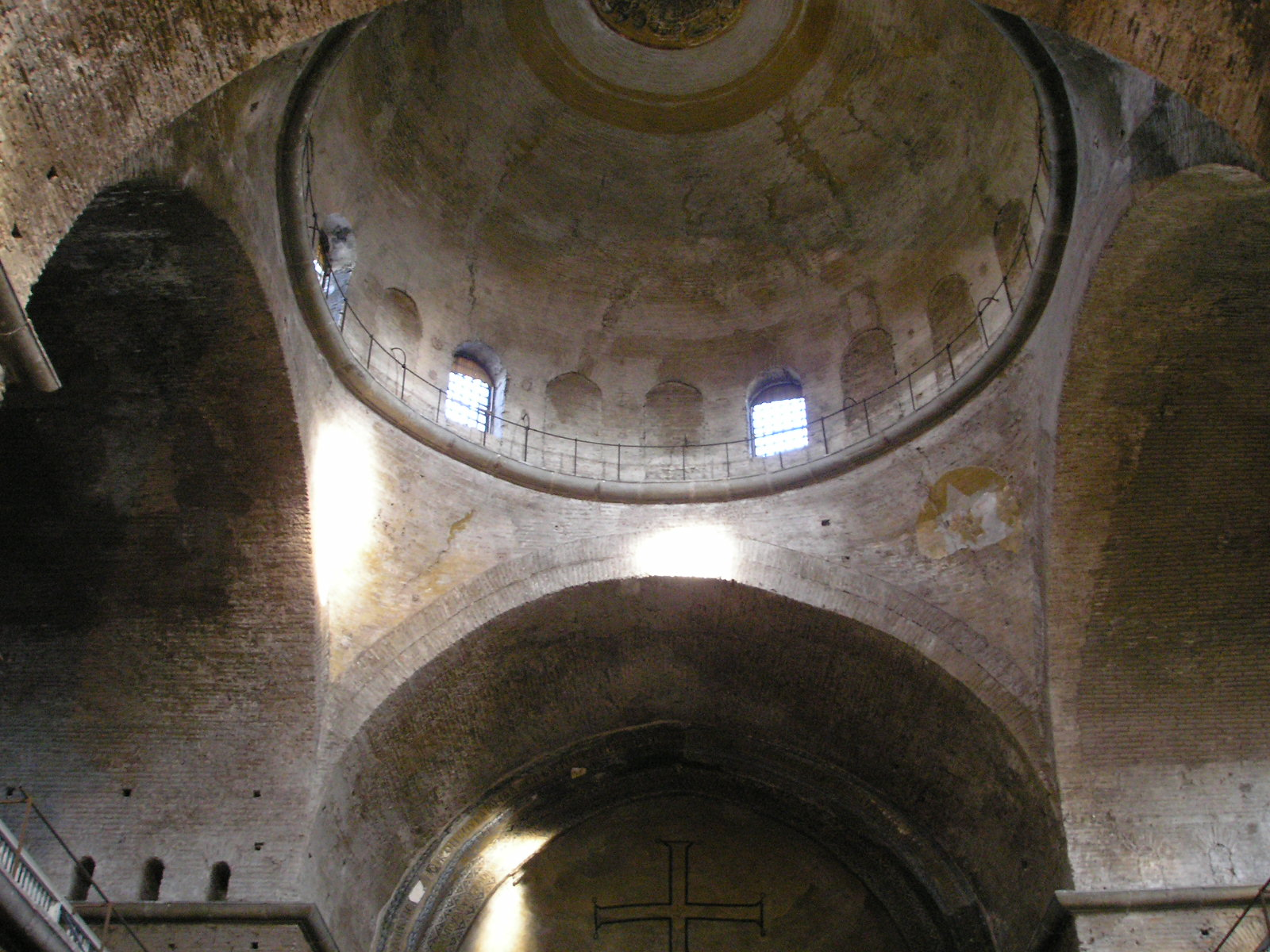
Hagia Irene en Estambul

Con la disminución de los recursos del imperio tras las pérdidas de población y de territorio, las cúpulas se utilizaron como parte de nuevos edificios más modestos en la arquitectura bizantina. Sin embargo, las iglesias a gran escala de Bizancio se mantuvieron en buen estado. La parte superior de la Iglesia de Hagia Irene fue completamente reconstruida después del terremoto de Constantinopla de 740. La nave se volvió a cubrir con una abovedamiento de cúpula elíptica oculto externamente por un cilindro bajo sobre el techo, en lugar del techo anterior de bóveda de cañón, y la cúpula central original de la época de Justiniano fue reemplazada por una elevada sobre un tambor alto con ventanas. Las bóvedas de cañón que soportan estas dos nuevas cúpulas también se extendieron sobre los pasillos laterales, creando unidades de cúpula cruzada. Al reforzar la cúpula con amplios arcos en los cuatro lados, la unidad de cúpula cruzada proporcionó un sistema estructural más seguro. Estas unidades, con la mayoría de las cúpulas levantadas sobre tambores, se convirtieron en un elemento estándar a menor escala en la arquitectura de la iglesia bizantina posterior, y todas las cúpulas construidas después del período de transición estaban arriostradas con simetría bilateral. La cúpula sobre la Iglesia de los Arcángeles en Sige fue reemplazada en el siglo XIX, pero en el siglo XVIII la original se fechó en 780.
Una pequeña comunidad monástica mixta en Bitinia, cerca de Constantinopla, puede haber desarrollado la «iglesia en cruz inscrita» durante el período iconoclasta, lo que explicaría la pequeña escala y la unificación de la planta. La iglesia en ruinas de San Juan en el monasterio de Pelekete es un ejemplo temprano. Los monjes habían apoyado el uso de íconos, a diferencia del clero secular designado por el gobierno, y el monacato se volvería cada vez más popular. Un nuevo tipo de monasterio urbano de financiación privada se desarrolló a partir del siglo IX, lo que puede ayudar a explicar el pequeño tamaño de la construcción posterior.

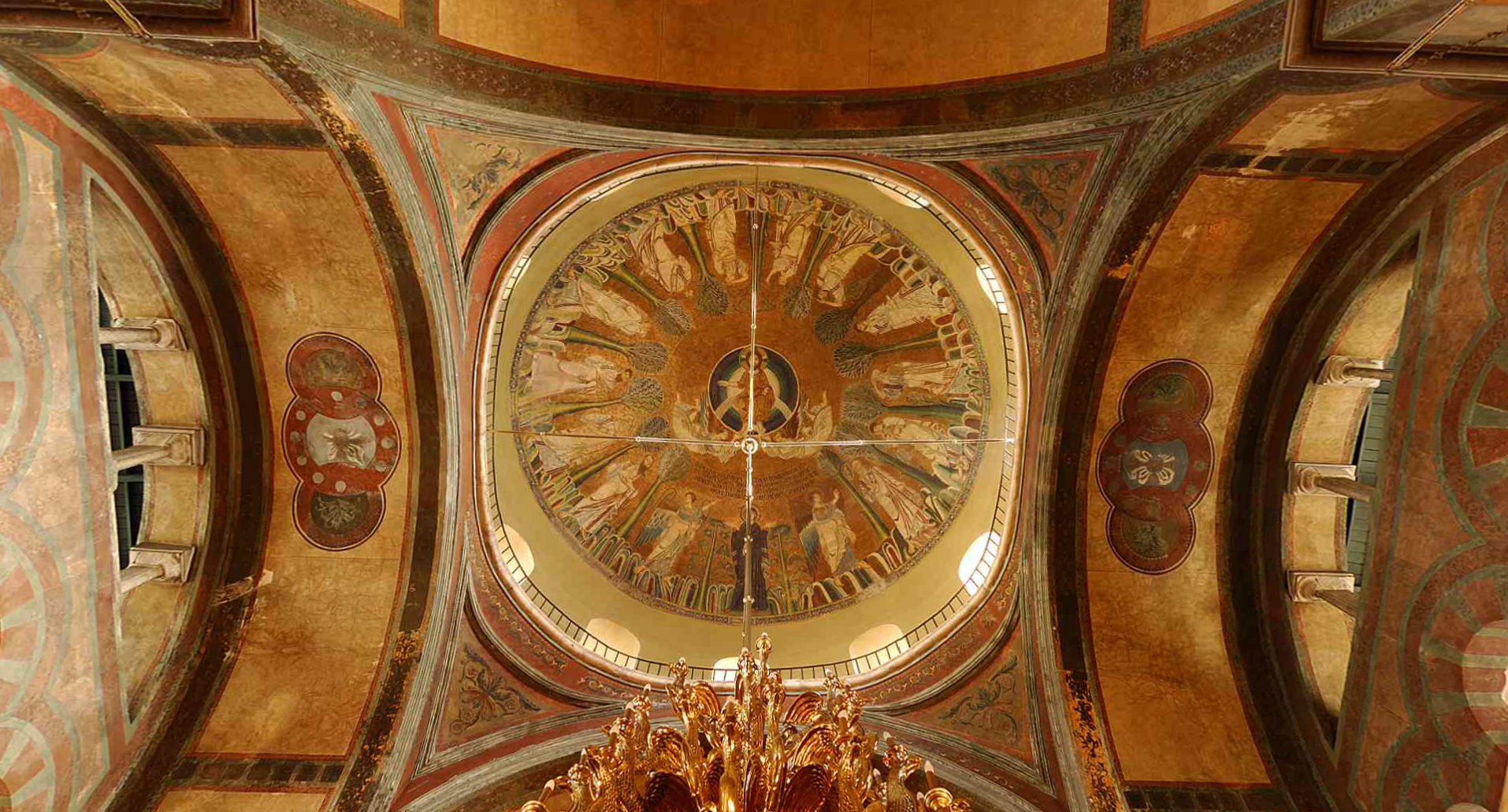
Santa Sofía (Salónica)
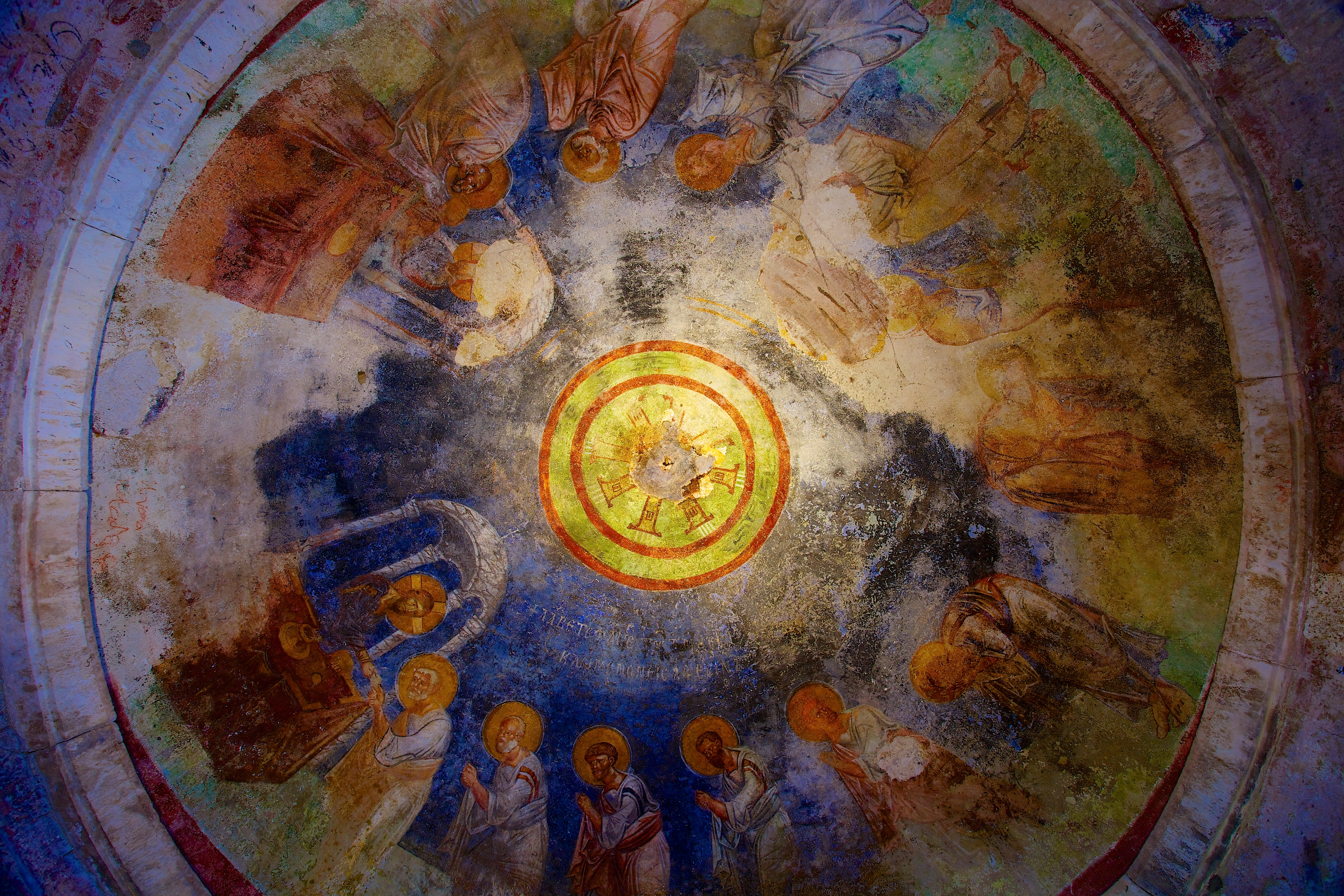
San Nicolás en Myra

### Siglo IX
Las basílicas con techo de madera, que habían sido la forma estándar hasta el siglo VI, serían reemplazadas por iglesias con cúpula a partir del siglo IX. En el período bizantino medio (c. 843-1204), las cúpulas se construían normalmente para enfatizar espacios funcionales separados, en lugar de las unidades de techo modulares que habían sido antes. Las cúpulas que descansan sobre tambores circulares o poligonales perforados con ventanas finalmente se convirtieron en el estilo estándar, con características regionales.
La «iglesia en cruz inscrita», con una sola cúpula en el crucero o cinco cúpulas en un patrón en quincunx, se hizo muy popular en el período bizantino medio. Esun buen ejemplo una iglesia de principios del siglo IX en Tirilye, ahora llamada mezquita de Fatih. La Nea Ekklesia del emperador Basilio I fue construido en Constantinopla alrededor de 880 como parte de un importante programa de construcción y renovación de edificios durante su reinado. Tenía cinco cúpulas, que se conocen por fuentes literarias, pero se han propuesto diferentes disposiciones para ellas bajo al menos cuatro plantas diferentes. Una tiene las cúpulas dispuestas en un patrón cruciforme, como las de la iglesia contemporánea de San Andrés en Peristerai o la de la iglesia mucho más antigua de los Santos Apóstoles en Constantinopla. Otras las disponen en un patrón en quincunx, con cuatro cúpulas menores en las esquinas de un cuadrado y una quinta más grande en el centro, como parte de un plan de cúpula en cruz o cruz en cuadrado. A menudo se sugiere que el diseño de cinco cúpulas de iIglesia de San Pantaleón, de 1164, se basó en el de la Nea Ekklesia.

### Siglo X

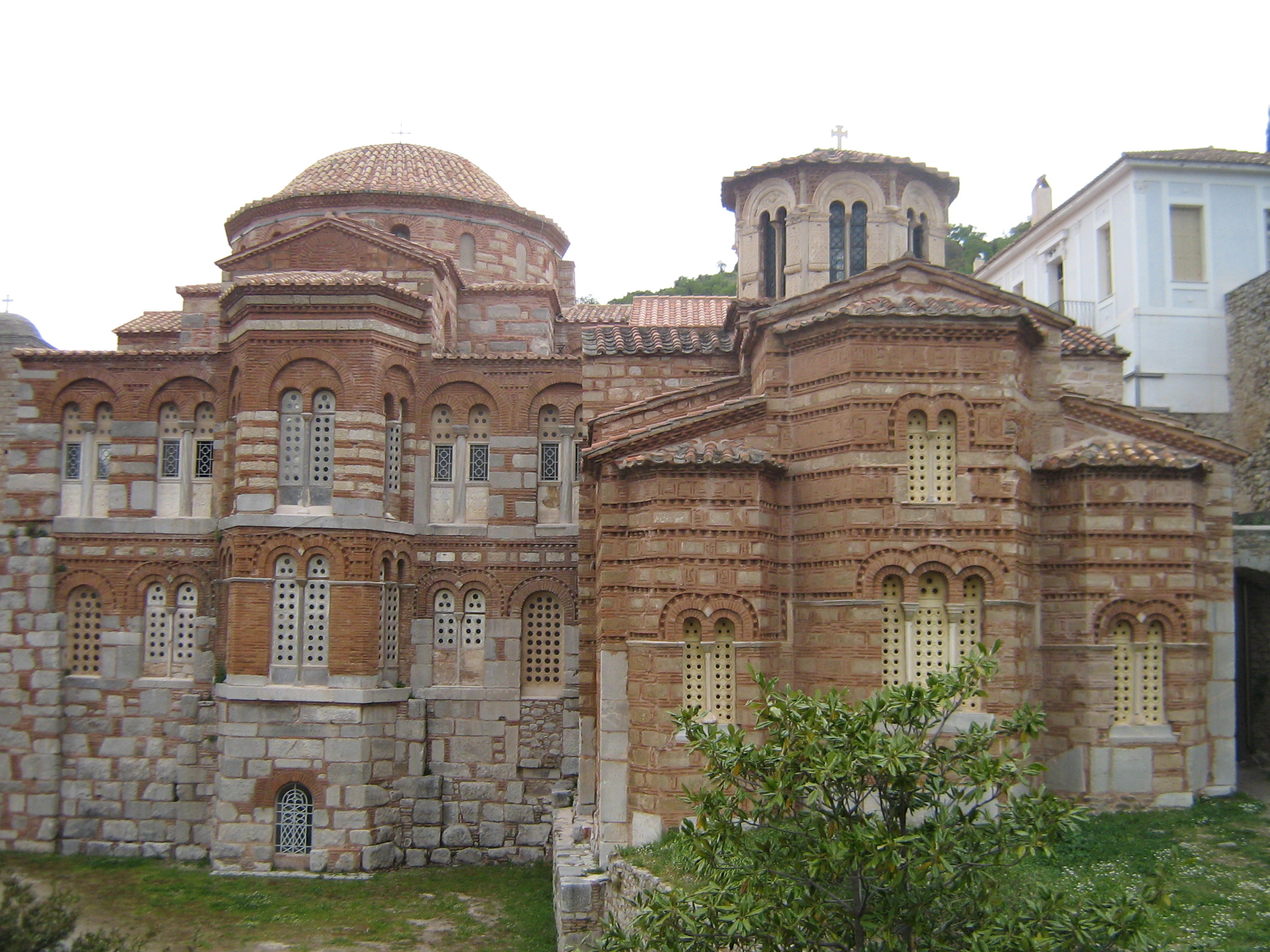
Exterior del monasterio de Osios Loukás, cerca de Distomo, Grecia

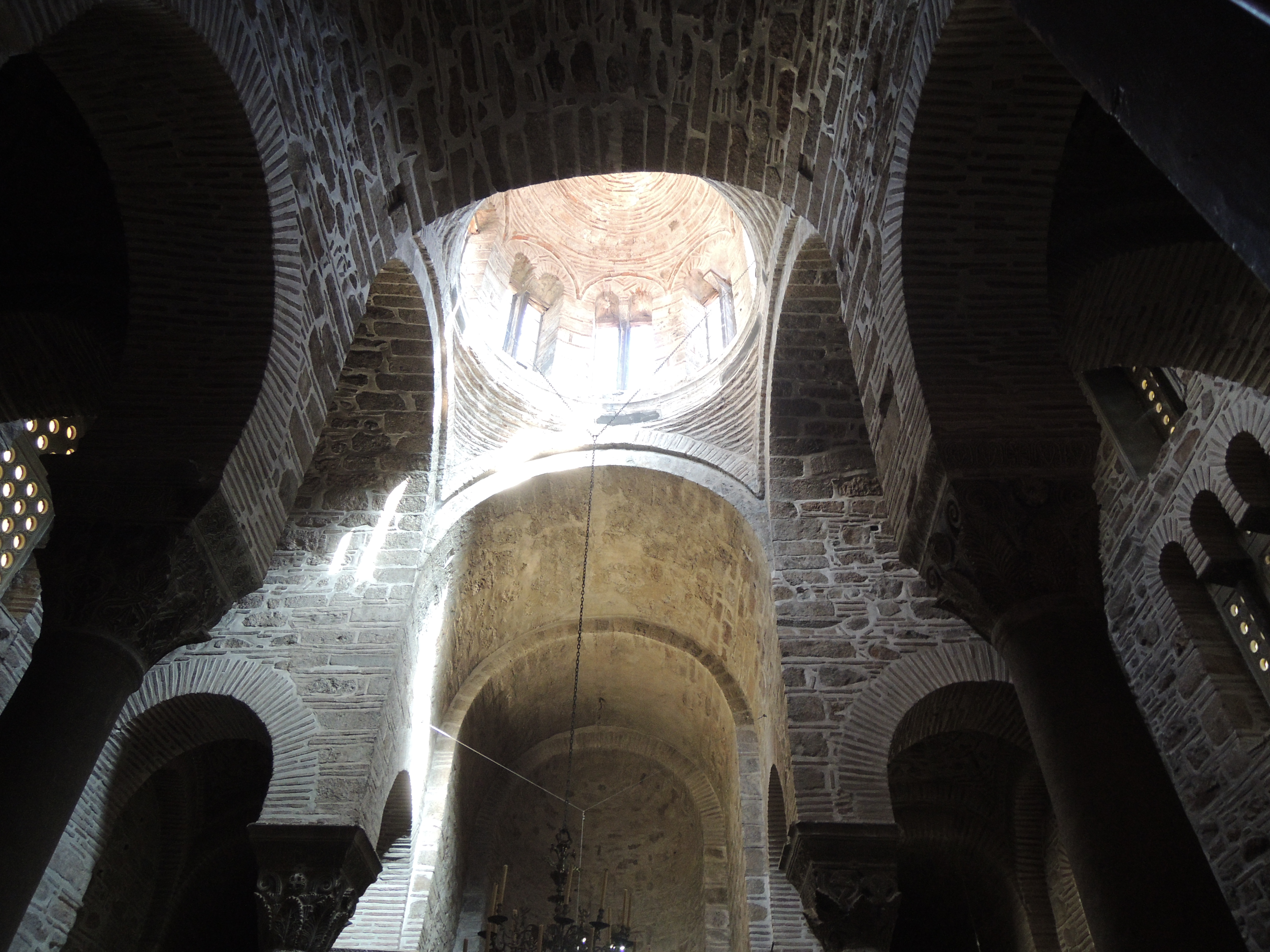
Cúpula central soportada por cuatro columnas de la La iglesia de Panagia del monasterio de Osios Loukás cerca de Distomo, Grecia

En el período bizantino medio, surgen plantas más complejas, como las capillas integradas de monasterio de los Labios, una iglesia monástica en Constantinopla que se construyó alrededor de 907. Incluía cuatro pequeñas capillas en el nivel de la galería del segundo piso que pueden haber estado cupuladas.
La cruz en cuadrado fue la planta de iglesia más común desde el siglo X hasta la caída de Constantinopla en 1453. Este tipo de planta, con cuatro columnas que sostienen la cúpula en el crucero, era la más adecuada para cúpulas de menos de 7 m de diámetro y, desde el siglo X al XIV, una cúpula bizantina típica medía menos de 6 m de diámetro. Para las cúpulas de más de ese ancho, se requerían variaciones en la planta, como el uso de pilastras en lugar de las columnas y la incorporación de más refuerzos alrededor del núcleo del edificio.
La capilla del palacio del Myrelaion en Constantinopla se construyó alrededor de 920 como una iglesia de cruz en cuadrado y sigue siendo un buen ejemplo. La cruz en cuadrado más antigua de Grecia es la iglesia de Panagia en el monasterio de Osios Loukás, que data de finales del siglo X, pero se pueden encontrar variaciones del tipo desde el sur de Italia hasta Rusia y Anatolia. Sirvieron en una amplia variedad de roles en la iglesia, incluidos domésticos, parroquiales, monásticos, palaciegos y funerarios.
El diseño distintivo de aleros ondulantes para los techos de las cúpulas comenzó en el siglo X. En la Grecia continental, los tambores circulares u octogonales se convirtieron en los más comunes.

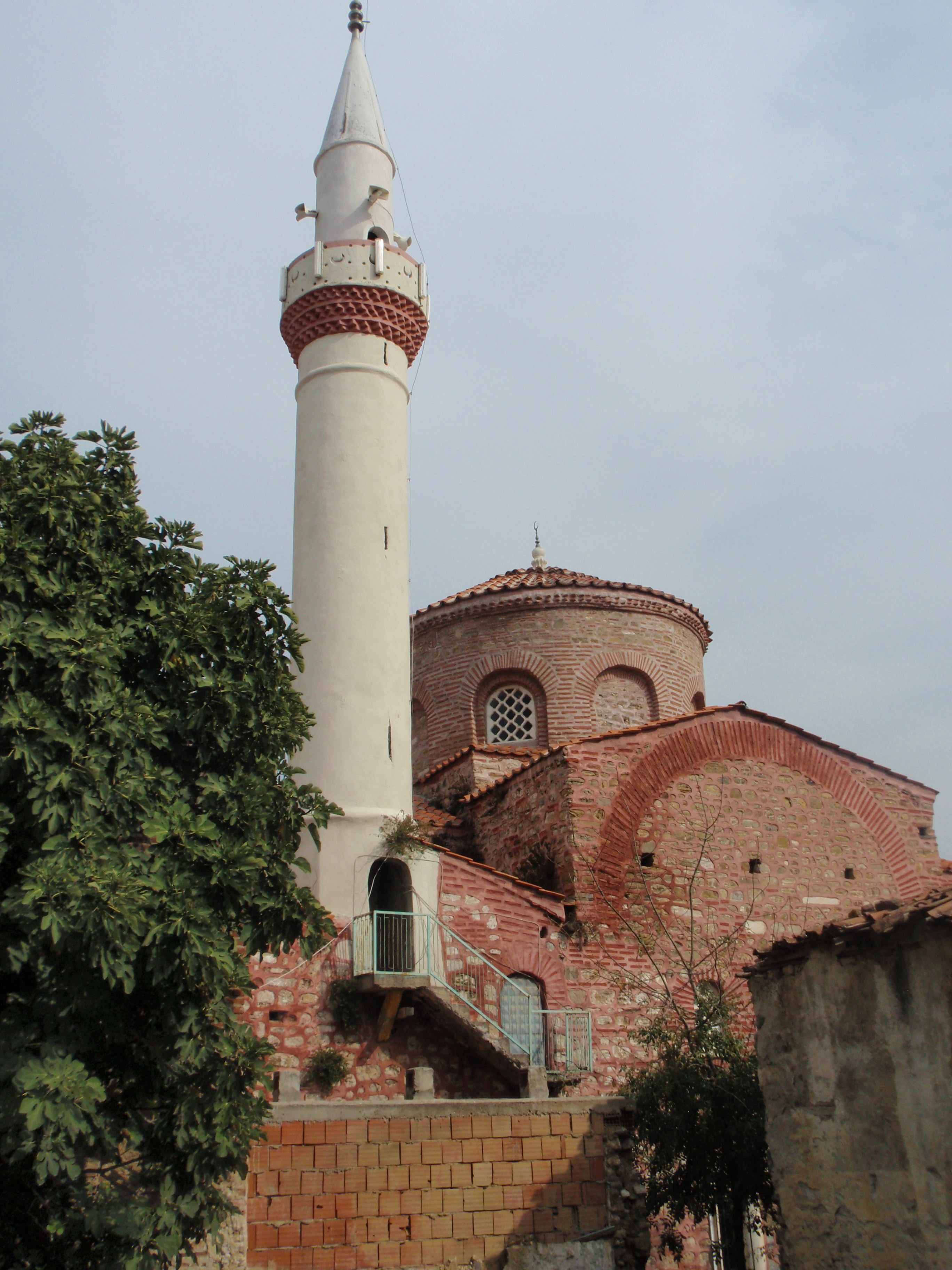
Mezquita de Fatih
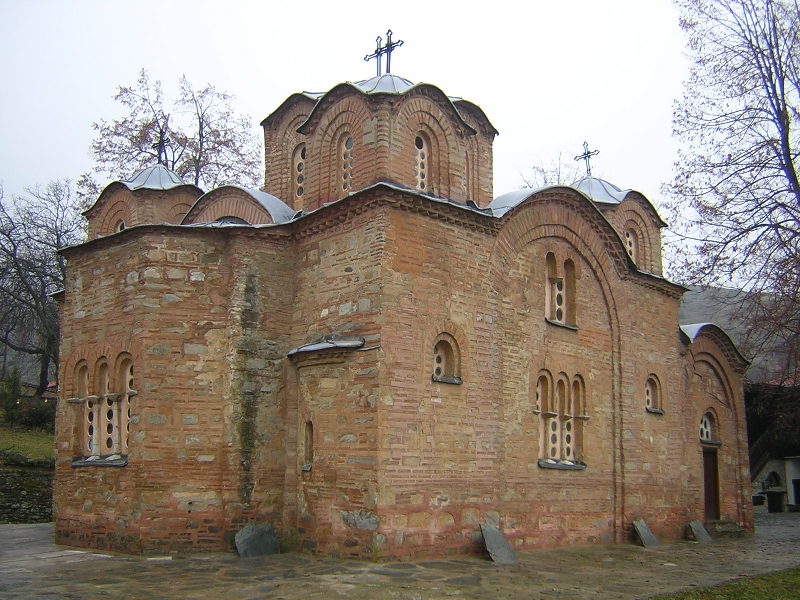
Iglesia de San Pantaleón (Gorno Nerezi)
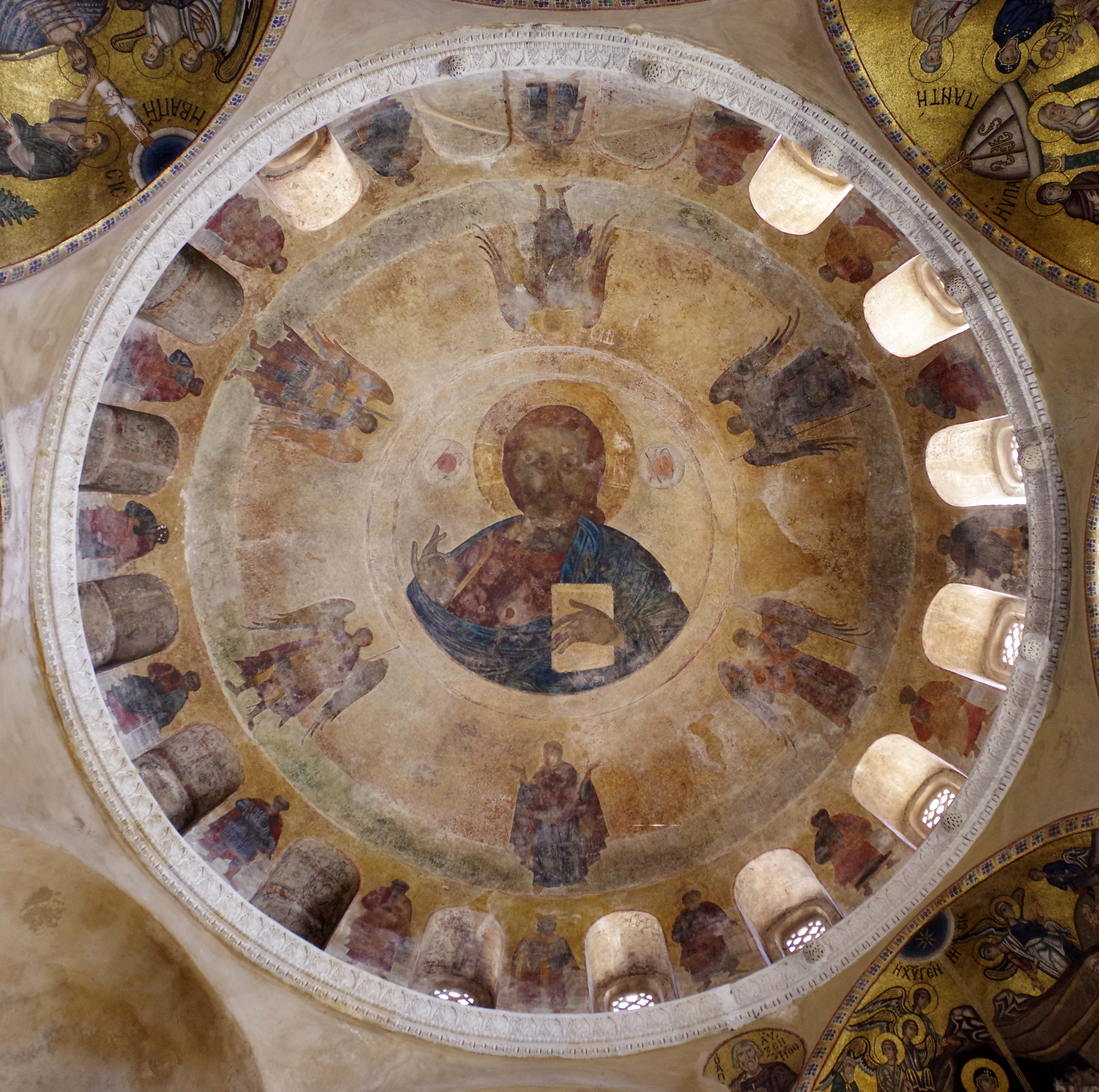
Cúpula del monasterio de Osios Loukás
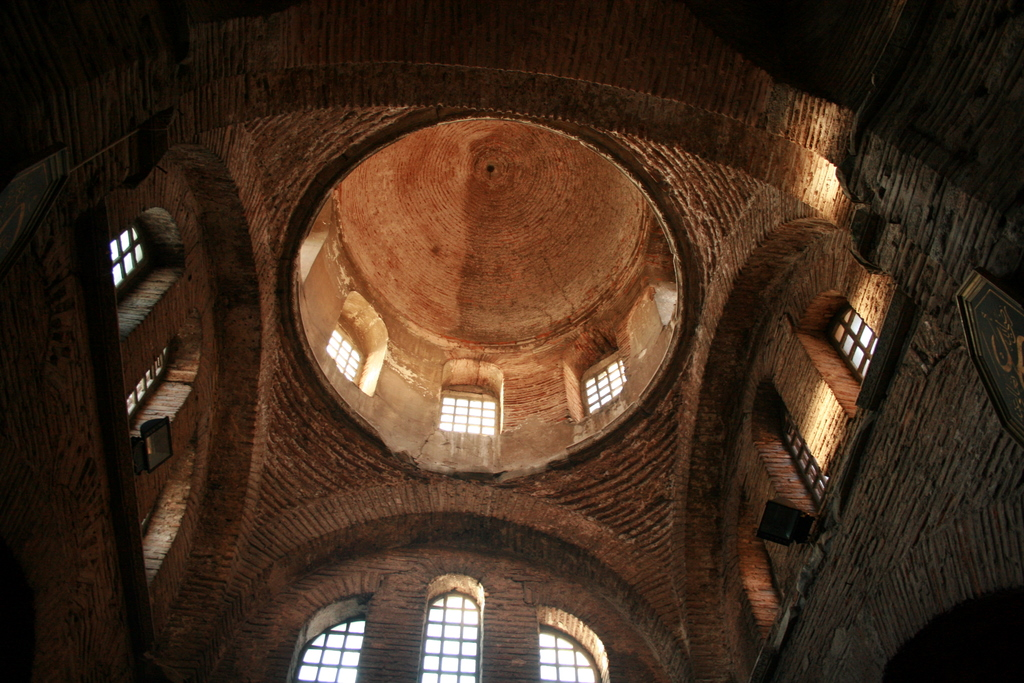
Monasterio de los Labios

### Siglo XI

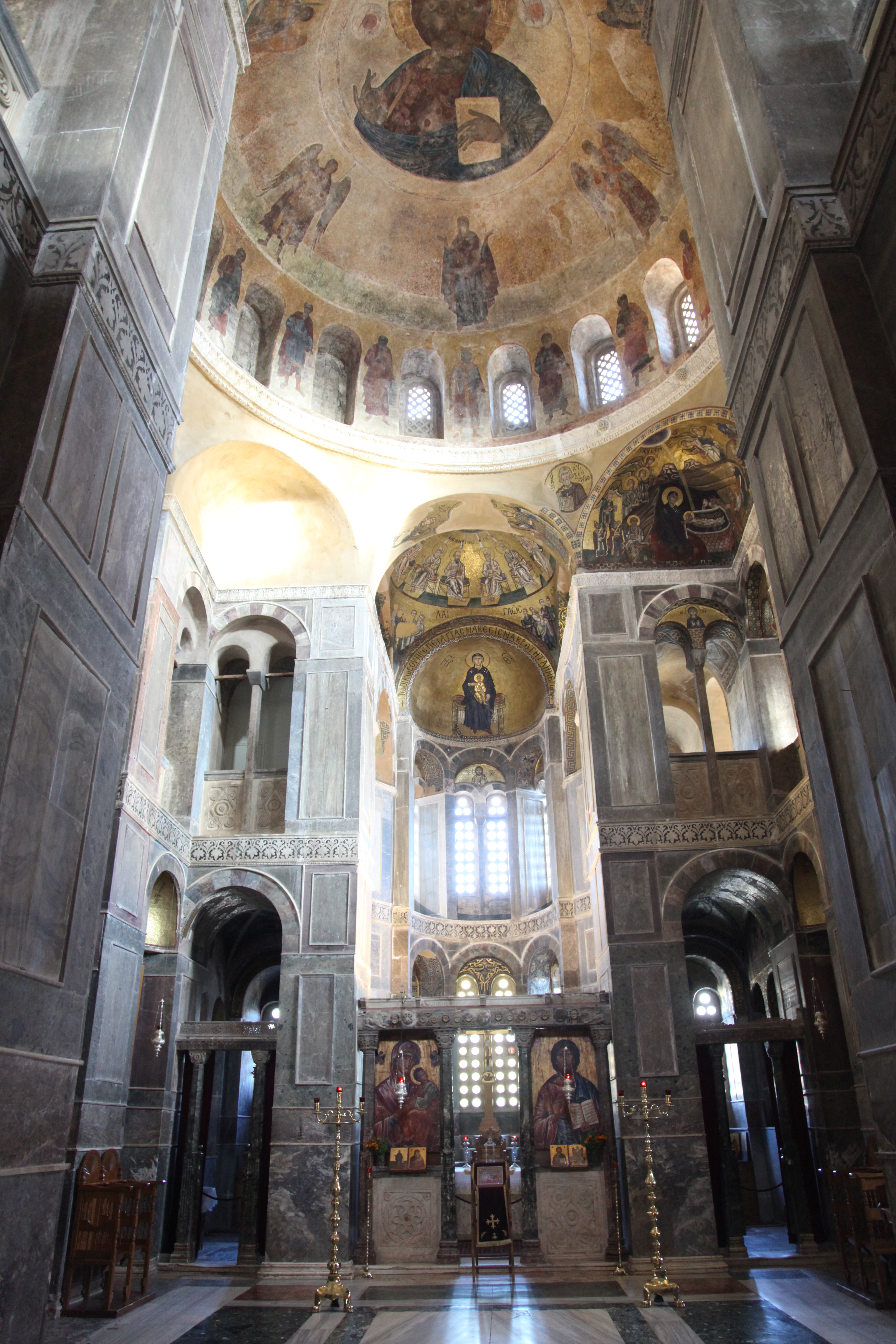
El katholikon del monasterio de Hosios Loukas cerca de Distomo, Grecia

En Constantinopla, los tambores de doce o catorce lados fueron populares a partir del siglo XI. Las iglesias excavadas en la roca del siglo XI de Capadocia, como Karanlik Kilise y Elmali Kilise en Göreme, tienen cúpulas poco profundas sin tambores debido a la tenue iluminación natural de los interiores de las cuevas.
La planta de octágono cupulado es una variante de la planta de cruz en cuadrado. El ejemplo más antiguo existente es el katholikon en el monasterio de Hosios Loukas, con una cúpula de 9 m de diámetro construida en la primera mitad del siglo XI. Esta cúpula hemiesférica fue construida sin tambor y sostenida por un sistema estructural notablemente abierto, con el peso de la cúpula distribuido en ocho pilastras, en lugar de cuatro, y se utilizaron ménsulas para evitar concentrar el peso en sus esquinas. El uso de trompas para pasar de esos ocho soportes a la base de la cúpula ha llevado a especular sobre un origen del diseño en la arquitectura árabe, sasánida o caucásica, aunque con una interpretación bizantina. Se utilizó una apertura similar en el diseño en la iglesia anterior de Myrelaion, tal como se construyó originalmente, pero el katholikon de Hosios Loukas es quizás el diseño más sofisticado desde Hagia Sophia. La más pequeña monásterio de Daphniiglesia monástica en Daphni, c. 1080, usa una versión más simple de esta planta.
El katholikon de Nea Moni, un monasterio en la isla de Chios, se construyó en algún momento entre 1042 y 1055 y presentaba una cúpula acanalada de nueve lados que se elevaba 15,62 m sobre el suelo (esta se derrumbó en 1881 y fue reemplazada por la versión actual un poco más alta). La transición de la naos cuadrada a la base redonda del tambor se logra mediante ocho conchas, las que se encuentran sobre los lados planos de la naos son relativamente poco profundas y las que se encuentran en las esquinas son relativamente estrechas. La novedad de esta técnica en la arquitectura bizantina ha llevado a que se la denomine tipo "octágono isla", en contraste con el tipo "octágono continental" de Hosios Loukas. Las especulaciones sobre las influencias del diseño van desde la influencia árabe transmitida a través de las capillas octogonales cupuladas recientemente construidas en la Iglesia del Santo Sepulcro en Jerusalén o la Mezquita Al-Hakimen El Cairo islámico, hasta edificios caucásicos como la Catedral armenia de la Santa Cruz. Copias posteriores del Nea Moni, con alteraciones, incluyen las iglesias de Agios Georgios Sykousis, Agioi Apostoli en Pyrghi, Panagia Krina y la Iglesia de la Metamorfosis en Chortiatis.

### Siglo XII

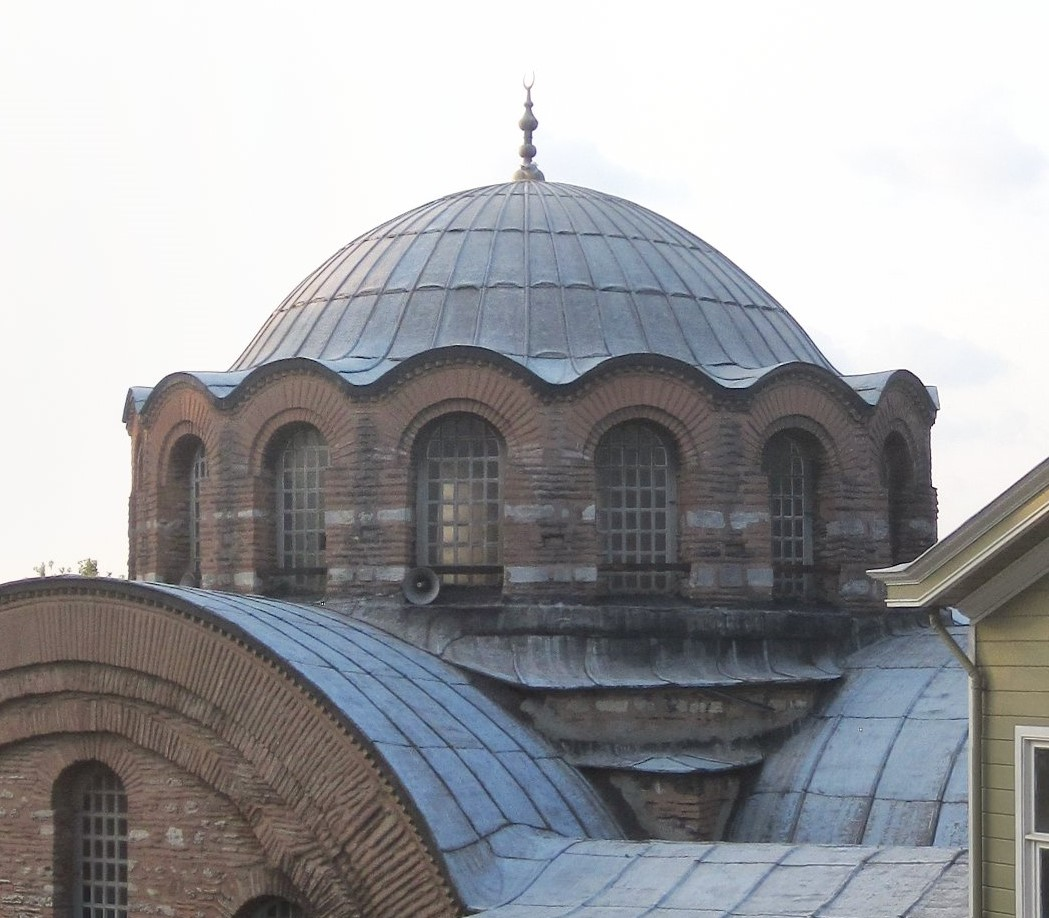
Mezquita Kalenderhane en Estambul

La mayor escala de algunos edificios bizantinos del siglo XII requería una estructura de soporte más estable para las cúpulas que la que podían proporcionar las cuatro columnas delgadas del tipo de cruz en escuadra. Las iglesias bizantinas hoy llamadas Mezquita Kalenderhane, Mezquita Gül y Mezquita Enez Fatih tenían cúpulas de más de 7 m de diámetro y usaban pilares como parte de grandes planos cruciformes, una práctica que había estado fuera de moda durante varios siglos.. Una variante de la cruz en cuadrado, el "llamado plano de cruz griega atrofiada", también proporciona un mayor soporte para una cúpula que el típico plano de cruz en cuadrado mediante el uso de cuatro pilares que se proyectan desde las esquinas de un naos cuadrado., en lugar de cuatro columnas. Este diseño fue utilizado en la Iglesia de Chora.de Constantinopla en el siglo XII después de que un terremoto destruyera la estructura anterior de cruz en cuadrado.
El complejo monástico Pantokrator del siglo XII (1118-1136) se construyó con el patrocinio imperial como tres iglesias contiguas. [197] La iglesia del sur, de cruz cuadrada, tiene una cúpula de crucería sobre la naos, bóvedas de cúpula en las esquinas y una cúpula de calabaza sobre la galería del nártex. La iglesia del norte es también una planta de cruz en cuadrado. La iglesia del medio, la tercera en ser construida, llena el largo espacio entre las dos iglesias anteriores con dos cúpulas ovaladas de tipo calabaza y nervada sobre lo que parecen ser espacios funcionales separados. El espacio occidental era un mausoleo imperial, mientras que la cúpula oriental cubría un espacio litúrgico. [198]
Hay un relato escrito por Nicholas Mesarites de una cúpula de mocárabes de estilo persa construida como parte de un palacio imperial de finales del siglo XII en Constantinopla. Llamado "Salón Mouchroutas", puede haber sido construido como parte de un alivio de las tensiones entre la corte de Manuel I Komnenos y Kilij Arslan II del Sultanato de Rum alrededor de 1161, evidencia de la naturaleza compleja de las relaciones entre los dos estados El relato, escrito por Nicholas Mesarites poco antes de la Cuarta Cruzada, es parte de una descripción del intento de golpe de John Komnenos en 1200, y puede haber sido mencionado como un dispositivo retórico para menospreciarlo.

### Siglo XIII

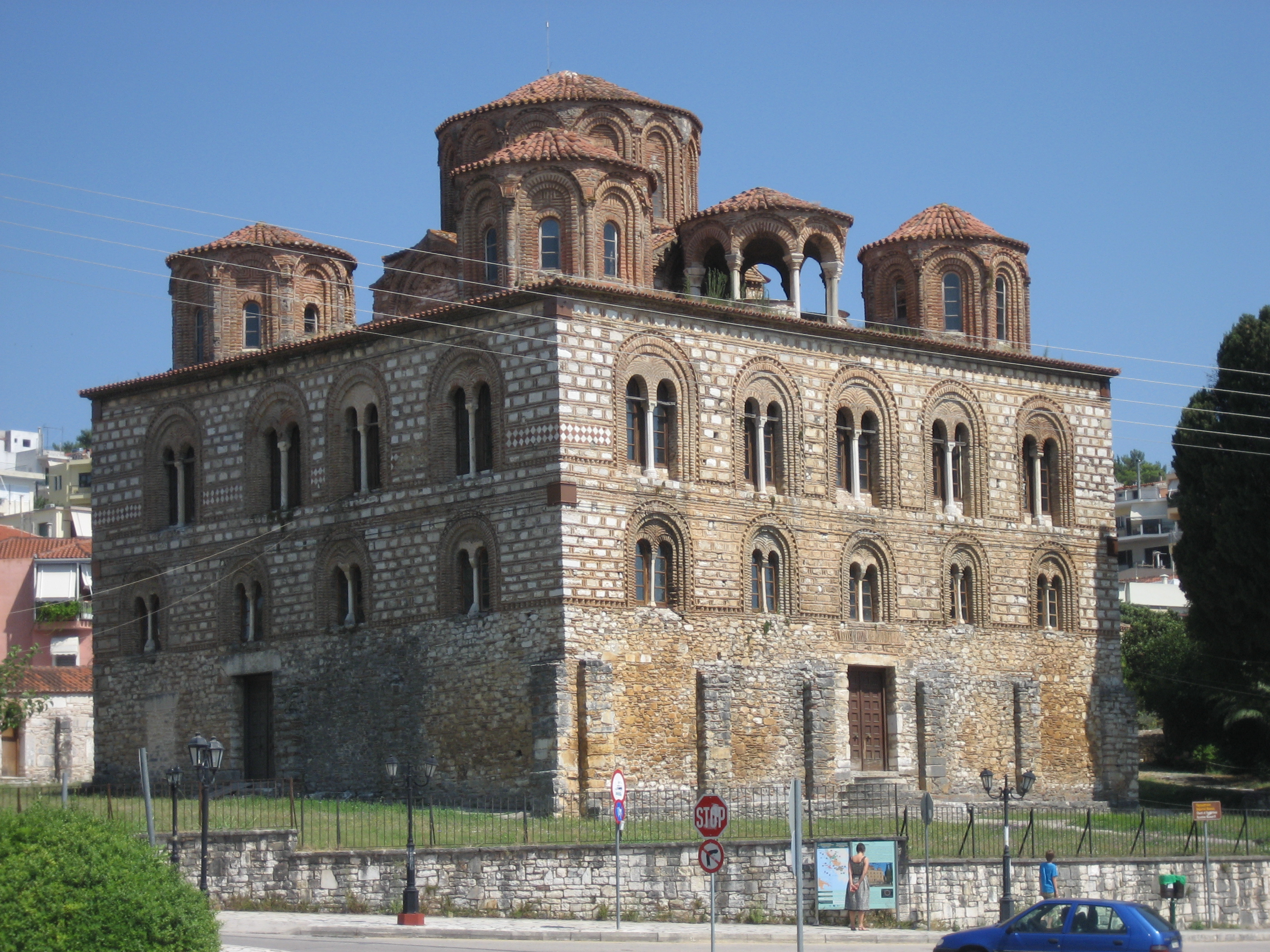
Las cinco cúpulas de la iglesia de la Parigoritissa en Arta, Grecia

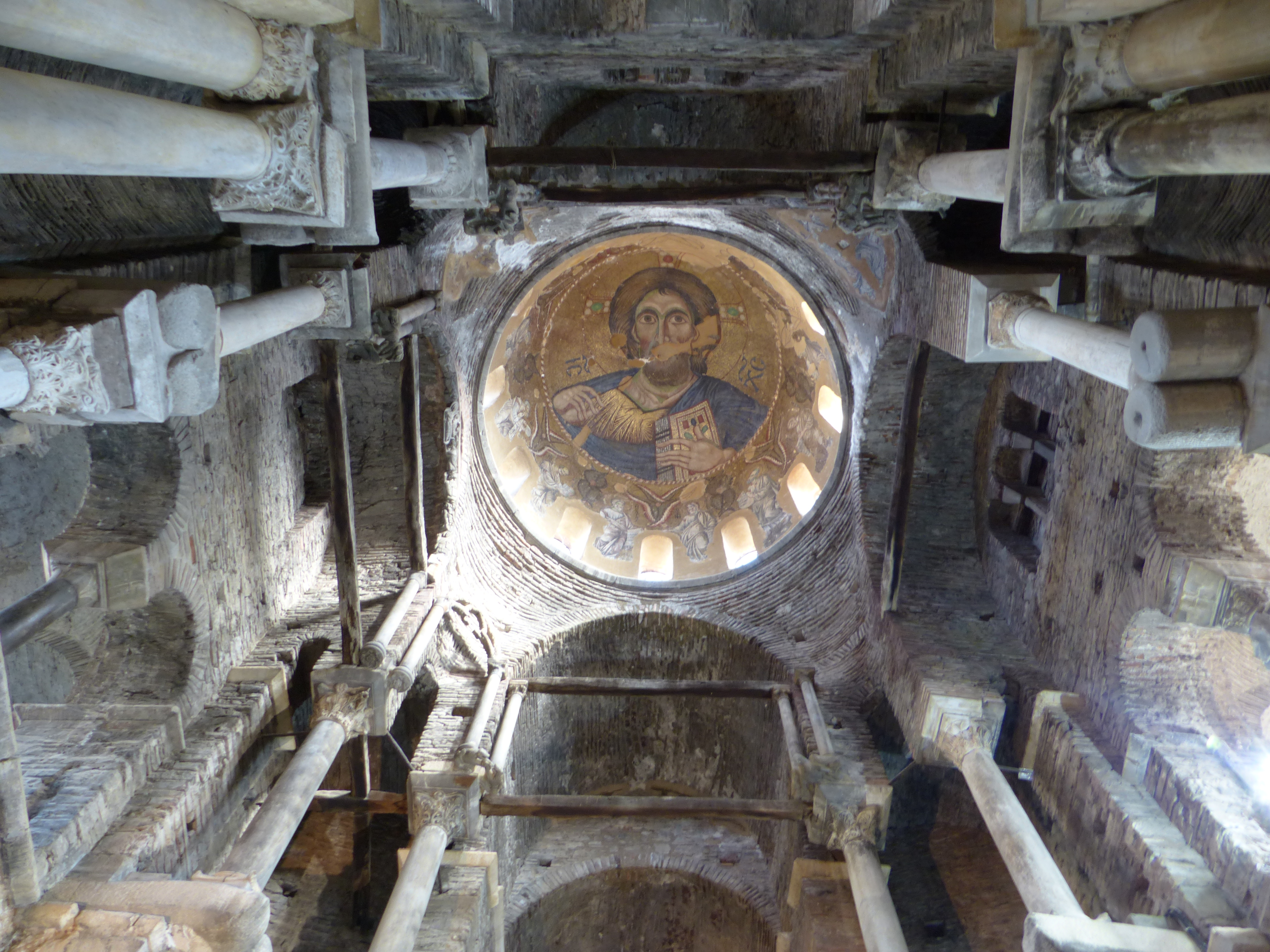
Interior de la iglesia de la Parigoritissa

El período bizantino tardío, de 1204 a 1453, tiene una incierta cronología de la construcción de edificios, especialmente durante la ocupación latina. La fragmentación del imperio, a partir de 1204, se refleja en una fragmentación del diseño de las iglesias y las innovaciones regionales.
La iglesia de Hagia Sophia en el Imperio de Trebisonda data de entre 1238 y 1263 y tiene una variación de la planta quincunce. Repletos de detalles tradicionales de Asia Menor y posiblemente de influencia armenia o georgiana, las pechinas de ladrillo y el tambor de la cúpula siguen siendo bizantinos.
Después de 1261, la nueva arquitectura de las iglesias en Constantinopla consistió principalmente en adiciones a las iglesias monásticas existentes, como el monasterio de los Labios y la Iglesia de Pammakaristos, y como resultado, los complejos de edificios se distinguen en parte por una disposición asimétrica de las cúpulas en sus techos. Este efecto puede haber sido una imitación del anterior complejo monástico Pantokrator de triple iglesia.
En el Despotado de Epiro, la iglesia de Parigoritissa (1282-1289) es el ejemplo más complejo, con un núcleo octágono cupulado y un deambulatorio cupulado Construida en la capital de Arta, su aspecto exterior recuerda a un palacio cúbico. El nártex y las galerías del nivel superior tienen cinco cúpulas, siendo la cúpula central del nártex una linterna abierta. Este diseño de octágono de cruz griega, similar al ejemplo anterior en Daphni, es uno de los varios entre los principados bizantinos. Otro se encuentra en Hagia Theodoroi en Mistra (1290-1296).

### Siglos XIV y XV

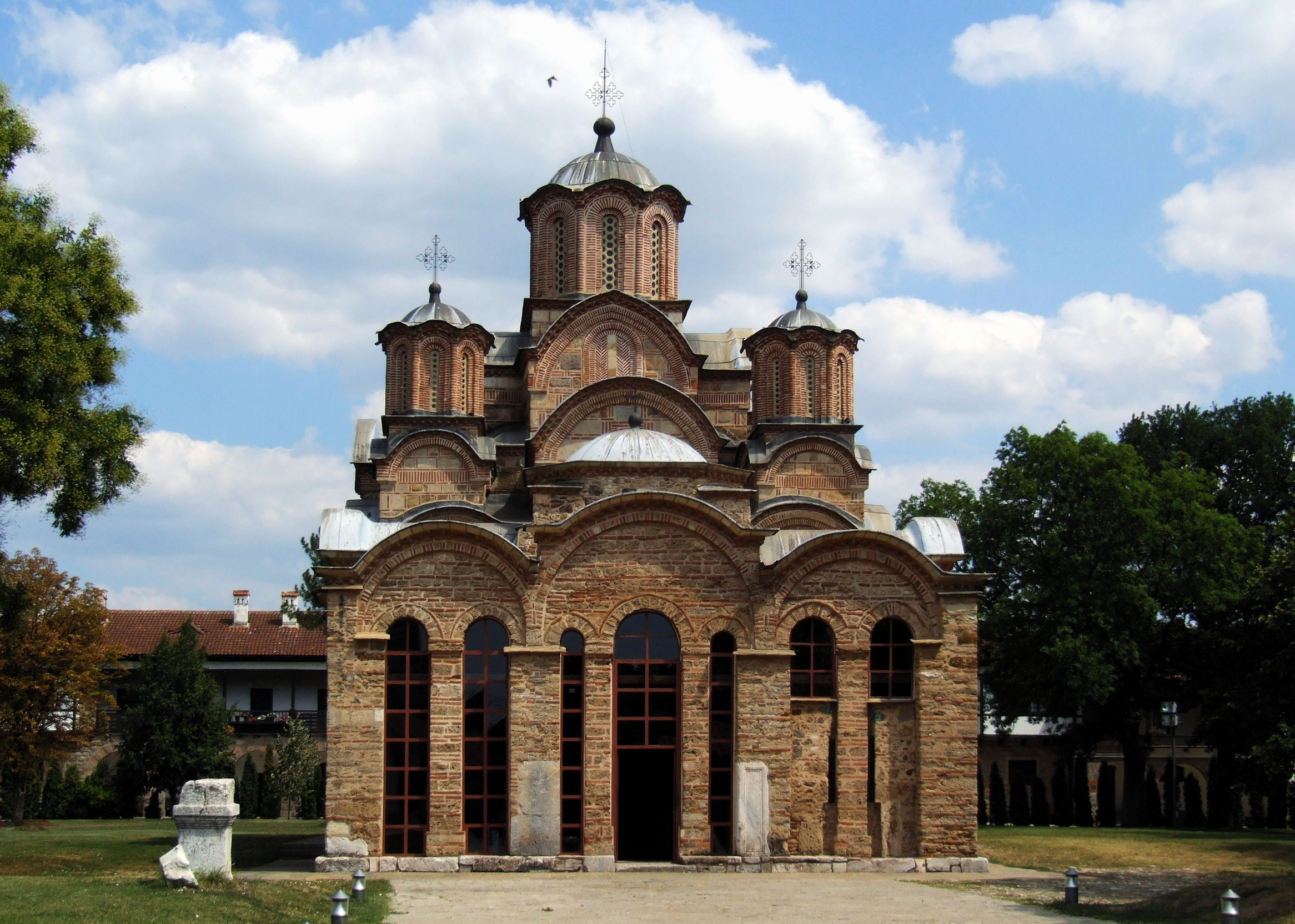
Monasterio de Gračanica en Kosovo, construido bajo el Reino medieval de Serbia

Mistra fue gobernada desde Constantinopla después de 1262, luego fue la capital soberna del Despotado de Morea de 1348 a 1460. IEn Mistra, hay varias iglesias de planta basilical con galerías cupuladas que crean una cruz cuadrada de cinco cúpulas sobre una planta de basílica a nivel del suelo. El Aphentiko en el Monasterio de Brontochion fue construido c. 1310-1322 y la iglesia posterior del monasterio de Pantanassa (1428) es del mismo tipo. El Aphentiko puede haber sido planeado originalmente como una iglesia de cruz en cuadrado, pero tiene una combinación de componentes de planta longitudinal y central, con un interior dividido en nave y pasillos laterales como una basílica. La nave con bóveda de cañón y los brazos del transepto tienen una cúpula en su cruce, y los tramos de las esquinas de las galerías también están cupulados para formar un patrón al tresbolillo. Una remodelación de la iglesia Metropolis en Mistra creó un ejemplo adicional. La Pantanassa incorpora elementos occidentales en el sentido de que las cúpulas de su pórtico con columnas están ocultas externamente, y sus cúpulas tienen nervaduras de sección rectangular similar a las de Salerno, Ravello y Palermo.
En Tesalónica, se desarrolló un tipo particular de cúpula de iglesia en las dos primeras décadas del siglo XIV. Se caracterizó por un tambor poligonal con columnatas redondeadas en las esquinas, toda la construcción de ladrillo, y caras con tres arcos escalonados entre sí alrededor de una estrecha "ventana de una sola luz". Uno de los sellos distintivos de las iglesias de Tesalónica era el plano de una naos cupulada con un peristoon envuelto alrededor de tres lados. [209] Las iglesias de Hagios Panteleimon, Hagia Aikaterine y Hagioi Apostoloi tienen cúpulas en estos pórticos deambulatorios. [204]Las cinco cúpulas de Hagioi Apostoloi, o Iglesia de los Santos Apóstoles, en Tesalónica (c. 1329) la convierten en un ejemplo de una iglesia de cinco cúpulas en forma de cruz en cuadrado de estilo bizantino tardío, al igual que el monasterio de Gračanica, construido alrededor de 1311 en Serbia. [189] El arquitecto y los artesanos de la iglesia del monasterio de Gračanica probablemente procedían de Tesalónica y su estilo refleja la influencia cultural bizantina. [210] Se ha dicho que la iglesia representa "la culminación del diseño arquitectónico bizantino tardío".
Un relato del siglo XV de un viajero ruso a Constantinopla menciona una sala abandonada, presumiblemente cupulada, «en la que el sol, la luna y las estrellas se sucedían como en el cielo».

## Influencia

### Armenia
La influencia cultural de Constantinopla se extendió desde Sicilia hasta Rusia. Armenia, como estado fronterizo entre los imperios romano-bizantino y sasánida, fue influenciada por ambos. La relación exacta entre la arquitectura bizantina y la del Cáucaso no está clara. Georgia y Armenia produjeron muchos edificios de planta central cupulados en el siglo VII y, después de una pausa durante las invasiones árabes, la arquitectura floreció nuevamente en el período bizantino medio. Las cúpulas de las iglesias armenias eran inicialmente estructuras de madera. Catedral de Etchmiadzin(c. 483) originalmente tenía una cúpula de madera cubierta por un techo piramidal de madera antes de que fuera reemplazada por una construcción de piedra en 618. Las iglesias con cúpulas de piedra se convirtieron en el tipo estándar después del siglo VII, quizás beneficiándose de un posible éxodo de canteros de Siria. pero las largas tradiciones de la construcción en madera se mantuvieron estilísticamente. Algunos ejemplos en piedra hasta el siglo XII son imitaciones detalladas de prototipos claramente de madera. [213]La construcción de iglesias armenias fue prolífica a finales de los siglos VI y VII y, en el siglo VII, las iglesias tienden a ser plantas centrales o combinaciones de plantas centrales y longitudinales. Las cúpulas estaban sostenidas por trompetas (que se usaban en el Imperio Sasánida pero rara vez en el Bizantino) o pechinas como las del Imperio Bizantino, y la combinación del plano de la cruz cupulada con el plano de la iglesia del salón podría haber sido influenciado por la arquitectura. de Justiniano. Se agregaron cúpulas y brazos cruzados a la catedral longitudinal de Dvin del 608 al 615 y una iglesia en Tekor. Otros ejemplos cupulados incluyen Ptghnavank en Ptghni (c. 600), una iglesia en T'alinn (662-85), la Catedral de Mren(629-40), y la Iglesia de Mastara (siglos IX y X). [214] [215] Una fuente armenia del siglo XI nombra a un arquitecto armenio, Trdat, como responsable de la reconstrucción de la cúpula de Hagia Sophia en Constantinopla después de que el terremoto de 989 provocara un colapso parcial de la cúpula central. Aunque los trompas eran el sistema de soporte más común utilizado para sostener las cúpulas armenias, las pechinas siempre se usan debajo de las cúpulas atribuidas a Trdat, que incluyen los monasterios del siglo X de Marmasen, Sanahin y Halpat, así como la catedral patriarcal de Argina (c. 985), la Catedral de Ani(989-1001) y la capilla del palacio del rey Gagik II (c. 1001-1005).

### Los Balcanes
En los Balcanes, donde el dominio bizantino se debilitó en los siglos VII y VIII, la arquitectura cupulada puede representar la influencia bizantina o, en el caso de las iglesias de planta central de la Dalmacia del siglo IX, el renacimiento de tipos de mausoleos romanos anteriores. El interés por los modelos romanos puede haber sido una expresión de la maniobra religiosa de la región entre la Iglesia de Constantinopla y la de Roma. Los ejemplos incluyen la Iglesia de Sv. Luka en Kotor, la Iglesia de Sv. Trojce, cerca de Split, y la Iglesia de Sv. de principios del siglo IX. Donar en Zadar. La Iglesia de Sv. Donat, originalmente cupulado, puede haber sido construido junto a un palacio y se parece a las iglesias palaciegas de la tradición bizantina. La cronología arquitectónica de los Balcanes centrales y orientales está inestable durante el período del Primer Imperio Búlgaro, en parte debido a la similitud entre las iglesias de la era de Justiniano del siglo VI y lo que pudo haber sido un renacimiento de ese estilo a finales del siglo IX y principios. Siglos X bajo los zares búlgaros cristianizados. Restos de la Iglesia Redonda en Preslav, un edificio tradicionalmente asociado con el gobierno del zar Simeón (893–927), indican que se trataba de una capilla palaciega con cúpula. Sus características constructivas, sin embargo, se asemejan a los mausoleos romanos de los siglos III y IV, quizás debido a la asociación de esas estructuras con la idea imperial.

### La Rus'
La arquitectura bizantina se introdujo en el pueblo de la Rus en el siglo X, con iglesias después de la conversión del príncipe Vladimir de Kiev siguiendo el modelo de las de Constantinopla, pero hechas de madera. La cúpula de cebolla rusa fue un desarrollo posterior. La arquitectura más antigua de Kiev, la gran mayoría de la cual estaba hecha de madera, se perdió debido a un incendio, pero en el siglo XII las cúpulas de mampostería sobre tambores bajos en Kiev y Vladimir-Suzdal eran poco diferentes a las cúpulas bizantinas, aunque modificadas. hacia el tipo "casco" con un ligero punto. La Catedral de Santa Sofía en Kiev (1018-1037) se distinguió por tener trece cúpulas, para Jesús y los Doce Apóstoles, pero desde entonces han sido remodelados en estilo barroco y combinados con ocho cúpulas adicionales. [219] La disposición piramidal de las cúpulas era una característica bizantina, aunque, como el edificio más grande y quizás el más importante del siglo XI en la tradición bizantina, muchos de los detalles de este edificio tienen orígenes en disputa. [220] Las cúpulas bulbosas de cebolla en tambores altos fueron un desarrollo del norte de Rusia, quizás debido a las demandas del hielo pesado y las nevadas junto con la innovación más rápida permitida por el énfasis de la región de Novgorod en la arquitectura de madera. La cúpula central de la Catedral de Santa Sofía(1045–62) en Novgorod data del siglo XII y muestra una etapa de transición. Otras iglesias construidas en esta época son las de San Nicolás (1113), la Natividad de la Virgen (1117) y San Jorge (1119-1130).

Ejemplos ortodoxos y de Europa del Este
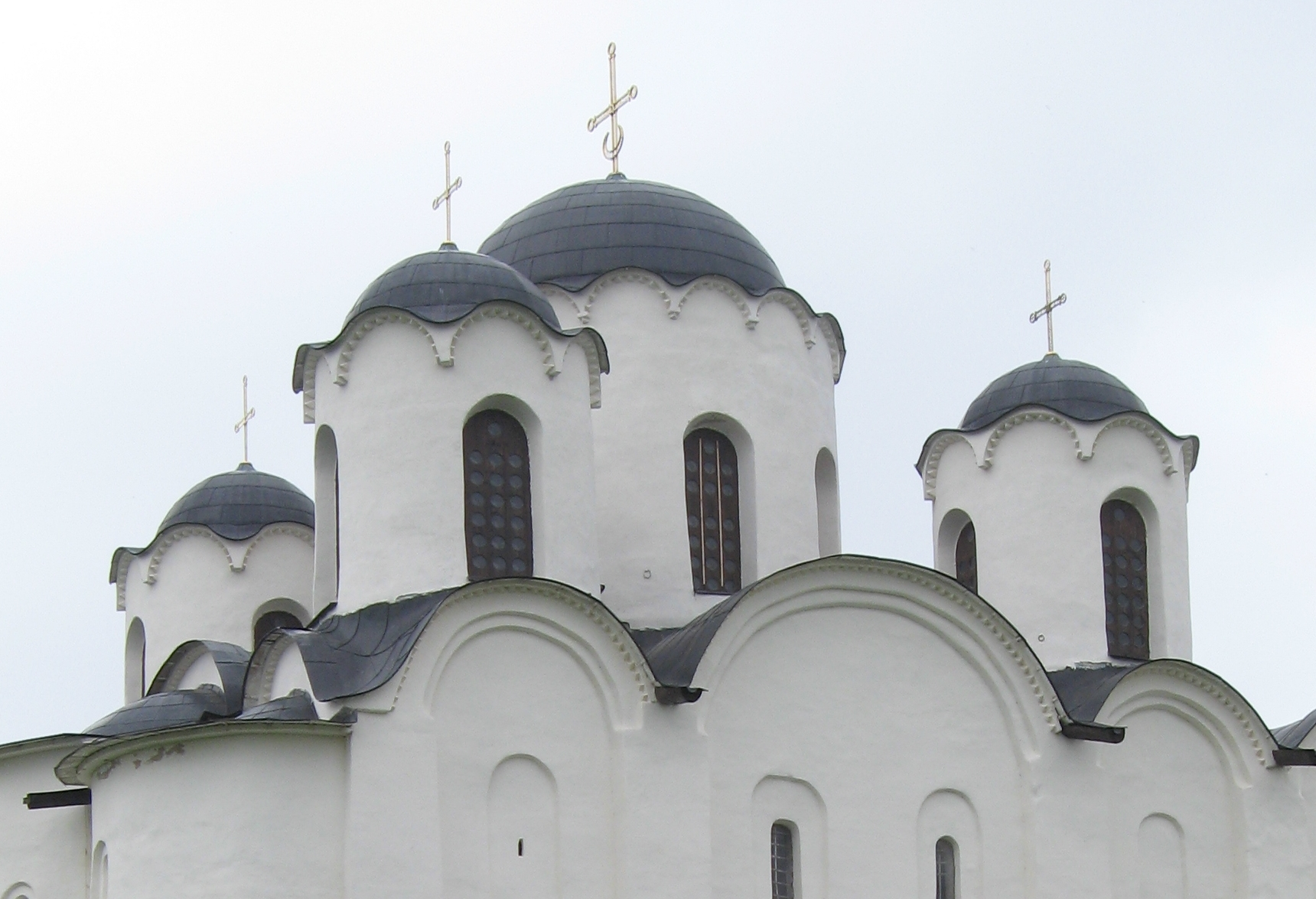
Catedral de San Nicolás, Novgorod
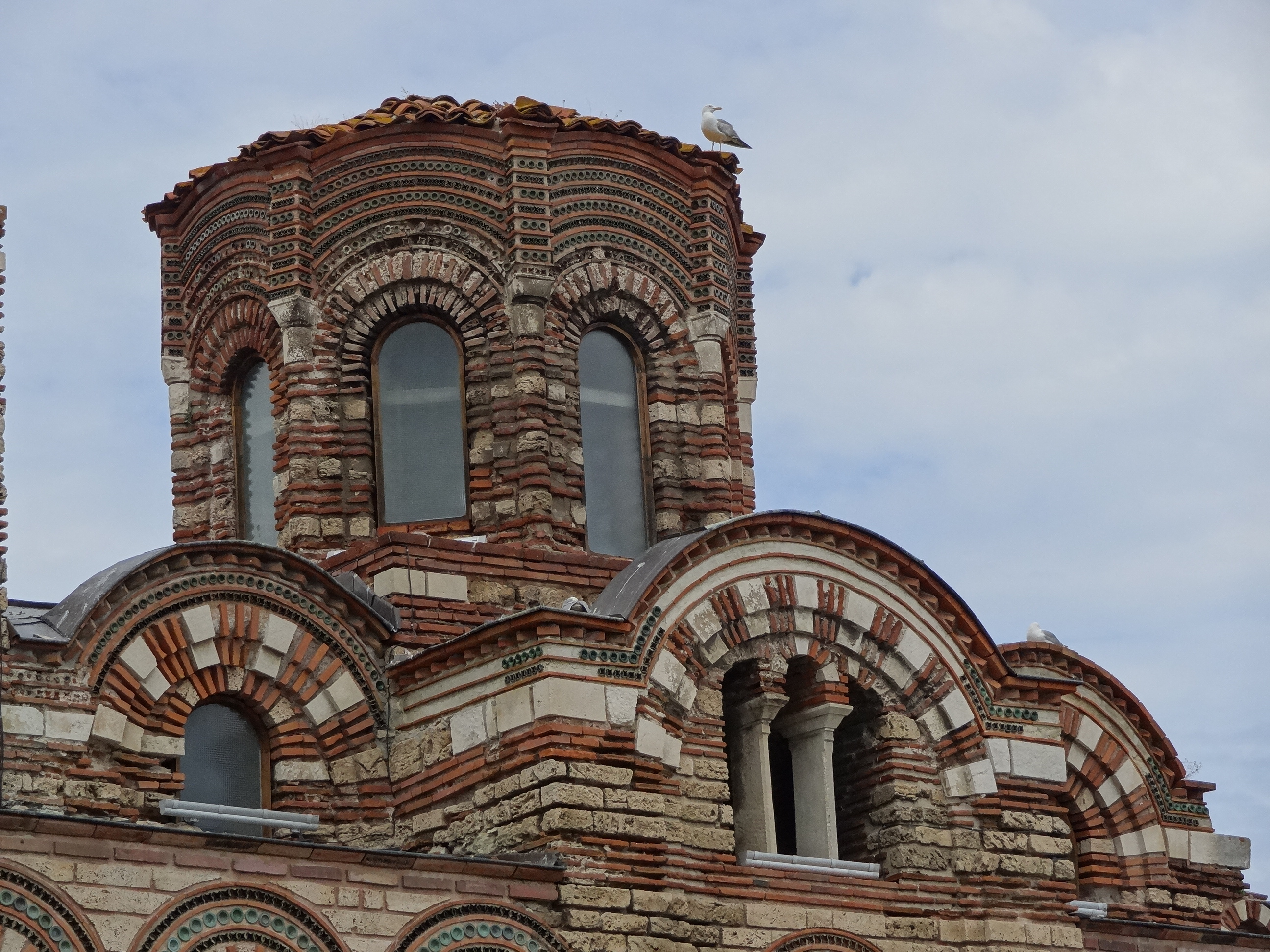
Iglesia de Cristo Pantocrátor, Nesebar, Bulgaria
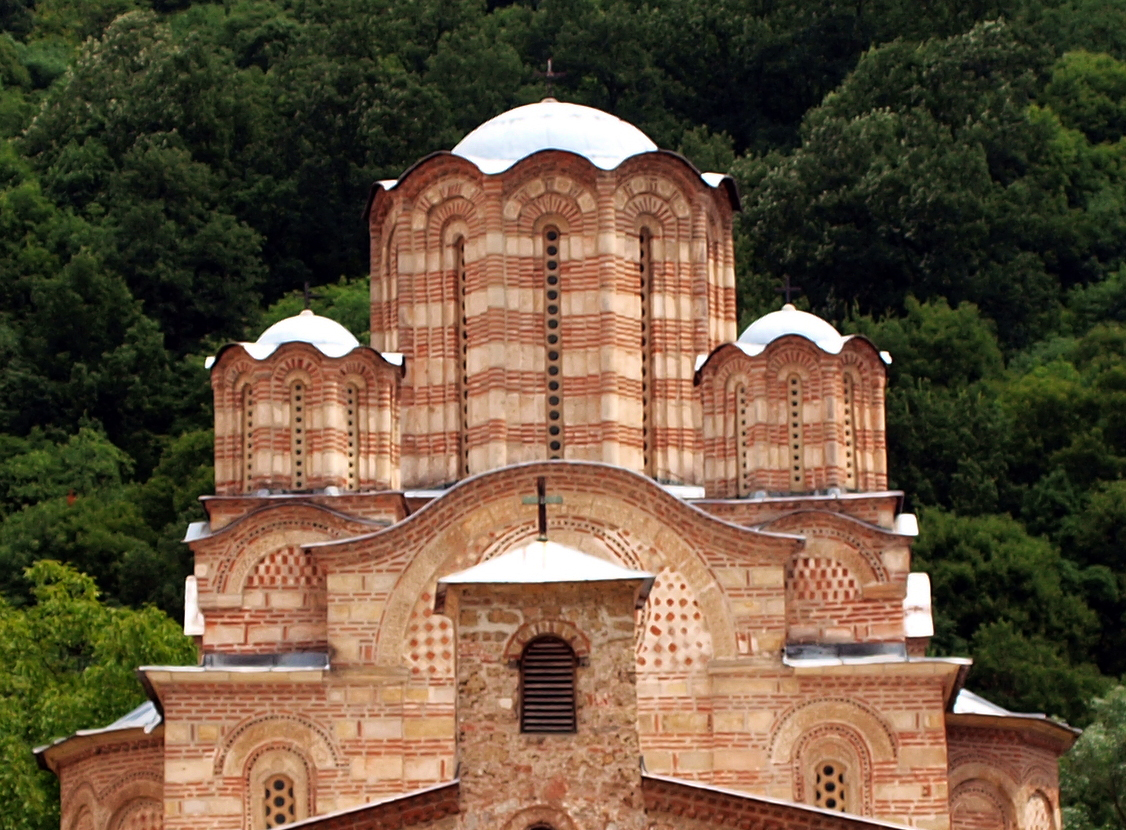
Monasterio de Ravanica, Serbia
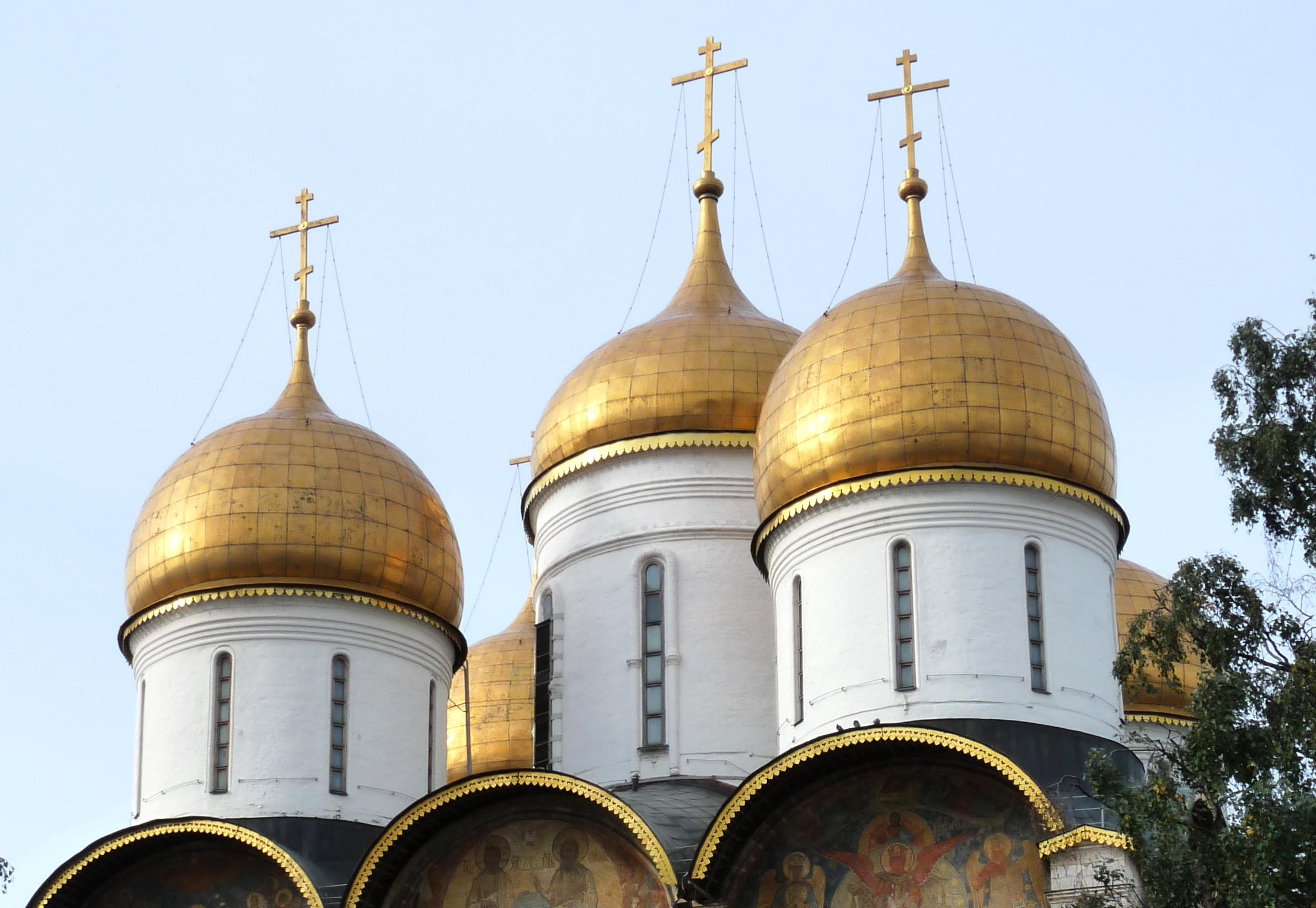
Catedral de la Asunción, , Moscú

### Europa románica
En la Italia románica, la influencia bizantina se puede ver más claramente en la basílica de San Marcos de Venecia, de alrededor de 1063, pero también en las iglesias cupuladas del sur de Italia, como en la catedral de Canosa (1071) y en la antigua catedral de Molfetta (c. 1160). En la Sicilia normanda, la arquitectura era una fusión de formas bizantinas, islámicas y románicas, pero la cúpula de la Capilla Palatina (1132-1143) en Palermo estaba decorada con mosaicos bizantinos, al igual que la de la iglesia de Santa Maria dell Ammiraglio (década de 1140). El inusual empleo en una serie de setenta iglesias románicas en la región francesa de Aquitania  de las cúpulas sobre pechinas sugiere fuertemente una influencia bizantina. La basílica de San Marcos se inspiró en la ahora perdida Iglesia bizantina de los Santos Apóstoles en Constantinopla, y la catedral de Périgueux en Aquitania (c. 1120) también tiene cinco cúpulas sobre pechinas en una disposición de cruz griega. Otros ejemplos son las naves cupuladas de la catedral de Angulema (1105-1128), la catedral de Cahors (c. 1100-1119) y la iglesia de la abadía de Sainte-Marie en Souillac (c. 1130).

### África ortodoxa y Europa
El Salón del Trono de Dongola, construido en el siglo IX en Old Dongola, fue utilizado por los reyes de Makuria, el reino más poderoso del África medieval, durante 450 años hasta 1317. El piso superior contenía una sala probablemente cruciforme con una pequeña cúpula en el centro, a imitación de las salas de audiencia de los emperadores bizantinos. Los zares búlgaros tenían salones similares.
Las potencias ortodoxas vecinas de Bizancio en Europa surgieron como centros arquitectónicos por derecho propio durante el período bizantino tardío. Las iglesias búlgaras de Nesebar son similares a las de Constantinopla de ese momento. El estilo y el abovedamiento de las iglesias de cruz cuadrada en Nesebar del Cristo Pantocrátor y de San Juan Aliturgetos, por ejemplo, son similares a los ejemplos de Constantinopla. Tras la construcción del monasterio de Gračanica, la arquitectura de Serbia utilizó la "llamada planta Athonite", por ejemplo en Ravanica (1375-1357). En Rumania, Valaquia fue influenciada por la arquitectura serbia y Moldavia fue más original, como en el Monasterio de Voroneț con su pequeña cúpula. Moscú emergió como el centro arquitectónico más importante tras la caída de Constantinopla en 1453.. La catedral de la Asunción (1475-1479), construida en el Kremlin para albergar el icono de Nuestra Señora de Vladimir, fue diseñada en un estilo tradicional ruso por un arquitecto italiano.

### Renacimiento italiano

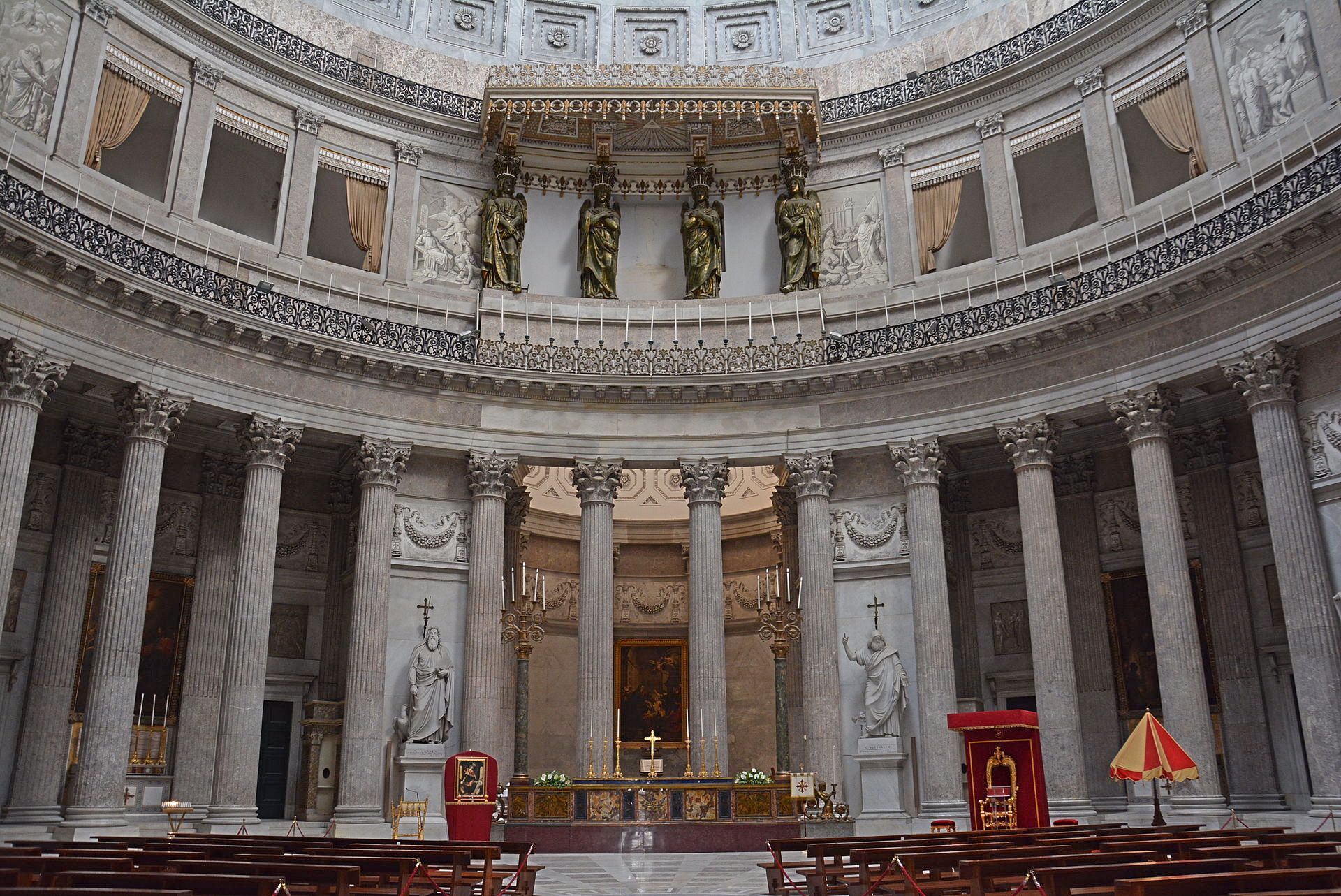
Interior de la Basílica de San Francisco de Paula en Nápoles

La arquitectura renacentista italiana combinó prácticas romanas y románicas con estructuras bizantinas y elementos decorativos, como cúpulas con pechinas sobre vanos cuadrados. La Congregación Cassinese usó cúpulas con ventanas en el estilo bizantino, y a menudo también en una disposición de quincunx , en sus iglesias construidas entre 1490 y 1546, como la abadía de Santa Giustina. La técnica de usar anillos de tensión de madera en varios niveles dentro de cúpulas y tambores para resistir la deformación, que con frecuencia se dice que fue una invención posterior de Filippo Brunelleschi, era una práctica común en la arquitectura bizantina. También la técnica de utilizar doble caparazón para cúpulas, aunque revivida en el Renacimiento, se originó en la práctica bizantina.  La cúpula del Panteón, como símbolo de Roma y de su pasado monumental, fue particularmente celebrada e imitada, aunque copiada sólo vagamente. Estudiada en detalle desde principios del Renacimiento en adelante, fue un punto de referencia explícito para la cúpula de la Basílica de San Pedro e inspiró la construcción de rotondas cupuladas con pórticos frente al templo en toda la arquitectura occidental hasta la era moderna. Son ejemplo la capilla de Palladio en Maser (1579-1580), la iglesia de S. Maria dell'Assunzione de Bernini  (1662-1664), la rotonda de la biblioteca de la Universidad de Virginia(1817-1826) y la iglesia de Santa María en Malta (1833-1860).  Otros ejemplos son la iglesia de San Simeon Piccolo en Venecia (1718-1738), la iglesia de la Gran Madre de Dios en Turín (1818-1831) y la basílica de San Francisco de Paula, en Nápoles (siglo XIX).

Ejemplos de Europa occidental y otomanos
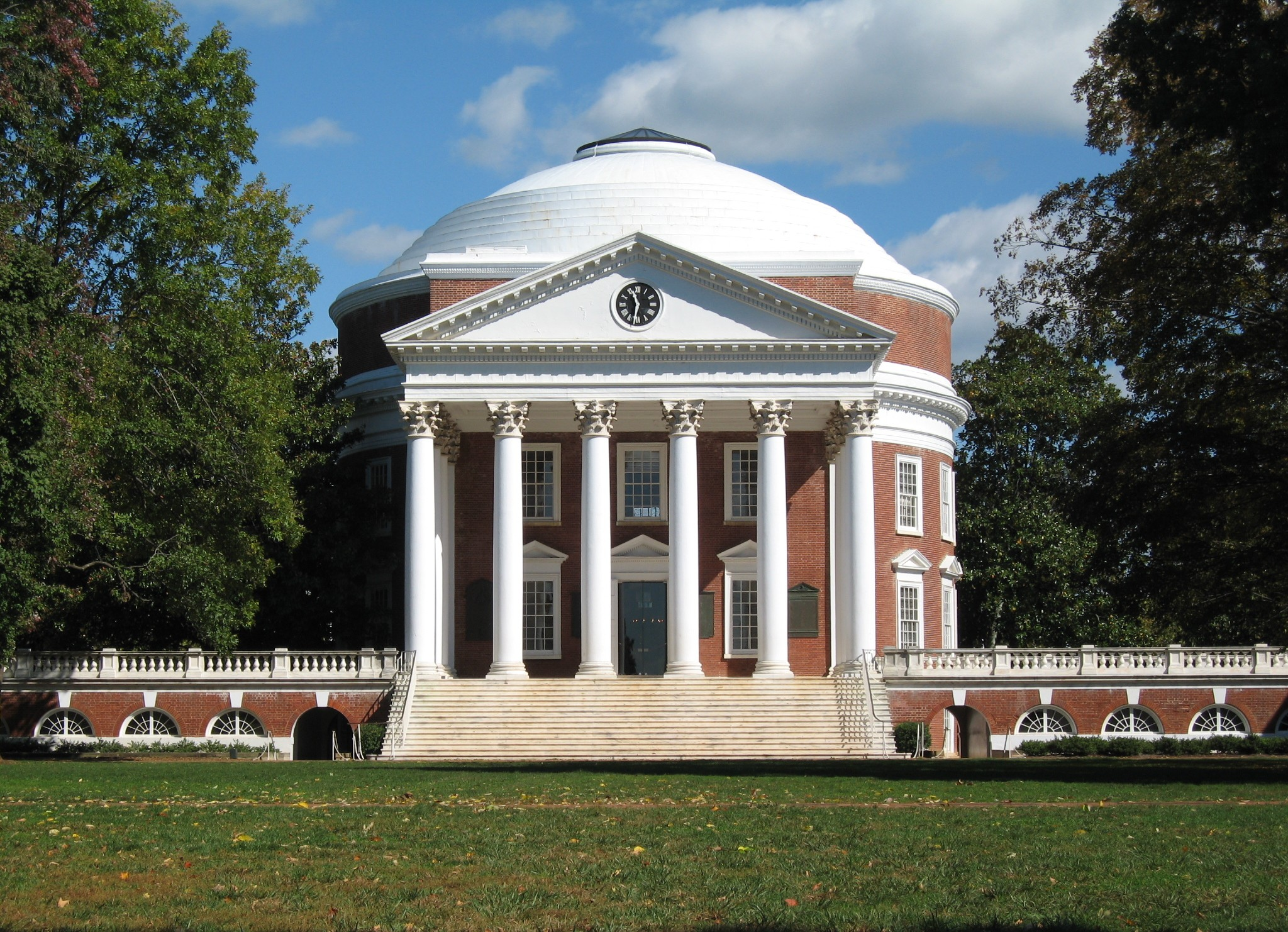
Rotonda de la Universidad de Virginia
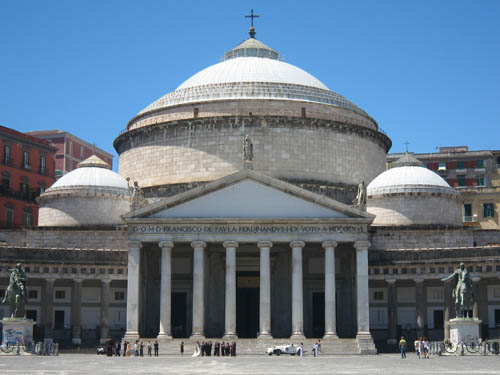
Interior de la basílica de San Francisco de Paula en Nápoles
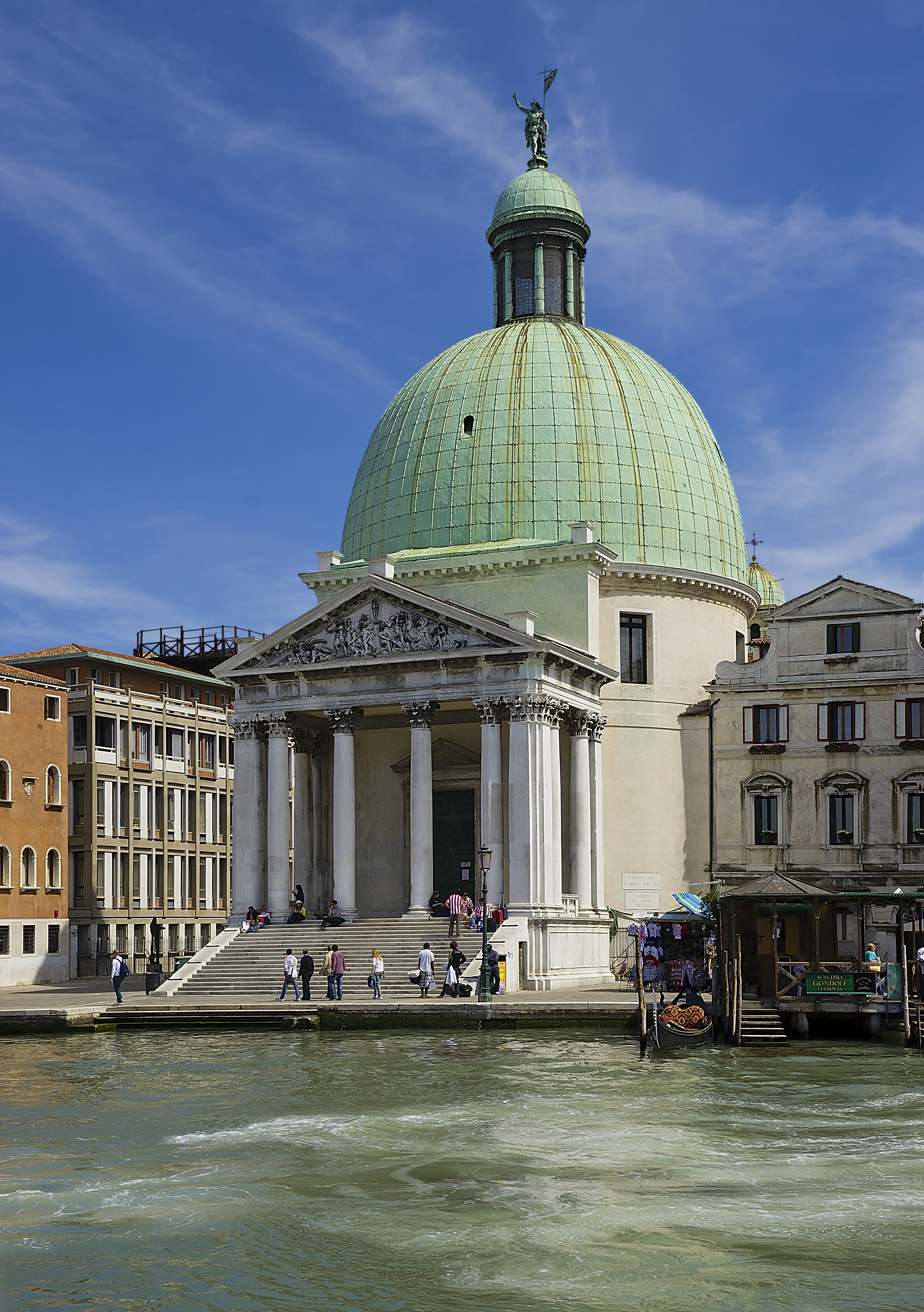
Iglesia de San Simeon Piccolo en Venecia (1718-1738)
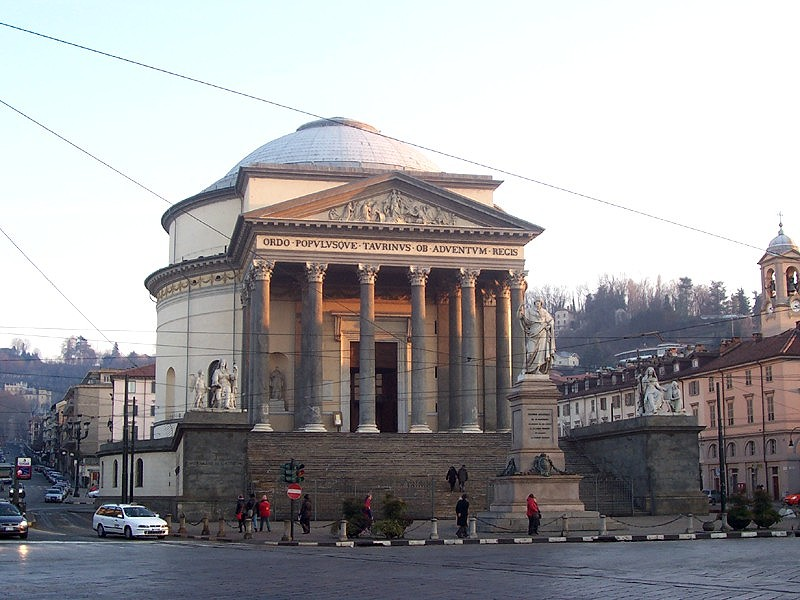
iglesia de la Gran Madre de Dios en Turín (1818-1831)
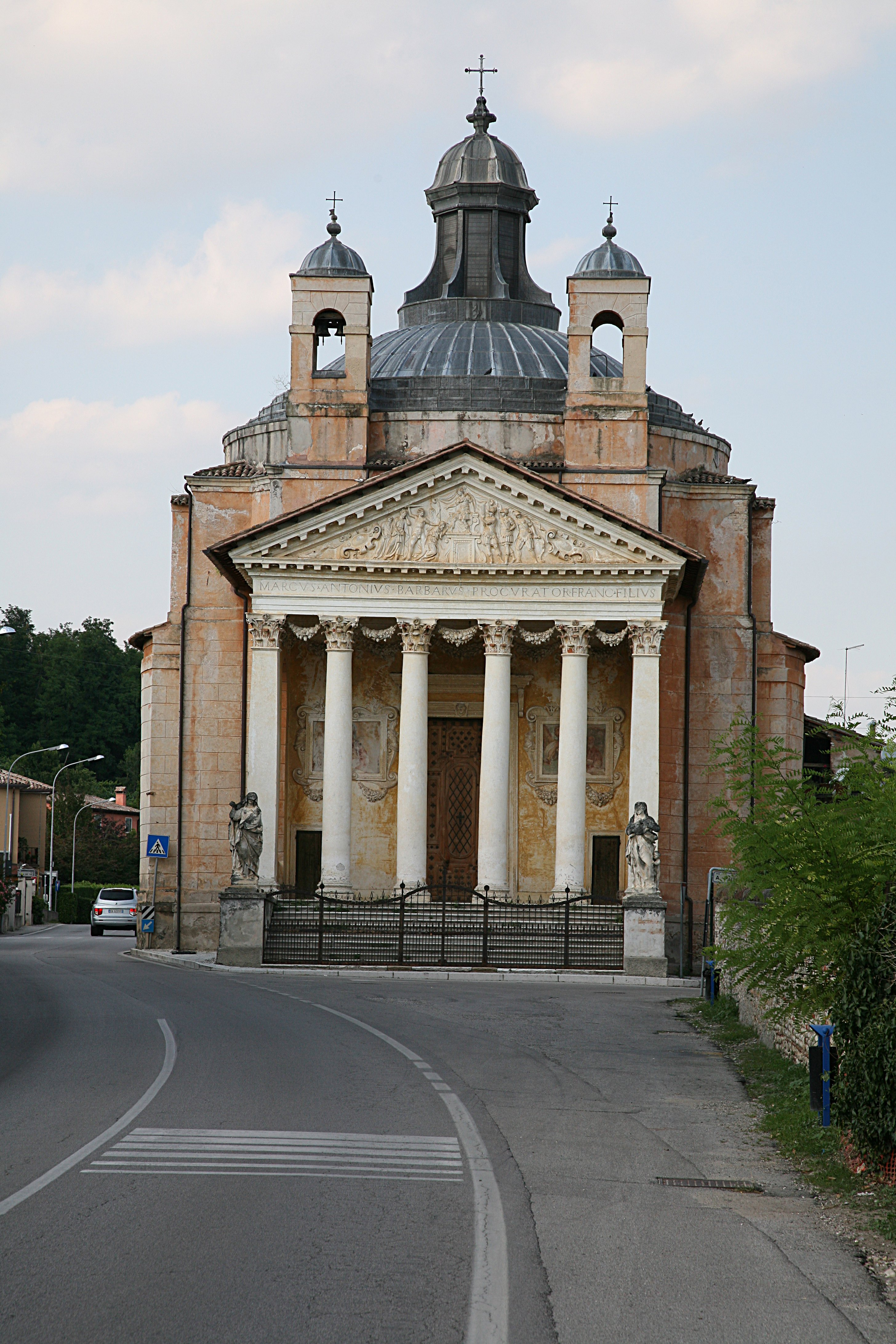
capilla de Palladio en Maser (1579-1580)

### Imperio otomano
La arquitectura otomana adoptó la forma de cúpula bizantina y continuó desarrollándola. Un tipo de mezquita se inspiró en la iglesia de los Santos Sergio y Baco de Justiniano con una cúpula sobre un octágono o hexágono contenido dentro de un cuadrado, tal como la mezquita Üç Şerefeli (1437-1447). La cúpula y las semicúpulas de Hagia Sophia, en particular, fueron replicadas y refinadas. Un «diseño de mezquita universal» basado en ese desarrollo se extendió por todo el mundo. La primera mezquita otomana en utilizar un esquema de abovedamiento de nave con cúpula y semicúpula como el de Hagia Sophia fue la mezquita de Beyazit II. Solo otras dos fueron modeladas de manera similar: la Mezquita Kılıç Ali Pasha y la Mezquita Süleymaniye (1550-1557). Otras mezquitas otomanas, aunque superficialmente similares a Hagia Sophia, han sido descritas como críticas estructurales a la misma. Cuando Mimar Sinan se dispuso a construir una cúpula mayor que la de Hagia Sophia en la mezquita Selimiye (1569-1574), utilizó una estructura de soporte octogonal más estable. La mezquita Selimiye es del tipo originario de la iglesia de Sergio y Baco. Otras tres mezquitas imperiales en Estambul construidas en este «estilo clásico» de Hagia Sophia incluyen cuatro grandes semicúpulas alrededor de la cúpula central, en lugar de dos: Şehzade Camii, Sultan Ahmed I Camii (terminada en 1616), y la última en ser construida: Yeni Cami (1597-1663).

Ejemplos de Europa occidental y otomanos
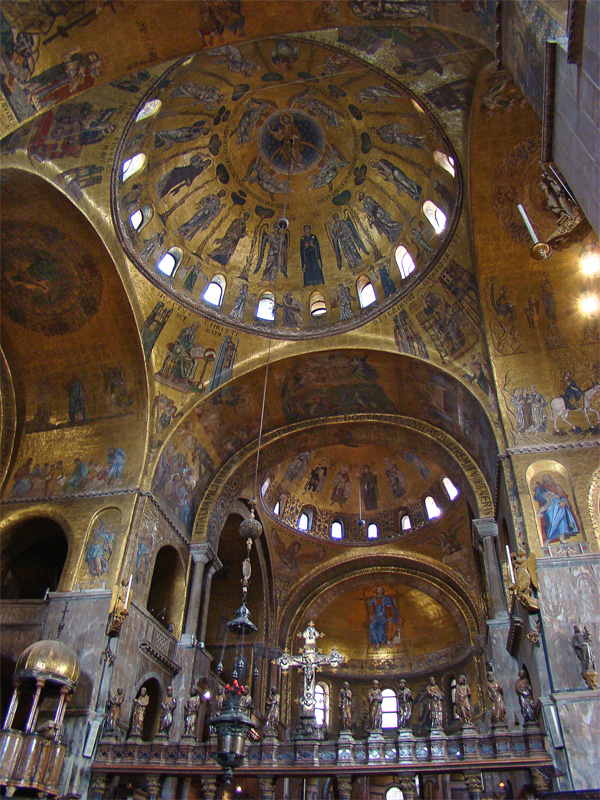
Basílica de San Marcos, Venecia
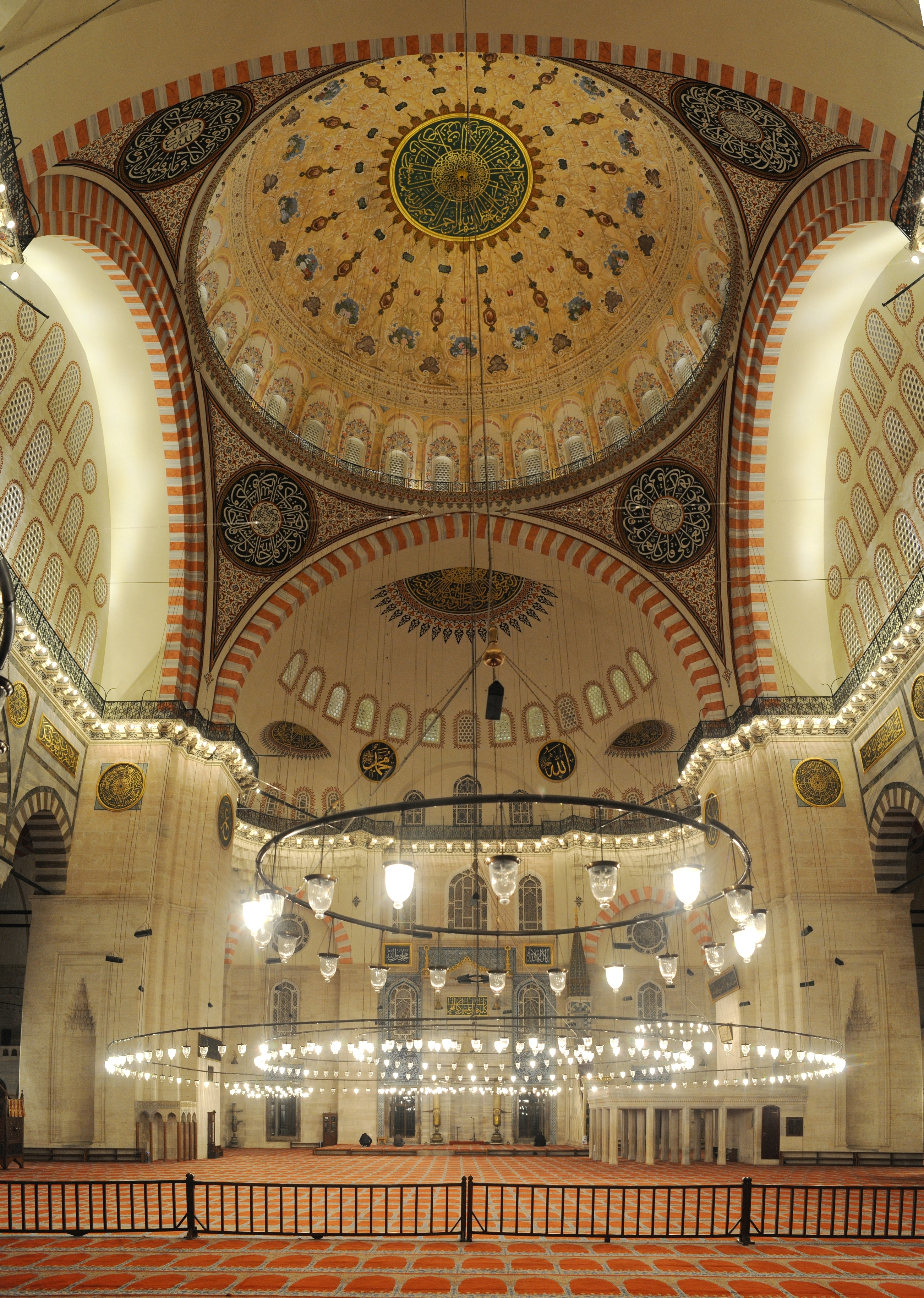
Mezquita Süleymaniye (Estambul), Estambul
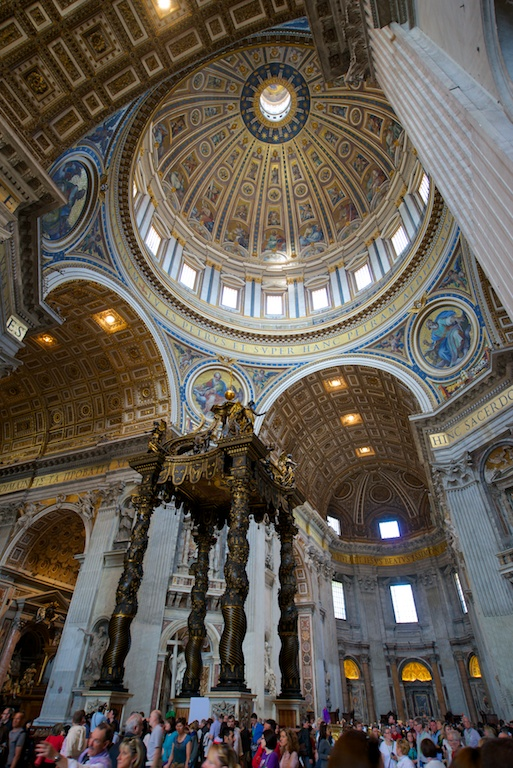
Basílica de San Pedro, Roma
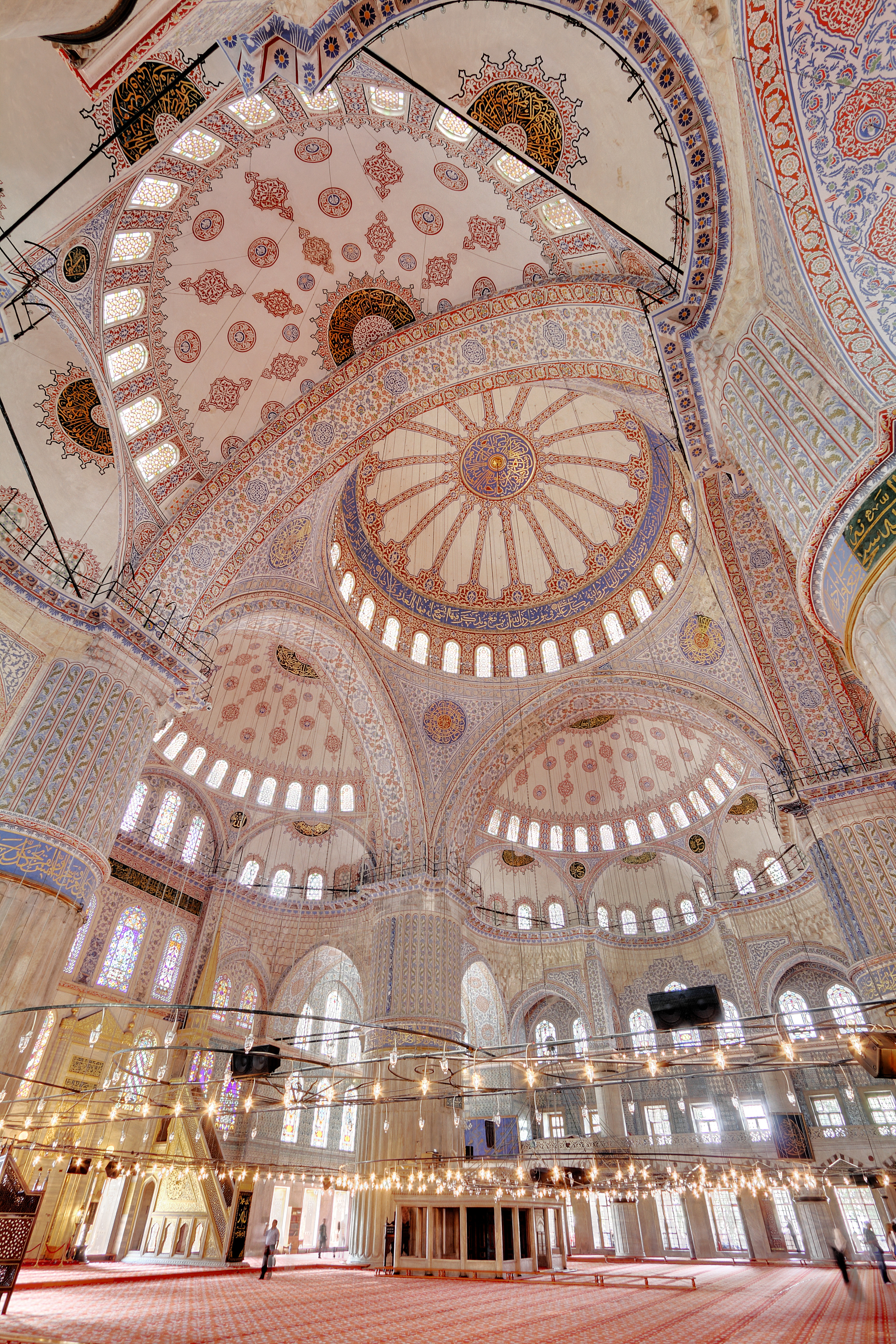
Mezquita del Sultán Ahmed, Estambul

### Revival moderno

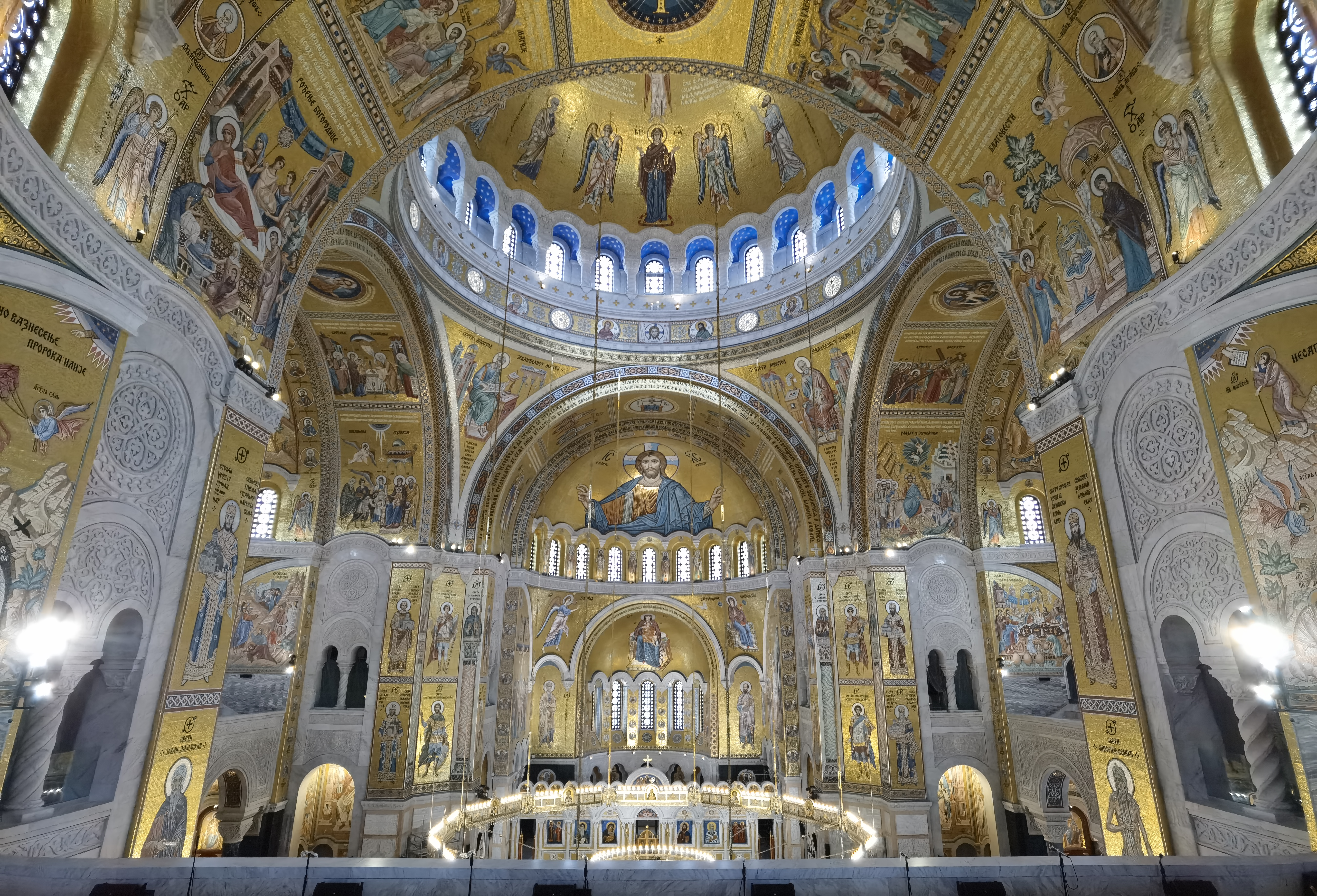
iglesia de San Sava de Belgrado

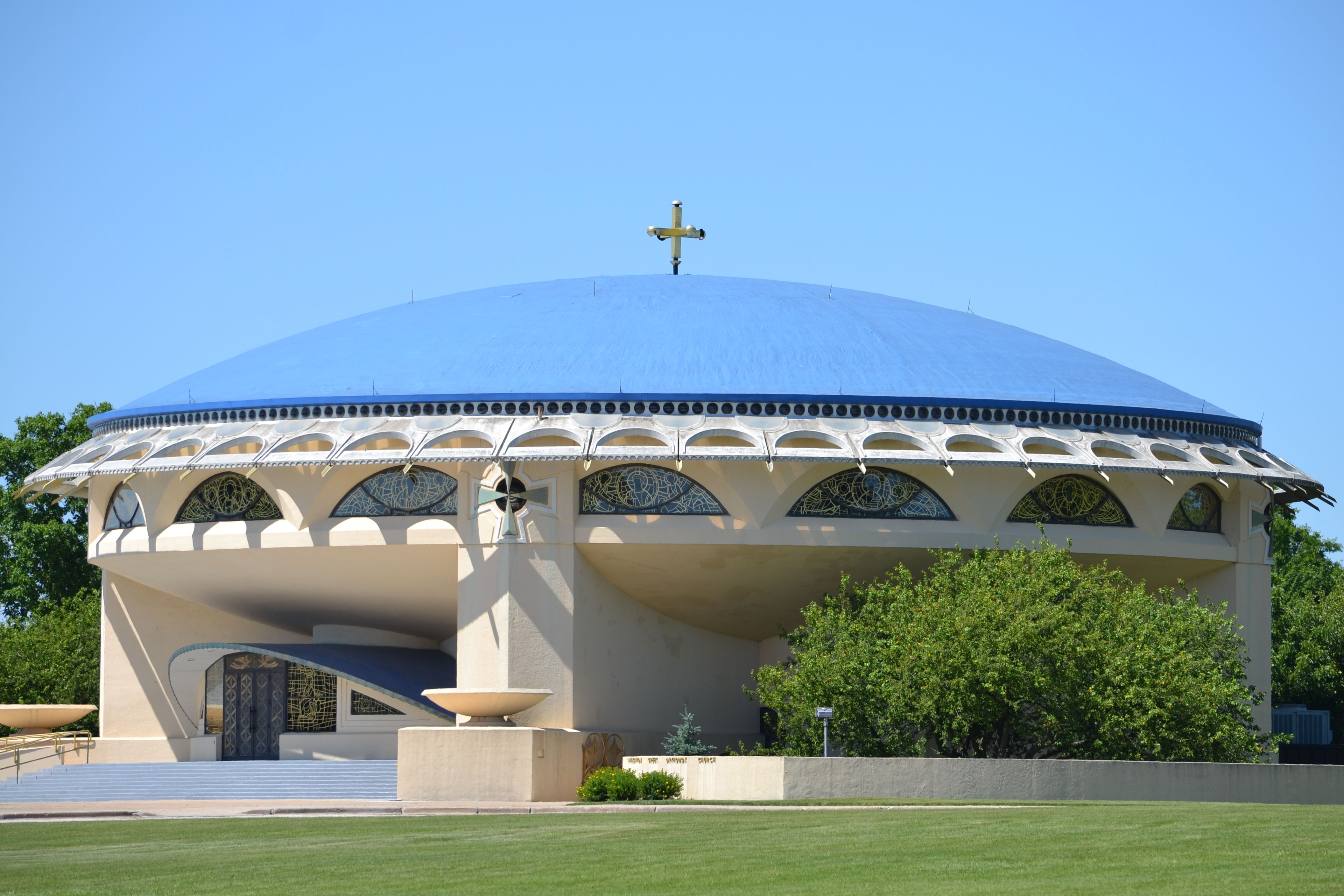
I (1959-1961), de Frank Lloyd Wright

Un estilo revival de arquitectura neobizantina ocurrió en los siglos XIX y XX. Un ejemplo temprano del estilo neobizantino en Rusia fue la catedral de Cristo Salvador (1839-1884), que fue aprobada por el zar como modelo para otras iglesias del imperio. La popularidad del estilo se extendió a través de publicaciones académicas producidas después de la independencia de Grecia y de los Balcanes del Imperio otomano. Se usó en toda Europa y América del Norte, alcanzando su punto máximo de popularidad entre 1890 y 1914. La catedral ortodoxa griega de Santa Sofía (1877-1879) y la catedral católica de Westminster (comenzada en 1895), ambas en Londres, son ejemplos. La sala del trono del castillo de Neuschwanstein (1885-1886) fue construida por el rey Ludwig II de Baviera. A finales del siglo XIX, Hagia Sophia se convirtió en un modelo generalizado para las iglesias ortodoxas griegas. En el sureste de Europa, las monumentales catedrales nacionales construidas en las capitales de las antiguas áreas otomanas usaban estilos neoclásicos o neobizantinos. La catedral Alexander Nevsky de Sofía (1882-1912) y la iglesia de San Sava de Belgrado son ejemplos, y utilizaron Hagia Sophia como modelo debido a sus grandes tamaños. Las sinagogas en los Estados Unidos se construyeron en una variedad de estilos, como lo habían sido en Europa (y a menudo con una mezcla de elementos de diferentes estilos), pero el estilo neobizantino fue el más popular en la década de 1920. Ejemplos cupulados son The Temple de Cleveland (1924), la sinagoga de KAM Isaiah Israel (1924) en Chicago, basada en San Vitale en Ravenna y Hagia Sophia en Estambul, y la sinagoga de Congregation Emanu-El (1926) en San Francisco.
En los Estados Unidos, las iglesias ortodoxas griegas que comenzaron en la década de 1950 tendieron a usar una gran cúpula central con un anillo de ventanas en su base que evocaba la cúpula central de Hagia Sophia, en lugar de tipos bizantinos más recientes o históricamente más comunes, como las plantas de octágono de cruz griega o de cinco cúpulas en quincunx. Son ejemplos la Iglesia ortodoxa griega de la Anunciación, terminada en 1961 pero diseñada por Frank Lloyd Wright en 1957, la catedral Ortodoxa Griega de la Ascensión de Oakland (1960) y la Catedral Ortodoxa Griega de la Anunciación en Atlanta (1967). El uso de una gran cúpula central en las iglesias ortodoxas griegas estadounidenses continuó en las décadas de 1960 y 1970 antes de pasar a cúpulas bizantinas medias más pequeñas, o versiones de basílicas paleocristianas.

Cúpulas neobizantinas
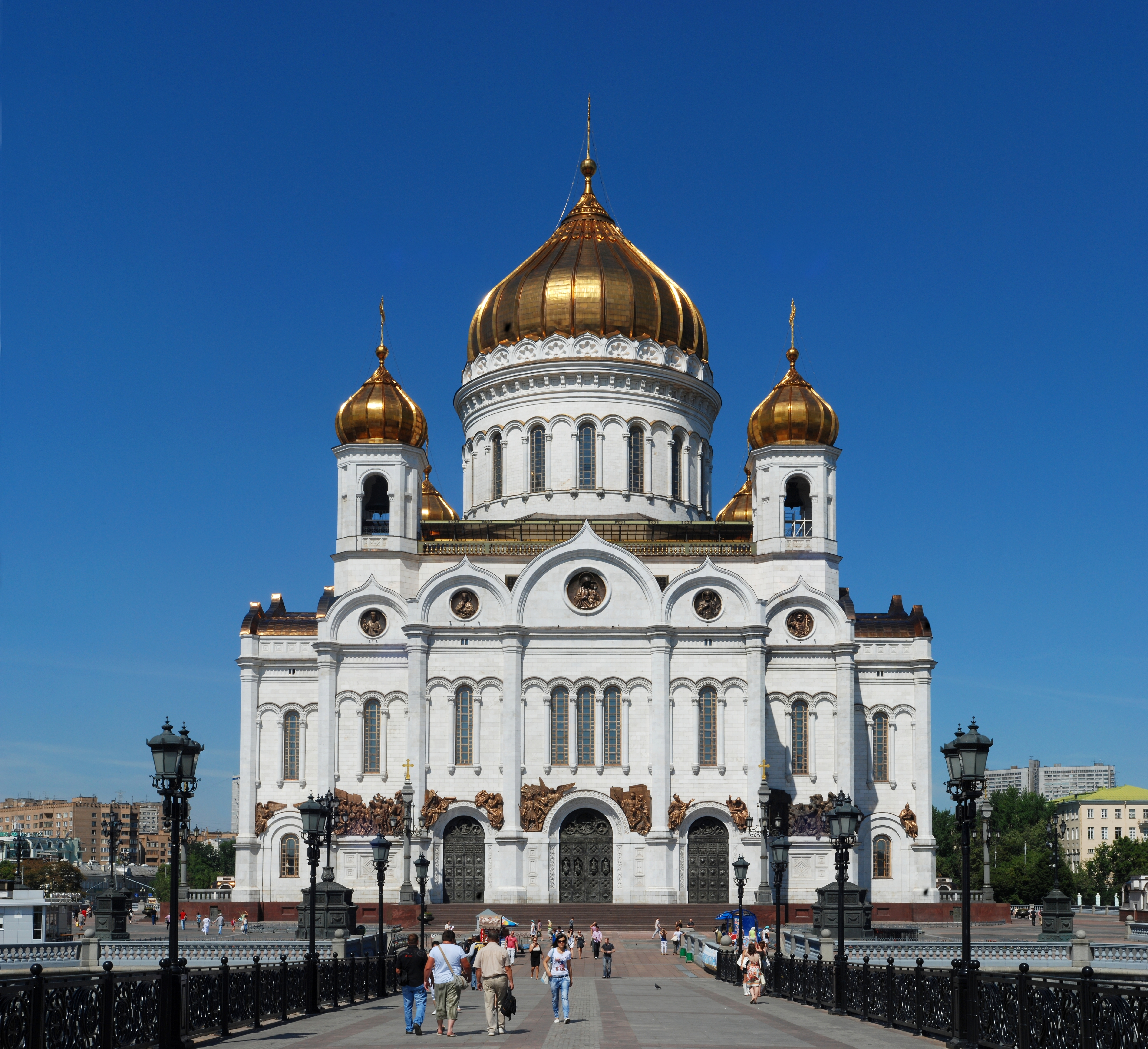
catedral de Cristo Salvador (1839-1884), obra de Konstantín Thon, demolida y reconstruida recientemente
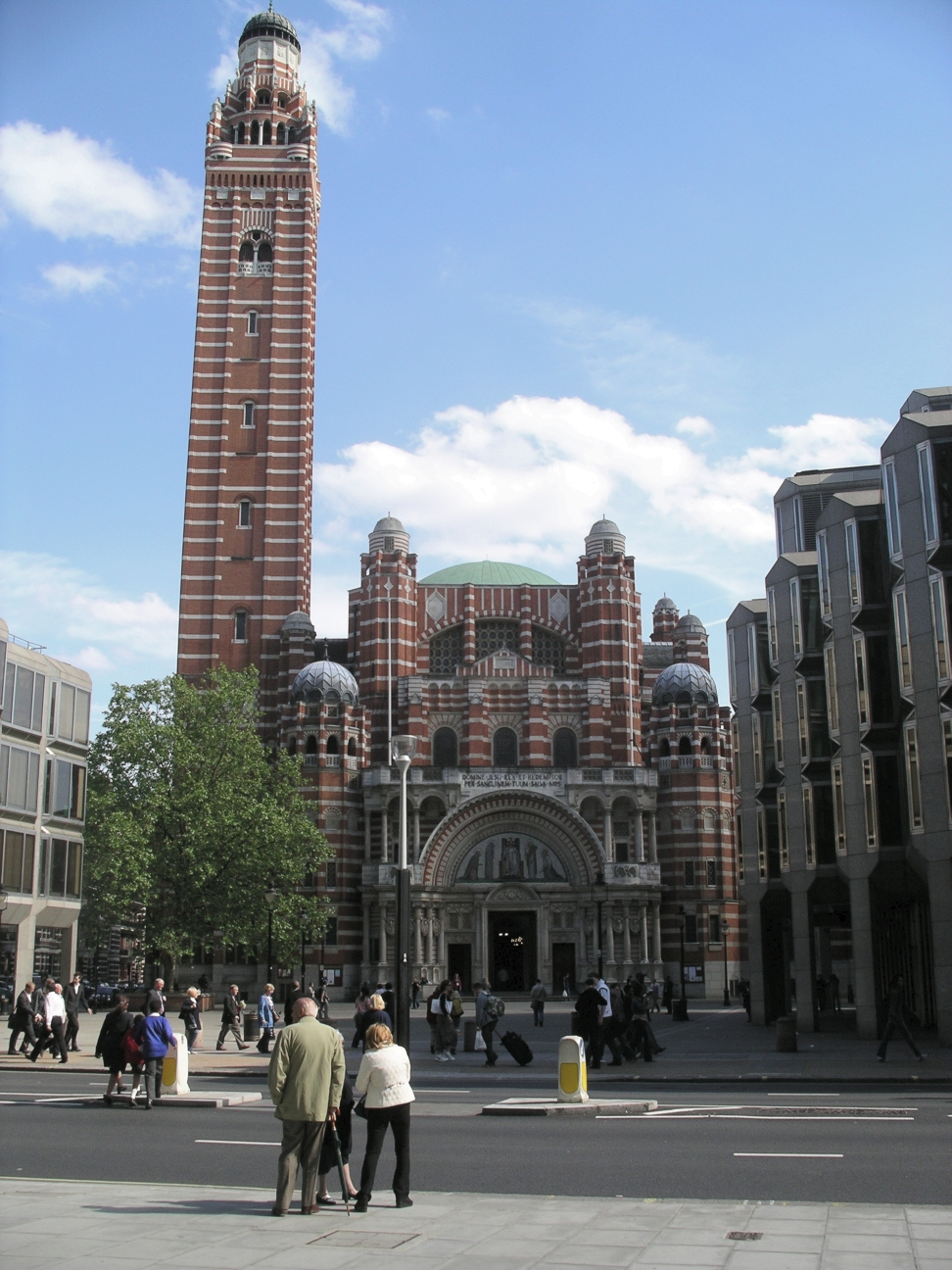
Catedral de Westminster (1895-1903), de John Francis Bentley
Catedral de Alejandro Nevski de Sofía (1882-1912), de Aleksandr Pomerántsev
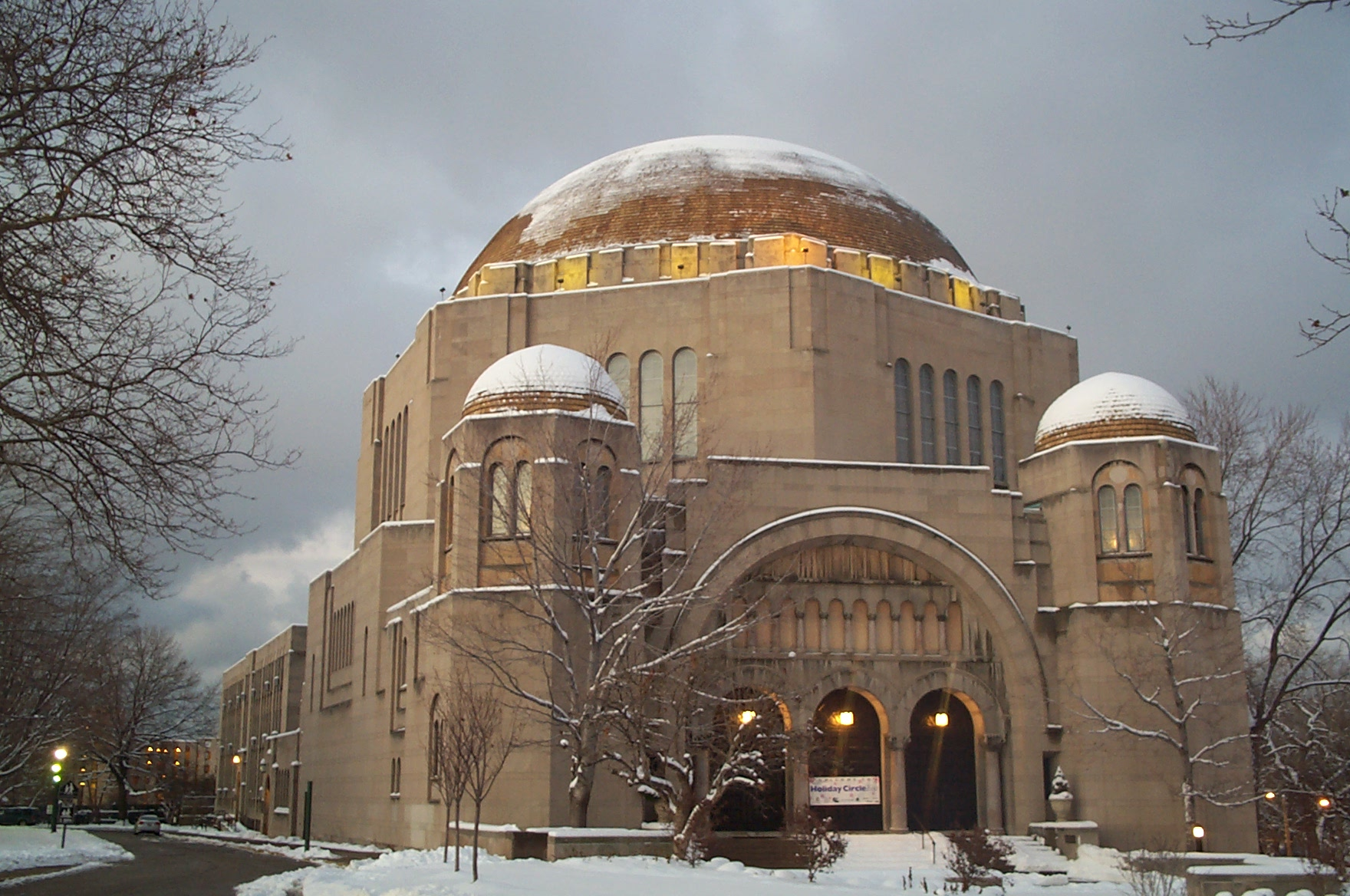
The Temple (1924), de Charles R. Greco
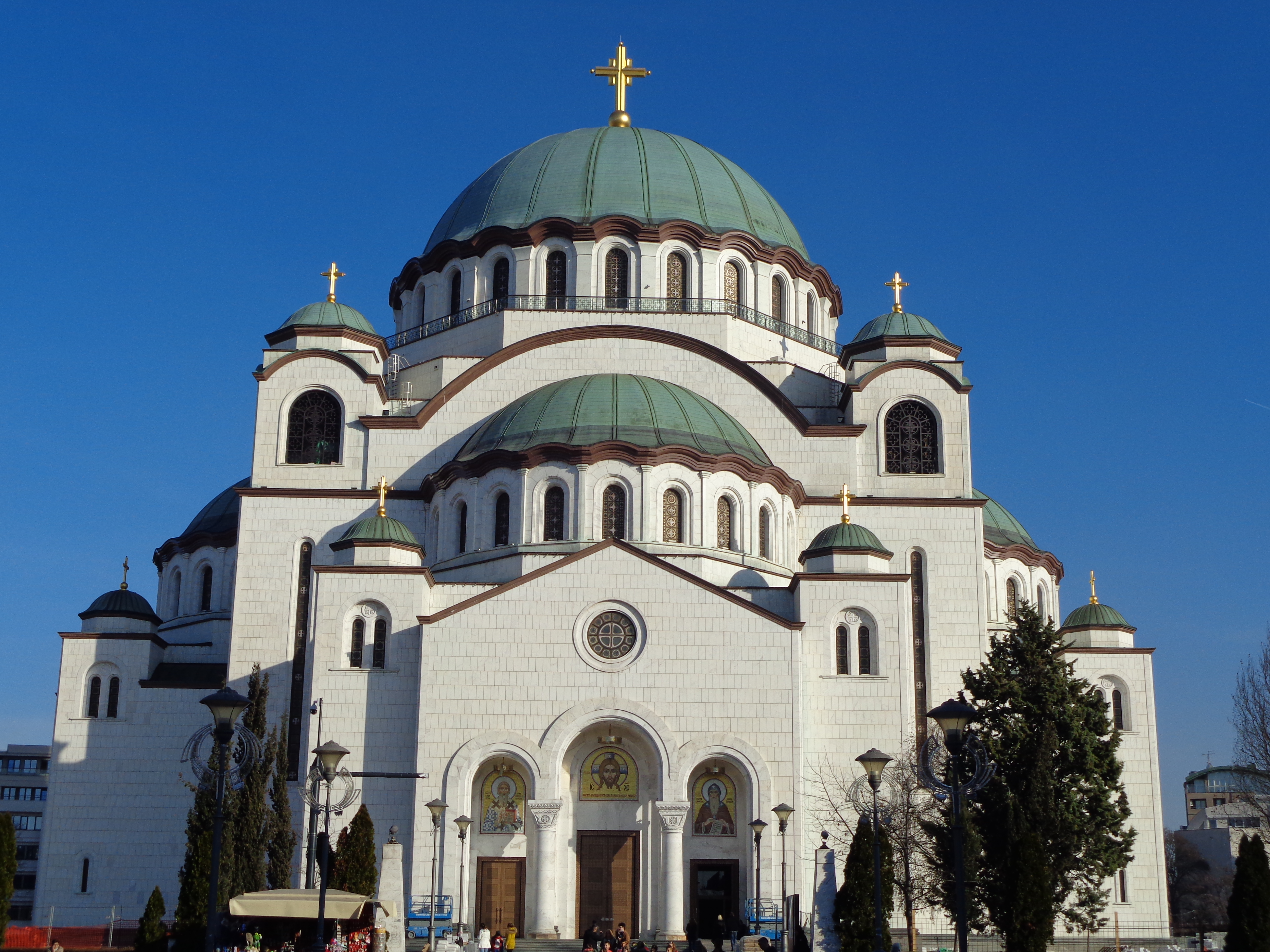
iglesia de San Sava de Belgrado (desde 1935), de Aleksandar Deroko

### Citations
- Camerlenghi, Nicola (2019). «The Millennial Gap in Dome Construction in Rome». Gesta (University of Chicago Press) 58 (2): 103-135. S2CID 211439130. doi:10.1086/704636.

1. ↑  Camerlenghi, 2019, p. 112.
2. 1 2  Camerlenghi, 2019, p. 116.
3. 1 2  Camerlenghi, 2019, pp. 113–114.
4. ↑  Camerlenghi, 2019, pp. 107, 109–110.
5. ↑  Camerlenghi, 2019, p. 105.
6. ↑  Camerlenghi, 2019, p. 109.
7. ↑  Camerlenghi, 2019, pp. 109–110, 112, 128.
8. ↑  Camerlenghi, 2019, pp. 112, 132.
9. 1 2  Camerlenghi, 2019, p. 114.

- Lancaster, Lynne C. (2005). Concrete Vaulted Construction in Imperial Rome: Innovations in Context (illustrated edición). Cambridge, England: Cambridge University Press. ISBN 978-0-521-84202-0.
- Lancaster, Lynne C.; Ulrich, Roger B. (2014). «Materials and Techniques».  En Ulrich, Roger Bradley; Quenemoen, Caroline K., eds. A Companion to Roman Architecture. Hoboken, NJ: Wiley Blackwell. pp. 157-192. ISBN 978-1-4051-9964-3.

1. ↑  Lancaster, 2005, p. 49.
2. 1 2 3  Lancaster, 2005, p. 40.
3. 1 2  Lancaster, 2005, p. 42.
4. ↑  Lancaster, 2005, p. 45.
5. ↑  Lancaster, 2005, pp. 46, 50.
6. ↑  Lancaster y Ulrich, 2014, pp. 189–190.
7. ↑  Lancaster y Ulrich, 2014, p. 190.
8. ↑  Lancaster, 2005, p. 161.

- Krautheimer, Richard (1986). Early Christian and Byzantine Architecture (4th edición). New Haven, CT: Yale University Press. ISBN 978-0-300-05294-7.

1. ↑  Krautheimer, 1986, p. 77.
2. ↑  Krautheimer, 1986, p. 238.
3. ↑  Krautheimer, 1986, p. 78.
4. ↑  Krautheimer, 1986, p. 76.
5. ↑  Krautheimer, 1986, pp. 76–78.
6. ↑  Krautheimer, 1986, p. 81.
7. ↑  Krautheimer, 1986, p. 74.
8. 1 2  Krautheimer, 1986, p. 239.
9. ↑  Krautheimer, 1986, p. 219.
10. ↑  Krautheimer, 1986, pp. 202–203, 219.
11. ↑  Krautheimer, 1986, pp. 203, 242.
12. ↑  Krautheimer, 1986, p. 206.
13. ↑  Krautheimer, 1986, p. 230.
14. ↑  Krautheimer, 1986, pp. 247–249, 258–259.
15. ↑  Krautheimer, 1986, pp. 77–78.
16. ↑  Krautheimer, 1986, pp. 230–231.
17. ↑  Krautheimer, 1986, pp. 255, 257.
18. 1 2 3  Krautheimer, 1986, p. 379.
19. ↑  Krautheimer, 1986, p. 340.
20. ↑  Krautheimer, 1986, p. 390.
21. ↑  Krautheimer, 1986, pp. 418, 420.
22. ↑  Krautheimer, 1986, pp. 417–418.
23. ↑  Krautheimer, 1986, p. 418.
24. ↑  Krautheimer, 1986, pp. 423, 428.
25. ↑  Krautheimer, 1986, p. 321.
26. ↑  Krautheimer, 1986, pp. 309–312, 318–321.

- Ousterhout, Robert (March 1992). «Originality in Byzantine Architecture: The Case of Nea Moni». Journal of the Society of Architectural Historians (Berkeley, CA: University of California Press) 51 (1): 48-60. JSTOR 990640. doi:10.2307/990640.
- Ousterhout, Robert G. (1998). «Reconstructing Ninth-Century Constantinople».  En Brubaker, Leslie, ed. Ninth Century Constantinople, Dead or Alive?. Farnham, England: Ashgate. pp. 115-130. ISBN 978-0-86078-686-3.
- Ousterhout, Robert G. (2005). A Byzantine Settlement in Cappadocia (illustrated edición). Washington, DC: Dumbarton Oaks. ISBN 978-0-88402-310-4.
- Ousterhout, Robert G. (2008). Master Builders of Byzantium (paperback edición). Philadelphia, PA: University of Pennsylvania Museum of Archaeology and Anthropology. ISBN 978-1-934536-03-2. (requiere registro).
- Ousterhout, Robert (2008). «Chapter II.7.2: Churches and Monasteries».  En Jeffreys, Elizabeth; Haldon, John; Cormack, Robin, eds. The Oxford Handbook of Byzantine Studies. Oxford, England: Oxford University Press. ISBN 978-0-19-925246-6.
- Ousterhout, Robert (2019). «Constantinople, Bithynia, and Regional Developments in Later Palaeologan Architecture».  En Ćurčić, Slobodan; Mouriki, Doula, eds. The Twilight of Byzantium: Political, Spiritual, and Cultural Life in Byzantium during the Fourteenth and Fifteenth Centuries. Princeton University Press. pp. 75-110. ISBN 978-0-691-19804-0.

1. ↑  Ousterhout, 2008a, pp. 147–149, 208.
2. 1 2  Ousterhout, 2008a, p. 214.
3. ↑  Ousterhout, 2008a, pp. 208, 230–233.
4. 1 2 3 4  Ousterhout, 2008b, p. 358.
5. ↑  Ousterhout, 2008a, p. 202.
6. ↑  Ousterhout, 2008a, p. 17.
7. ↑  Ousterhout, 2008a, p. 121.
8. ↑  Ousterhout, 2008b, pp. 358–359.
9. ↑  Ousterhout, 1998, pp. 118–124.
10. ↑  Ousterhout, 2008a, p. 120.
11. 1 2  Ousterhout, 2008a, p. 359.
12. ↑  Ousterhout, 2008a, pp. 201–202.
13. ↑  Ousterhout, 2005, pp. 4, 157.
14. ↑  Ousterhout, 2008a, pp. 204, 206, 208.
15. ↑  Ousterhout, 1992, pp. 48, 50, 52, 58–59.
16. ↑  Ousterhout, 2008a, pp. 202–203.
17. ↑  Ousterhout, 2008b, p. 361.
18. ↑  Ousterhout, 2008b, pp. 361–362.
19. 1 2 3 4 5  Ousterhout, 2008b, p. 362.
20. ↑  Ousterhout, 2019, p. 83.
21. ↑  Ousterhout, 2008b, p. 363.

- Mark, Robert; Hutchinson, Paul (March 1986). «On the Structure of the Roman Pantheon». The Art Bulletin (New York, NY: College Art Association) 68 (1): 24-34. JSTOR 3050861. doi:10.2307/3050861.

- Freely, John; Çakmak, Ahmet S. (2004). Byzantine Monuments of Istanbul. New York, NY: Cambridge University Press. ISBN 978-0-521-77257-0.
- Freely, John (2011). A History of Ottoman Architecture. Billerica, MA: WIT Press. ISBN 978-1-84564-506-9.  1. ↑  Freely y Çakmak, 2004, p. 84.
  2. ↑  Freely y Çakmak, 2004, pp. 130–131, 136.
  3. ↑  Freely y Çakmak, 2004, pp. 83–84.
  4. ↑  Freely y Çakmak, 2004, pp. 62, 90–93, 95–96.
  5. ↑  Freely y Çakmak, 2004, pp. 95, 127.
  6. ↑  Freely y Çakmak, 2004, p. 127.
  7. ↑  Freely y Çakmak, 2004, pp. 95–96, 126–127.
  8. ↑  Freely y Çakmak, 2004, p. 126.
  9. ↑  Freely y Çakmak, 2004, pp. 95, 105.
  10. 1 2  Freely y Çakmak, 2004, p. 146.
  11. ↑  Freely, 2011, pp. 22–23.
  12. ↑  Freely, 2011, pp. 21–23.
- Adam, Jean-Pierre (2013). Roman Building: Materials and Techniques. London, England: Routledge. ISBN 978-1-134-61869-9.

1. 1 2  Adam, 2013, p. 187.
2. 1 2  Adam, 2013, p. 189.
3. ↑  Adam, 2013, pp. 189–191.
4. ↑  Adam, 2013, p. 193.
5. ↑  Adam, 2013, p. 186.

1. ↑  Fleming, Honour y Pevsner, 1991, pp. 366–367.
2. ↑  Roth y Clark, 2013, pp. 49–50.
3. ↑  Conti, Martines y Sinopoli, 2009, pp. 4–5.
4. ↑  Sinopoli, 2010, p. 21.
5. ↑  Mark y Hutchinson, 1986, pp. 26, 28–29group="MH.".
6. ↑  Grupico, 2011, p. 6.
7. ↑  Aïtcin, 2007, p. 28.
8. ↑  Mark y Billington, 1989, pp. 303–304, 306.
9. ↑  Lehmann, 1945, pp. 247, 254–255.
10. ↑  Smith, 1950, p. 9.
11. ↑  Dumser, 2010, p. 436.
12. 1 2 3  Hourihane, 2012, p. 303.
13. 1 2 3  Hourihane, 2012, p. 304.
14. ↑  Melaragno, 1991, p. 32.
15. ↑  Bridgwood y Lennie, 2013, p. 50.
16. ↑  Vanderpool, 1936, pp. 568–569.
17. ↑  Melaragno, 1991, p. 35.
18. ↑  Gavrilovič, Kelley y Šendova, 2003, p. 64.
19. 1 2 3 4  Lehmann, 1945, p. 249.
20. ↑  Winter, 2006, p. 130.
21. ↑  Creswell, 1915a, p. 147.
22. 1 2  Dumser, 2010, p. 437.
23. ↑  Lucore, 2009, p. 54.
24. ↑  Winter, 2006, p. 199.
25. ↑  "Baiae, historic site, Italy". Britannica.com. Accessed 6 June 2021.
26. ↑  Mark y Hutchinson, 1986, p. 24group="MH.".
27. ↑  Lehmann, 1945, pp. 248, 250.
28. ↑  Warden, 1981, p. 271.
29. ↑  Sear, 1983, pp. 97, 101.
30. ↑  Conti, Martines y Sinopoli, 2009, pp. 3, 5.
31. ↑  Hemsoll, 1989, pp. 7–9, 14.
32. ↑  Sear, 1983, p. 101.
33. ↑  Pisa, 2009, p. 1.
34. ↑  Lehmann, 1945, pp. 250–253.
35. 1 2  Erdkamp, 2013, p. 147.
36. ↑  de Camp, 1990, p. 177.
37. ↑  Wilson, 2001, p. 433.
38. ↑  Melaragno, 1991, p. 28.
39. ↑  Dewdney, 2008, p. 278.
40. 1 2 3  Jones, 2003, p. 192.
41. ↑  Lehmann, 1945, p. 255.
42. ↑  Martines, 2015, pp. 100–103, 122–123.
43. 1 2  Mark y Hutchinson, 1986, p. 32group="MH.".
44. ↑  Mainstone, 2013, p. 120.
45. ↑  MacDonald, 2002, p. 18.
46. ↑  Jones, 2003, pp. 177–180.
47. ↑  MacDonald, 2002, p. 98.
48. ↑  Boin, 2013, pp. 90–91.
49. ↑  Mark y Hutchinson, 1986, p. 34group="MH.".
50. ↑  Wilkinson, 2012, p. 29.
51. ↑  Cipriani, Fantini y Bertacchi, 2014, pp. 3–4.
52. ↑  Kleiner y Gardner, 2010, p. 189.
53. ↑  Como, 2016, p. 333.
54. 1 2  Ward, 1973, p. 1.
55. ↑  Vanderpool, 1936, pp. 552–553.
56. ↑  Johnson, 2009, p. 196.
57. ↑  Gem, 2005, p. 37.
58. 1 2  Mainstone, 2013, p. 123.
59. ↑  MacDonald, 1958, p. 6.
60. ↑  Arce, 2006, pp. 203–204.
61. ↑  Swoboda, 1961, pp. 81, 85.
62. ↑  Breeze, 2014, pp. 60, 64.
63. 1 2  McClendon, 2005, p. 16.
64. 1 2  Mainstone, 2013, p. 121.
65. ↑  Sear, 1983, pp. 82–83.
66. ↑  Vickers, 1973, pp. 111, 116, 119–120.
67. ↑  Smith, 1950, pp. 29–30.
68. ↑  Kennedy, 2006, pp. 185, 187.
69. 1 2  Shalev-Hurvitz, 2015, p. 192.
70. ↑  Avner, 2010, p. 35.
71. 1 2  Nuttgens, 1997, p. 121.
72. ↑  Smith, 1950, p. 56.
73. ↑  Brandt, 2011, p. 1593.
74. ↑  Де Сена, 2014, pp. 388–389.
75. ↑  bulgariatravel,.
76. ↑  ulpiaserdica,.
77. ↑  Nuttgens, 1997, p. 122.
78. ↑  Smith, 1950, p. 33.
79. ↑  Cleary, 2013, pp. 176–177.
80. ↑  Hourihane, 2012, p. 172.
81. ↑  Milburn, 1988, pp. 116–117.
82. ↑  Jones, Murray y Murray, 2013, p. 512.
83. ↑  Kleinbauer, 1967, p. 5.
84. ↑  Lavan, Zanini y Sarantis, 2007, p. 429.
85. ↑  Kleinbauer, 1976, p. 4.
86. ↑  Kinney, 1972, pp. 102–103, 107.
87. ↑  Kleinbauer, 1967, p. 1.
88. ↑  Smith, 1950, pp. 16–22.
89. ↑  Grupico, 2011, p. 2.
90. ↑  Freeman-Grenville, 1987, pp. 192–193, 195.
91. ↑  Incerti et al., 2018, p. 184.
92. 1 2 3  Bardill, 2008, p. 341.
93. 1 2  Spiers, 1911, p. 958.
94. ↑  Karydis, 2012, pp. 372–375.
95. ↑  Bardill, 2008, p. 342.
96. ↑  Avner, 2010, p. 37.
97. ↑  Shalev-Hurvitz, 2015, p. 181.
98. ↑  Rosser, 2011, p. 1.
99. ↑  Karydis, 2012, pp. 357–358.
100. ↑  Bardill, 2017, p. 121.
101. ↑  Harrison, 1983, pp. 278–279.
102. ↑  Garland, 1999, p. 19.
103. 1 2  Lymberopoulou y Duits, 2013, p. 28.
104. ↑  Bardill, 2017, pp. 62, 108, 114.
105. ↑  Schibille, 2014, pp. 85–86.
106. ↑  Ring y Salkin, 1995, pp. 554, 556.
107. ↑  Bayet, 2014, p. 35.
108. ↑  Fichtenau, 1957, pp. 67–68.
109. 1 2  Stephenson, Hammond y Davi, 2005, p. 165.
110. ↑  Schibille, 2014, pp. 55, 57.
111. ↑  Mark y Billington, 1989, p. 308.
112. ↑  Mark, 1994, p. 149.
113. ↑  Hourihane, 2012, p. 301.
114. ↑  Mark y Billington, 1989, p. 307.
115. ↑  Anderson, 2009, p. 134.
116. ↑  Beckwith, 1993, p. 222.
117. ↑  Epstein, 1983, pp. 84, 89.
118. ↑  Mainstone, 2013, p. 216.
119. ↑  Cormack, 2009, p. 305.
120. ↑  Featherstone, 2005, pp. 833, 835.
121. ↑  Cormack, 2009, pp. 304–306.
122. ↑  Buchwald y Savage, 2017, pp. 137–139.
123. ↑  Karydis, 2012, pp. 371, 375–377.
124. ↑  Anderson, 2009, pp. 133–134.
125. ↑  Buchwald y Savage, 2017, p. 140.
126. 1 2  Darling, 2004, p. xliii.
127. ↑  Rosser, 2011, p. 137.
128. ↑  Anderson, 2009, p. 136.
129. 1 2  Grabar, 1990, p. 19.
130. ↑  Walker, 2012, pp. 144–146.
131. ↑  Ćurčić, 2003, p. 71.
132. ↑  Stephenson, Hammond y Davi, 2005, p. 164.
133. ↑  Maranci, 2003, pp. 294–295, 297, 303.
134. ↑  Stephenson, Hammond y Davi, 2005, p. 168.
135. ↑  Hamilton, 1983, pp. 42–43.
136. ↑  Fleming, Honour y Pevsner, 1991, pp. 233–234.
137. ↑  Watkin, 2005, pp. 105–106.
138. ↑  Moffett, Fazio y Wodehouse, 2003, p. 218.
139. ↑  Watkin, 2005, p. 106.
140. ↑  Obłuski et al., 2013, pp. 248, 260–261.
141. ↑  Stephenson, Hammond y Davi, 2005, pp. 168–169.
142. ↑  Salvan y Thapa, 2000, p. 176.
143. ↑  Wertheimer, 2004, p. 56.
144. ↑  Paul, 2012, pp. 124–125, 127.
145. ↑  Wittkower, 1963, p. 185.
146. ↑  MacDonald, 2002, pp. 94–95, 112, 117, 119-123, 125, 130–131.
147. ↑  Cennamo y Cusano, 2019, pp. 1, 4.
148. ↑  Peterson, 1996, p. 68.
149. 1 2  Ágoston y Masters, 2009, p. 245.
150. ↑  Kuban, 1987, pp. 73, 82, 84, 89.
151. ↑  Cutler, 1972, p. 38.
152. ↑  Curl y Wilson, 2015, p. 136.
153. ↑  Turner, 2000, p. 54.
154. ↑  Makaš y Conley, 2009, pp. 21, 23–24.
155. ↑  Raphael, 2011, pp. 74–76.
156. ↑  Cutler, 1972, pp. 39–40.
157. ↑  Nelson, 2004, p. 210.

### Sources
- Ágoston, Gábor; Masters, Bruce (2009). Encyclopedia of the Ottoman Empire. New York, NY: Facts on File, Inc. ISBN 978-0-8160-6259-1.
- Aïtcin, Pierre-Claude (2007). Binders for Durable and Sustainable Concrete. New York, NY: Taylor & Francis. ISBN 978-0-415-38588-6.
- Anderson, Stanford (2009).  Wilson, Colin St. John; Goode, Patrick, eds. The Oxford Companion to Architecture, Volume 1. Oxford, England: Oxford University Press. ISBN 978-0-19-860568-3.
- Arce, Ignacio (2006). Umayyad Arches, Vaults & Domes: Merging and Re-creation. Contributions to Early Islamic Construction History. Second International Congress on Construction History, Queens' College, Cambridge University; 29/03-02/04/2006. Cambridge, England: University of Cambridge Press. pp. 195-220.
- Avner, Rina (2010). «The Dome of the Rock in light of the development of concentric martyria in Jerusalem: architecture and architectural iconography». Muqarnas (Brill) 27: 31-49. JSTOR 25769691.
- Bardill, Jonathan (2008). «Chapter II.7.1: Building Materials and Techniques».  En Jeffreys, Elizabeth; Haldon, John; Cormack, Robin, eds. The Oxford Handbook of Byzantine Studies. Oxford, England: Oxford University Press. ISBN 978-0-19-925246-6.
- Bardill, Jonathan (Spring 2017). «The Date, Dedication, and Design of Sts. Sergius and Bacchus in Constantinople». Journal of Late Antiquity 10 (1): 62-130. doi:10.1353/jla.2017.0003.
- Bayet, Charles (2014). Byzantine Art. Translation by Anne Haugen and Jessica Wagner. New York, NY: Parkstone International. ISBN 978-1-78310-385-0.
- Beckwith, John (1993). Early Christian and Byzantine Art (2nd edición). New Haven, CT: Yale University Press. ISBN 978-0-300-05296-1.
- Boin, Douglas (2013). Ostia in Late Antiquity. Cambridge, England: Cambridge University Press. ISBN 978-1-107-32849-5.
- Brandt, Olof (2011). «Understanding the Structures of Early Christian Baptisteries». Ablution, Initiation, and Baptism. De Gruyter. pp. 1587-1610. ISBN 978-3-110-24753-4.
- Breeze, David (2014). «Commemorating the Wall: Roman sculpture and inscriptions from Hadrian's Wall».  En Collins, Rob; McIntosh, Frances, eds. Life in the Limes: Studies of the people and objects of the Roman frontiers. Oxford & Philadelphia: Oxbow Books. ISBN 978-1-782-97254-9.
- Bridgwood, Barry; Lennie, Lindsay (2013). History, Performance and Conservation. New York, NY: Taylor & Francis. ISBN 978-1-134-07900-1.

- Cennamo, Claudia; Cusano, Concetta (2019). «The role of geometry on stability of large domes: Roman Pantheon as cultural emblem and constructive reference». Resourceedings 2 (3): 12-19. doi:10.21625/resourceedings.v2i3.620.Uso incorrecto de la plantilla enlace roto (enlace roto disponible en Internet Archive; véase el historial, la primera versión y la última).
- Cipriani, Luca; Fantini, Filippo; Bertacchi, Silvia (December 2014). «Survey and representation of vaults and cupolas: an overview on some relevant Italian UNESCO Sites». Virtual Systems & Multimedia (VSMM), 2014, Hong Kong. pp. 50-57. ISBN 978-1-4799-7227-2. S2CID 22592359. doi:10.1109/VSMM.2014.7136682.
- Cleary, Simon Esmonde (2013). The Roman West, AD 200–500: An Archaeological Study. Cambridge, England: Cambridge University Press. ISBN 978-1-107-32811-2.
- Como, Mario (2016). Statics of Historic Masonry Constructions (2, illustrated edición). Berlin, Germany: Springer. p. 619. ISBN 978-3-319-24569-0.
- Conti, Cinzia; Martines, Giangiacomo; Sinopoli, Anna (2009). «Constructions Techniques of Roman Vaults: Opus Caementicium and the Octagonal Dome of the Domus Aurea». Proceedings of the Third International Congress on Construction History. Archivado desde el original el 23 de septiembre de 2015. Consultado el 9 de junio de 2022.
- Cormack, Robin (2009). «But is it Art?».  En Hoffman, Eva R., ed. Late Antique and Medieval Art of the Mediterranean World. Hoboken, NJ: John Wiley & Sons. ISBN 978-1-4051-8207-2.
- Creswell, K. A. C. (January 1915). «Persian Domes before 1400 A.D». The Burlington Magazine for Connoisseurs (London, England: The Burlington Magazine Publications, Ltd.) 26 (142): 146-155. JSTOR 859853.
- Ćurčić, Slobodan (2003). «The Role of Late Byzantine Thessalonike in Church Architecture in the Balkans».  En Talbot, Alice-Mary, ed. Dumbarton Oaks Papers, No. 57: Symposium on Late Byzantine Thessalonike. Washington, DC: Dumbarton Oaks Research Library and Collection. pp. 65-84. Archivado desde el original el 14 de febrero de 2014. Consultado el 13 de marzo de 2015.
- Curl, James Stevens; Wilson, Susan (2015). The Oxford Dictionary of Architecture (3rd edición). Oxford, England: Oxford University Press. ISBN 978-0-19-967498-5.
- Cutler, Anthony (March 1972). «The Tyranny of Hagia Sophia: Notes on Greek Orthodox Church Design in the United States». Journal of the Society of Architectural Historians (Berkeley, CA: University of California Press) 31 (1): 38-50. JSTOR 988725. doi:10.2307/988725.
- Darling, Janina K. (2004). Architecture of Greece. Westport, CT: Greenwood Publishing Group. ISBN 978-0-313-32152-8.
- Де Сена, Ерик К. (2014). «Константин У Царској Палати У Сердици». Istraživanja: Journal of Historical Researches (University of Novi) 25 (25): 381-399. doi:10.19090/i.2014.25.381-399.
- Dewdney, Christopher (2008). Acquainted with the Night: Excursions Through the World After Dark. New York, NY: Bloomsbury Publishing USA. ISBN 978-1-59691-768-2.
- Dumser, Elisha Ann (2010). «Dome».  En Gagarin, Michael; Fantham, Elaine, eds. The Oxford Encyclopedia of Ancient Greece and Rome 1. New York, NY: Oxford University Press, Inc. pp. 436-438. ISBN 978-0-19-517072-6.
- Epstein, Ann Wharton (1983). «The Date and Significance of the Cathedral of Canosa in Apulia, South Italy». Dumbarton Oaks Papers (Washington, DC: Dumbarton Oaks) 37: 79-90. JSTOR 1291478. doi:10.2307/1291478.
- Erdkamp, Paul (2013). The Cambridge Companion to Ancient Rome (illustrated edición). Cambridge, England: Cambridge University Press. ISBN 978-0-521-89629-0.
- Featherstone, Jeffrey Michael (2005). «The Chrysotriklinos Seen through De Cerimoniis». Zwischen Polis, Provinz und Peripherie. Beiträge zur byzantinischen Geschichte und Kultur: Mainzer Veröffentlichungen zur Byzantinistik (Between Polis, Province and Periphery. Studies of Byzantine History and Culture) (Wiesbaden, Germany: Harrassowitz Verlag Publ.) 7: 845-852.
- Fichtenau, Heinrich (2000) [1957]. The Carolingian Empire. translated by Peter Munz (reprint, revised edición). Toronto, Canada: University of Toronto Press. ISBN 978-0-8020-6367-0.
- Fleming, John; Honour, Hugh; Pevsner, Nikolaus, eds. (1991). Dictionary of Architecture (4th edición). London, England: Penguin Books. ISBN 978-0-14-051241-0. (requiere registro).

- Freeman-Grenville, G. S. P. (1987). «The Basilica of the Holy Sepulchre, Jerusalem: History and Future». Journal of the Royal Asiatic Society of Great Britain and Ireland (Cambridge, England: Cambridge University Press) 119 (2): 187-207. JSTOR 25212148. doi:10.1017/S0035869X00140614.
- Garland, Lynda (1999). Byzantine Empresses: Women and Power in Byzantium AD 527–1204 (illustrated edición). New York, NY: Routledge. ISBN 978-0-415-14688-3.
- Gavrilovič, Predrag; Kelley, Stephen J.; Šendova, Veronika (2003). «A Study of Seismic Protection Techniques for the Byzantine Churches in Macedonia». APT Bulletin (Springfield, IL: Association for Preservation Technology International) 34 (2): 63-69. JSTOR 1504824. doi:10.2307/1504824.
- Gem, Richard (2005). «The Vatican Rotunda: A Severan Monument and its Early History, c. 200 to 500». Journal of the British Archaeological Association (British Archaeological Association) 158 (1): 1-45. S2CID 192067233. doi:10.1179/006812805x73271.
- Grabar, Oleg (March 1990). «From Dome of Heaven to Pleasure Dome». Journal of the Society of Architectural Historians (Berkeley, CA: University of California Press) 49 (1): 15-21. JSTOR 990496. doi:10.2307/990496.
- Grupico, Theresa (2011). «The Dome in Christian and Islamic Sacred Architecture». The Forum on Public Policy (Urbana, IL) 2011 (3): 14. Archivado desde el original el 29 de noviembre de 2014. Consultado el 16 de noviembre de 2014.
- Hamilton, George Heard (1983). The Art and Architecture of Russia (illustrated edición). New Haven, CT: Yale University Press. ISBN 978-0-300-05327-2.
- Harrison, R. M. (1983). «The Church of St. Polyeuktos in Istanbul and the Temple of Solomon». Harvard Ukrainian Studies (Cambridge, MA: Harvard Ukrainian Research Institute) 7: 276-279. JSTOR 41036097.
- Hemsoll, David (1989). «Reconstructing the Octagonal Dining Room of Nero's Golden House». Architectural History (Cardiff, Wales: SAHGB Publications Ltd.) 32: 1-17. JSTOR 1568558. doi:10.2307/1568558.
- Hourihane, Colum, ed. (2012). The Grove Encyclopedia of Medieval Art and Architecture. Oxford, England: Oxford University Press. ISBN 978-0-19-539536-5.
- Incerti, M.; Lavoratti, G.; D’Amico, S.; Giannetti, S. (2018). «RSURVEY, ARCHAEOASTRONOMY AND COMMUNICATION: THE MAUSOLEUM OF GALLA PLACIDIA IN RAVENNA (ITALY)». Mediterranean Archaeology and Archaeometry (Greece: MAA) 18 (4): 181-189. doi:10.5281/zenodo.1478672.
- Johnson, Mark J. (2009). The Roman Imperial Mausoleum in Late Antiquity (1st edición). Cambridge, England: Cambridge University Press. ISBN 978-0-521-51371-5.
- Jones, Mark Wilson (2003). Principles of Roman Architecture. New Haven, CT: Yale University Press. ISBN 978-0-300-10202-4.
- Jones, Tom Devonshire; Murray, Linda; Murray, Peter, eds. (2013). The Oxford Dictionary of Christian Art and Architecture (illustrated edición). Oxford, England: Oxford University Press. ISBN 978-0-19-968027-6.
- Karydis, Nikolaos D. (2012). «The Early Byzantine Domed Basilicas of West Asia Minor. An Essay in Graphic Reconstruction». Late Antique Archaeology (Leiden, The Netherlands: Koninklijke Brill, NV) 9 (1): 357-381. ISBN 9789004309777. doi:10.1163/22134522-12340013. Archivado desde el original el 29 de mayo de 2015. Consultado el 29 de mayo de 2015.
- Kennedy, Hugh N. (2006). The Byzantine and Early Islamic Near East. Aldershot, England: Ashgate Publishing, Ltd. ISBN 978-0-7546-5909-9.
- Kinney, Dale (1972). «The Evidence for the Dating of S. Lorenzo in Milan». Journal of the Society of Architectural Historians (University of California Press on behalf of the Society of Architectural Historians) 31 (2): 92-107. JSTOR 988683.
- Kleinbauer, W. Eugene (1967). «Some renaissance views of Early Christian and Romanesque San Lorenzo in Milan». Arte Lombarda (Milan, Italy: Vita e Pensiero – Pubblicazioni dell’Università Cattolica del Sacro Cuore) 12 (2): 1-10. JSTOR 43105465.
- Kleinbauer, W. Eugene (1976). «'Aedita in Turribus': The Superstructure of the Early Christian Church of S. Lorenzo in Milan». Gesta (The University of Chicago Press on behalf of the International Center of Medieval Art) 15 (1/2, Essays in Honor of Sumner McKnight Crosby): 1-9. JSTOR 766745. S2CID 190792043. doi:10.2307/766745.
- Kleiner, Fred S.; Gardner, Helen (2010). Gardner's Art Through the Ages: The Western Perspective, Volume I (13th edición). New York, NY: Cengage Learning. ISBN 978-1-111-78475-1.

- Kuban, Doğan (1987). «The Style of Sinan's Domed Structures». Muqarnas (Leiden, The Netherlands: Brill) 4: 72-97. JSTOR 1523097. doi:10.2307/1523097.

- Lavan, Luke; Zanini, Enrico; Sarantis, Alexander Constantine, eds. (2007). Technology in Transition: A.D. 300–650 (illustrated edición). Leiden, The Netherlands: Brill. ISBN 978-90-04-16549-6.
- Lehmann, Karl (1945). «The Dome of Heaven».  En Kleinbauer, W. Eugène, ed. Modern Perspectives in Western Art History: An Anthology of Twentieth-Century Writings on the Visual Arts (Medieval Academy Reprints for Teaching) 25. Toronto, Canada: University of Toronto Press (publicado el 1989). pp. 227-270. ISBN 978-0-8020-6708-1.
- Lucore, Sandra K. (2009). «Archimedes, the North Baths at Morgantina, and Early Developments in Vaulted Construction».  En Kosso, Cynthia; Scott, Anne, eds. The Nature and Function of Water, Baths, Bathing, and Hygiene from Antiquity Through the Renaissance. Leiden, The Netherlands: Brill. pp. 43-59. ISBN 978-90-04-17357-6.
- Lymberopoulou, Angeliki; Duits, Rembrandt, eds. (2013). Byzantine Art and Renaissance Europe (illustrated edición). Farnham, England: Ashgate Publishing, Ltd. ISBN 978-1-4094-2038-5.
- MacDonald, William (1958). «Some Implications of Later Roman Construction». Journal of the Society of Architectural Historians (Oakland, California: University of California Press) 17 (4): 2-8. JSTOR 987944. doi:10.2307/987944.
- MacDonald, William L. (2002) [1976]. The Pantheon: Design, Meaning, and Progeny (illustrated, reprint edición). Cambridge, MA: Harvard University Press. ISBN 978-0-674-01019-2.
- Mainstone, Rowland J. (2013). Developments in Structural Form (2nd edición). New York, NY: Routledge. ISBN 978-1-135-14305-3.
- Makaš, Emily Gunzburger; Conley, Tanja Damljanović (2009). Capital Cities in the Aftermath of Empires: Planning in Central and Southeastern Europe (e-book edición). New York, NY: Routledge. ISBN 978-0-203-85983-4.
- Maranci, Christina (September 2003). «The Architect Trdat: Building Practices and Cross-Cultural Exchange in Byzantium and Armenia». Journal of the Society of Architectural Historians (University of California Press) 62 (3): 294-305. JSTOR 3592516. doi:10.2307/3592516.

- Mark, Robert; Billington, David P. (April 1989). «Structural Imperative and the Origin of New Form». Technology and Culture (Baltimore, MD: The Johns Hopkins University Press) 30 (2): 300-329. JSTOR 3105106. doi:10.2307/3105106.
- Mark, Robert (2010) [1994]. Architectural Technology up to the Scientific Revolution: the Art and Structure of Large-scale Buildings (reprint, illustrated edición). Cambridge, Massachusetts: MIT Press. ISBN 978-0-262-13287-9.
- Martines, Giangiacomo (2015). «Four - The Conception and Construction of Drum and Dome».  En Marder, Tod A.; Jones, Mark Wilson, eds. The Pantheon: From Antiquity to the Present. Cambridge, England: Cambridge University Press. pp. 99-131. ISBN 978-1-139-01597-4. doi:10.1017/CBO9781139015974.005.
- McClendon, Charles B. (2005). The Origins of Medieval Architecture: Building in Europe, A.D 600–900 (illustrated edición). New Haven, CT: Yale University Press. ISBN 978-0-300-10688-6.
- Melaragno, Michele G. (1991). An Introduction to Shell Structures: the Art and Science of Vaulting (softcover edición). New York, New York: Van Nostrand Reinhold. ISBN 978-1-4757-0225-5.
- Milburn, Robert (1988). Early Christian Art and Architecture (reprint edición). Berkeley, CA: University of California Press. ISBN 978-0-520-06326-6.
- Moffett, Marian; Fazio, Michael W.; Wodehouse, Lawrence (2003). A World History of Architecture (illustrated edición). London, England: Laurence King Publishing. ISBN 978-1-85669-371-4.
- Nelson, Robert S. (2004). Hagia Sophia, 1850–1950: Holy Wisdom Modern Monument (illustrated edición). Chicago, IL: University of Chicago Press. ISBN 978-0-226-57171-3.
- Buchwald, Hans; Savage, Matthew (2017). «Churches».  En Niewohner, Philipp, ed. The Archaeology of Byzantine Anatolia: From the End of Late Antiquity until the Coming of the Turks. New York, NY: Oxford University Press. ISBN 978-0-190-61047-0.
- Nuttgens, Patrick (1997). The Story of Architecture. London, England: Phaidon Press Limited. ISBN 978-0-7148-3616-4.
- Obłuski, Artur; Godlewski, Włodzimierz; Kołątaj, Wojciech; Medeksza, Stanisław; Calaforra-Rzepka, Cristobal (2013). «The Mosque Building in Old Dongola. Conservation and revitalization project». Polish Archaeology in the Mediterranean (University of Warsaw (PCMA UW), Wydawnictwa Uniwersytetu Warszawskiego (WUW): Polish Centre of Mediterranean Archaeology) 22: 248-272.

- Paul, Benjamin (2012). Nuns and Reform Art in Early Modern Venice: The Architecture of Santi Cosma E Damiano and Its Decoration from Tintoretto to Tiepolo (illustrated edición). Aldershot, England: Ashgate Publishing, Ltd. ISBN 978-1-4094-1186-4.
- Peterson, Andrew (1996). The Dictionary of Islamic Architecture. New York, NY: Routledge. ISBN 978-1-134-61366-3.
- Pisa, Nick (30 de septiembre de 2009). «Remains of Nero's Rotating Dining Area Found in Ruins of his Rome Pleasure Dome». London Evening Standard. Evening Standard Ltd. Consultado el 22 de octubre de 2013.
- Raphael, Marc Lee (2011). The Synagogue in America: A Short History. New York, NY: New York University Press. ISBN 978-0-8147-7704-6.
- Ring, Trudy; Salkin, Robert M. (1995). International Dictionary of Historic Places, Volume 3: Southern Europe. New York, NY: Routledge. ISBN 978-1-134-25958-8.
- Rosser, John H. (2011). Historical Dictionary of Byzantium (2nd edición). Lanham, MD: Scarecrow Press. ISBN 978-0-8108-7477-0.
- Roth, Leland M.; Clark, Amanda C. Roth (2013). Understanding Architecture: Its Elements, History, and Meaning (3rd edición). Boulder, CO: Westview Press. ISBN 978-0-8133-4903-9.
- Salvan, George S.; Thapa, Sudhir (2000). Architectural & Construction Data (1st edición). Quezon City, Philippines: JMC Press, Inc. ISBN 978-971-11-1042-0.
- Schibille, Nadine (2014). Hagia Sophia and the Byzantine Aesthetic Experience (illustrated edición). Farnham, England: Ashgate Publishing, Ltd. ISBN 978-1-4724-3758-7.
- Sear, Frank (1983). Roman Architecture (revised edición). Ithaca, NY: Cornell University Press. ISBN 978-0-8014-9245-7. (requiere registro).
- Shalev-Hurvitz, Vered (2015). Holy Sites Encircled: The Early Byzantine Concentric Churches of Jerusalem. Oxford University Press. ISBN 978-0-199-65377-5.
- Shvidkovskiĭ, Dmitriĭ Olegovich (2007). Russian Architecture and the West (illustrated edición). New Haven, CT: Yale University Press. ISBN 978-0-300-10912-2.
- Sinopoli, Anna (2010). «No Tension behaviour and Best Shape of Pseudo-Vaults». Construction History (The Construction History Society) 25: 21-51. JSTOR 41613958.
- Smith, Earl Baldwin (1950). The Dome: A Study in the History of Ideas. Princeton, NJ: Princeton University Press. ISBN 978-0-691-03875-9.
- Spiers, Richard Phené (1910-1911). «Encyclopædia Britannica».  En Chisholm, Hugh, ed. Encyclopædia Britannica. A Dictionary of Arts, Sciences, Literature, and General information (en inglés) 27 (11.ª edición). Encyclopædia Britannica, Inc.; actualmente en dominio público. pp. 956-961.
- Sprague de Camp, Lyon (1990). The Ancient Engineers (illustrated edición). New York, NY: Barnes & Noble Publishing. ISBN 978-0-88029-456-0.
- Stephenson, Davis; Hammond, Victoria; Davi, Keith F. (2005). Visions of Heaven: the Dome in European Architecture (illustrated edición). New York, NY: Princeton Architectural Press. ISBN 978-1-56898-549-7.

- Swoboda, Karl M. (May 1961). «The Problem of the Iconography of Late Antique and Early Mediaeval Palaces». Journal of the Society of Architectural Historians (Berkeley, CA: University of California Press) 20 (2): 78-89. JSTOR 988105. doi:10.2307/988105.
- Turner, Jane (2000). The Grove Dictionary of Art: From Renaissance to Impressionism: Styles and Movements in Western Art, 1400–1900 (illustrated edición). New York, NY: St. Martin's Press. ISBN 978-0-312-22975-7.
- Vanderpool, James Grote (December 1936). «A Comparison of Byzantine Planning at Constantinople and in Greece». The Art Bulletin (CAA) 18 (4): 552-569. JSTOR 3045654.
- Vickers, Michael (1973). «Observations on the Octagon at Thessaloniki». The Journal of Roman Studies (Society for the Promotion of Roman Studies) 63: 111-120. JSTOR 299170. doi:10.2307/299170.
- Walker, Alicia (2012). The Emperor and the World: Exotic Elements and the Imaging of Middle Byzantine Imperial Power, Ninth to Thirteenth Centuries C.E.. Cambridge, England: Cambridge University Press. ISBN 978-1-316-02569-7.
- Ward, Clarence (1973). Mediaeval Church Vaulting (illustrated, reprint edición). AMS Press. ISBN 978-0-404-06836-3.
- Warden, P. Gregory (December 1981). «The Domus Aurea Reconsidered». Journal of the Society of Architectural Historians (Berkeley, CA: University of California Press) 40 (4): 271-278. JSTOR 989644. doi:10.2307/989644.
- Watkin, David (2005). A History of Western Architecture (4th edición). London, England: Laurence King Publishing. ISBN 978-1-85669-459-9.
- Wertheimer, Lester (2004). Architectural History (illustrated edición). Chicago, IL: Kaplan AEC Architecture. ISBN 978-0-7931-9380-6.
- Wilkinson, Philip (2012). Great Buildings: The World's Architectural Masterpieces Explained and Explored. New York, NY: DK Publishing. ISBN 978-0-7566-9829-4.
- Wilson, R. J. A. (2001). «Roman Art and Architecture».  En Boardman, John; Griffin, Jasper; Murray, Oswyn, eds. The Oxford History of the Roman World (illustrated edición). Oxford, England: Oxford University Press. ISBN 978-0-19-280203-3.
- Winter, Frederick E. (2006). Studies in Hellenistic Architecture (illustrated edición). Toronto, Canada: University of Toronto Press. ISBN 978-0-8020-3914-9.
- Wittkower, Rudolf (1963). «S. Maria della Salute: Scenographic Architecture and the Venetian Baroque».  En Kleinbauer, W. Eugène, ed. Modern Perspectives in Western Art History: An Anthology of Twentieth-Century Writings on the Visual Arts (Medieval Academy Reprints for Teaching) 25. Toronto, Canada: University of Toronto Press (publicado el 1989). pp. 165-192. ISBN 978-0-8020-6708-1.
- «The Rotunda St. George - Sofia». Multimedia Catalogue of the Tourist Sites and Electronic Marketing of Destination Bulgaria. European Regional Development Fund. Archivado desde el original el 20 de mayo de 2014. Consultado el 1 de septiembre de 2019.
- «St. George Rotunda». Ulpia Serdica. Culture Programme of Sofia Municipality. Consultado el 22 de mayo de 2021.

- Datos: Q19904215
- Multimedia: Domes / Q19904215